# Weimari köztársaság
A weimari köztársaság (németül: Weimarer Republik) a németországi monarchia államrendszerét 1919-ben felváltó polgári demokratikus, parlamenti képviseletű, szövetségi köztársaság történészek által adott neve, melyet Weimar városa után kapott, ahol az alkotmányozó nemzetgyűlés összeült. Az ország hivatalos elnevezése továbbra is Német Birodalom (Deutsches Reich) volt. A köztársaság az első világháborút követő 1918–1919-i német forradalomban alakult ki.
Az 1919-es januári választások alapján Weimarba összehívott nemzetgyűlés Friedrich Ebertet, a legerősebb párt, a Németország Szociáldemokrata Pártja (Sozialdemokratische Partei Deutschlands – SPD) vezetőjét megválasztotta köztársasági elnöknek, Philipp Scheidemann (SPD) vezetésével koalíciós kormányt alakított, megszövegezte az ún. weimari alkotmányt, melyet ugyanazon év augusztus 11-én fogadtak el. Ez hiányosságai ellenére a korabeli Európa egyik legdemokratikusabb alkotmánya volt, mely széles körű polgári szabadságjogokat biztosított. A köztársaság stabilizálása éveket vett igénybe, számos bal- és jobboldali próbálkozás volt a megdöntésére, például a Bajor Tanácsköztársaság (1919), a Ruhr-felkelés (1920), a Kapp-puccs (1920) és a müncheni sörpuccs (1923). Az első világháborút lezáró versailles-i békeszerződés nagyarányú területvesztéssel és rendkívül súlyos jóvátételi törlesztéssel büntette Németországot. A gazdaság az összeomlás szélén állt, az infláció elszabadult. A német járadékmárka bevezetése és a Dawes-terv rendezte a jóvátétel ügyét és az amerikai hitelek elindították a gazdasági fejlődést, mely néhány év alatt a világ legnagyobb termelékenységnövekedését produkálta. Külpolitikai téren a rapallói egyezmény (1922) a nemzetközi elszigeteltségből való kitörést, míg a locarnói egyezmény (1925) a határok garantálásával az európai megbékélést és Németországnak a Nemzetek Szövetségébe való felvételét (1926) szolgálta. Friedrich Ebert köztársasági elnök halála (1925) után Paul von Hindenburg töltötte be a tisztséget.
A köztársaság első komolyabb válságjelét az jelentette, amikor 1928-ban a két legnagyobb szavazóbázissal rendelkező polgári párt, a Német Nemzeti Néppárt (Deutschnationale Volkspartei – DNVP) és a Centrumpárt vezetésében jobbratolódás következett be. A DNVP elnöke a szélsőjobboldali Alfred Hugenberg lett, míg a Centrumpártban növekedett Heinrich Brüning és Franz von Papen politikai befolyása. A nagy gazdasági világválság (1929) kirobbanása következtében magasba szökött a munkanélküliség, az Adolf Hitler által vezetett Nemzetiszocialista Német Munkáspárt (NSDAP) támogatottsága gyors ütemben megnőtt. Az 1930-as választásokon a második legerősebb, míg az 1932-es választásokon a legerősebb párttá vált. A köztársaság kormányzása csak az alkotmány rendkívüli jogköröket biztosító 48. törvénycikkének egyre gyakoribb alkalmazásával volt lehetséges. Végül az újraválasztott Hindenburg 1933. január 30-án Hitlert bízta meg kormányalakítással, aki rövid idő alatt felszámolta a köztársaság demokratikus törvényeit, intézményeit, kiépítette a totális nemzetiszocialista diktatúrát, az úgynevezett Harmadik Birodalmat. A weimari alkotmányt formálisan soha nem vonták vissza, de a nemzetiszocialista többségű törvényhozás már tevékenysége legelején jelentéktelenné tette.

## Története

### Az alkotmányreform

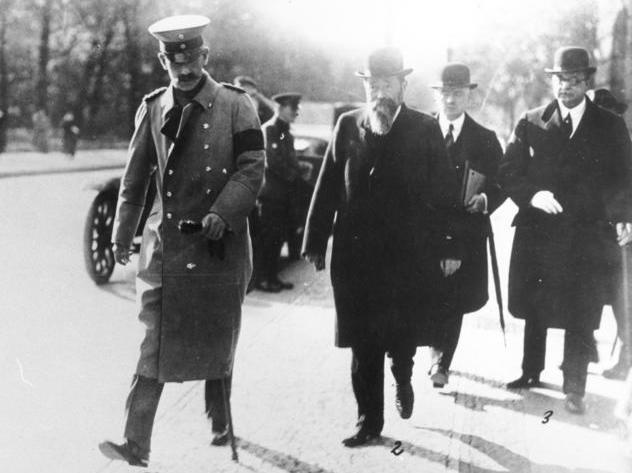
Miksa badeni herceg (katonai egyenruhában) 1918. november 3-án

Az első világháborús vereség bizonyossá válásával, a fegyverszünet mielőbbi megkötésének szándéka Erich Ludendorff császári főszállásmestert és a köré tömörülő politikai erőket arra az indítványra késztette, hogy a Hohenzollern-ház hatalmának átmentése érdekében II. Vilmos császár Hertling kancellár helyére Miksa badeni herceget (Max von Baden) nevezze ki. A herceg liberális nézetei közismertek voltak, a brit uralkodóházhoz rokoni kapcsolatok fűzték, ezért személye a legalkalmasabbnak tűnt, hogy elhitesse az antant vezetésével, hogy demokratikus változások történtek a császárságban. A herceg október elején koalíciós kormányt alakított, mely a Nemzeti Liberális Párt, a Haladó Néppárt, a katolikus Centrumpárt és az ún. többségi szociáldemokrata párt, illetve a Németország Szociáldemokrata Pártja (Sozialdemokratische Partei Deutschlands – SPD) részvételével jött létre. Az SPD-ben óriási viták előzték meg a kormányba való belépést. A pártvezetés megosztottságát mutatja, hogy az elnökség 25 tagja támogatta, míg 11 tagja ellenezte. Az SPD kormányba lépési feltételei igen mérsékeltek voltak, gyakorlatilag kimerültek az alkotmányos monarchia követelésében. Az SPD képviseletében Philipp Scheidemann, Gustav Bauer, Robert Schmidt és Eduard David belépett Miksa herceg kormányába.
1918. október 4-én a kormány a legfelső hadvezetés kezdeményezésére fegyverszünet közvetítését kérte Woodrow Wilson amerikai elnöktől, aki kinyilvánította, hogy csak a nép bizalmát bíró, demokratikus kormánnyal kész tárgyalni. A Reichstag október 22-én ült össze, s elhatározta az alkotmányreformot, ami lényegileg a császár hatalmának alkotmányos korlátozására irányult: „a hadüzenet és a békekötés többé már nem a császár és a Szövetségi Gyűlés kizárólagos joga volt, hanem a Reichstag jóváhagyása is kellett hozzá; kormánytagok Reichstag-képviselők lehettek; a birodalmi kancellár és az államtitkárok kinevezését a Reichstag bizalmához kötötte; a császár valamennyi politikai tettéért a birodalmi kancellár felelt; a tisztekre és a tábornokokra vonatkozó döntésekhez kancellári hozzájárulásra volt szükség.” Az alkotmányjogilag parlamenti-demokratikus monarchia új államformája 1918. október 28-án lépett életbe, ám fennállása két hétig sem tartott.

### A novemberi forradalom(Novemberrevolution)

#### A kieli matrózfelkelés

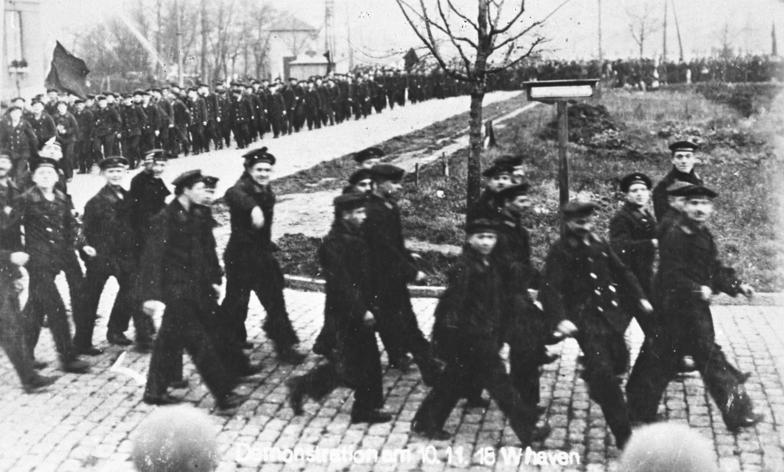
Matróztüntetés Wilhelmshavenben 1918. november 10-én

Wilson tárgyalást elutasító jegyzéke a tábornoki kar ellenállását váltotta ki, akik a teljes mozgósítás és a harc végsőkig való folytatása mellett álltak ki. Erich Ludendorff gyávasággal vádolta a kormányt, melyre válaszul Max von Baden leváltatta, s helyébe Wilhelm Groener tábornokot neveztette ki a császárral. Reinhard Scheer tengernagy, a hadiflotta parancsnoka, önkényesen, a kormány tudomása nélkül október 27-én kifutási és támadási parancsot adott a többszörös túlerőben lévő brit hajóhaddal szemben, és fel akarta újítani a már 1917-ben beszüntetett korlátlan tengeralattjáró-háborút. Előbb az SMS Thüringen, majd az SMS Helgoland nevű hajókon a fűtők, később a teljes legénység megtagadta a parancsot, s kitűzték a forradalmi ellenállást jelképező vörös zászlókat. A parancsnokság 47 lázadó matrózt letartóztatott és katonai fogdába záratott. Erre az ellenállás kiszélesedett, sztrájkba lépett a kieli kikötő munkássága is. November 4-én Karl Artelt hajófűtő elnökletével megalakult az első forradalmi katonatanács. Az esemény mint a kieli matrózfelkelés (Kieler Matrosenaufstand) vonult be a történelembe. A párhuzamosan létrejövő munkástanács tagsága főleg többségi és független szociáldemokratákból állt. November 4-ére kiszabadították fogvatartott társaikat, elfoglalták az egész várost és 5-én egy 14 pontból álló követeléslistát adtak ki. A következő napokban az észak-németországi kikötővárosokban sorra munkás- és katonatanácsok alakultak, amelyek átvették a tényleges tartományi és helyi hatalmat. A tömegek a háború befejezését, s az egyre népszerűtlenebb császár lemondását, köztársaságot követeltek. A kormány megijedt az események váratlan alakulásától, s a történések lecsillapítására és ellenőrzésére Kielbe küldte Gustav Noskét, az SPD katonai szakértőjét, Hausmann minisztert és szárnysegédjét, Wilhelm Canarist, a katonai hírszerzés későbbi vezetőjét. Noskénak sikerült is a helyi katonatanácsban kezébe vennie az irányítást, de a forradalom továbbterjedését már nem tudta megakadályozni.
Az egész országban futótűzként terjedő forradalom hírére Hindenburg azzal bízta meg Groener tábornokot, hogy tárgyaljon Berlinben az SPD vezetőivel, melyre november 6-án került sor. Ezen a szociáldemokraták a rend helyreállításának programját képviselték, ugyanakkor felvetették a monarchia megmentése érdekében a császár azonnali lemondását. Groener a tárgyalások eredményeként azt javasolta Hindenburgnak, hogy a csapatok megbízhatatlansága miatt a forradalom fegyveres leverése helyett lépjen szövetségre az SPD-vel, aki ezt nehezen, de elfogadta.
A berlini forradalom vezetése a munkások képviselőiből álló bizalmitestület, az Obleute kezében volt, mely néhány napon belül általános felkelésre való felhívást szándékozott kiadni. Erre az SPD november 7-én ultimátumot intézett a kormányhoz: a császár azonnali lemondásának, a korlátlan gyülekezési és szervezkedési szabadságnak, a hadsereg és a rendőrség be nem avatkozásának, a porosz kormány SPD számára további pozíciókat biztosító átalakításának követelésével, ellenkező esetben az SPD kormányból történő kivonulását helyezték kilátásba. Ezzel egyidejűleg Münchenben a százezres tömeg lemondásra kényszerítette III. Lajos bajor királyt, a Wittelsbach-dinasztia utolsó uralkodó tagját. A hatalmat a munkástanács vette át, melyben egyenlő arányban vettek részt a többségi és a független szociáldemokraták (Unabhängige Sozialdemokratische Partei Deutschlands – USPD), s élén a független Kurt Eisner állt. November 8-án kikiáltották a köztársaságot, az ideiglenes bajor kormány miniszterelnöke szintén Kurt Eisner lett. A többi kisállamban hasonló forradalmi események zajlottak le.

#### A hatalomátadás és a (két) köztársaság kikiáltása

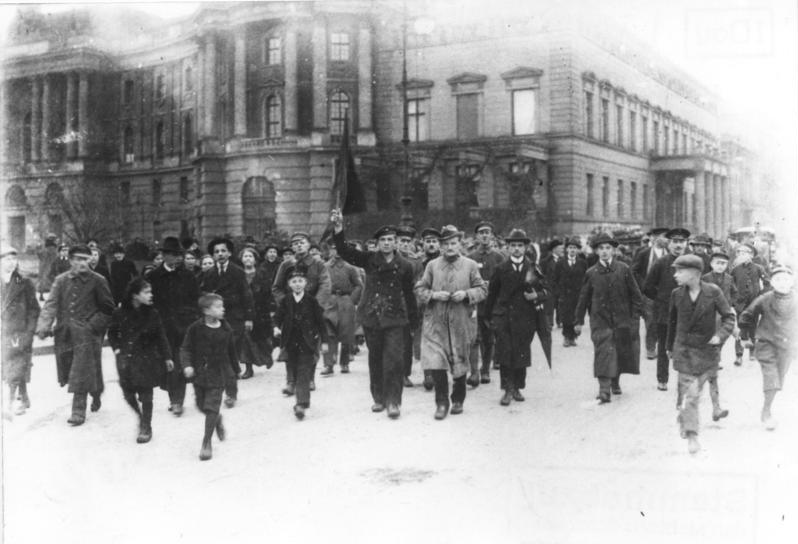
Forradalmi tüntetés. Berlin, Unter den Linden, 1919. november 9.

November 8-án, miután kiderült, hogy a császár ragaszkodik trónjához, az SPD képviselői hatékony taktikai lépéssel elhagyták a kormányt, fenntartva azt a látszatot, hogy a forradalmi tömegekkel tartanak, így az események élére tudtak állni. November 9-én reggel az SPD lapja, a Vorwärts „Általános sztrájk!” főcímmel jelent meg. Berlinben általános sztrájkkal egybekötött hatalmas tüntetés kezdődött. A tömegek a monarchia megdöntését, a császár lemondását, tanácshatalmat követeltek, elfoglalták a császári palotákat, a város stratégiailag fontos pontjait, a rendőrkapitányságokat, a pályaudvarokat, a Reichstagot és más fontos középületeket. Ennek hatására II. Vilmos császár a belgiumi Spában lévő főhadiszállásra távozott, de lemondásra még mindig nem volt hajlandó, így Max von Baden miniszterelnök a forradalmi légkör nyomásának engedve önállóan jelentette be a császár leköszönését és a trónörökös lemondását a trónról. A kancellári nyilatkozat után hamarosan Németország Többségi Szociáldemokrata Pártja (MSPD) küldöttsége (Friedrich Ebert, Philipp Scheidemann, Otto Braun, és az üzemek két képviselője) jelent meg Miksa kancellárnál. „Nevükben Ebert kijelentette, hogy a vérontás elkerülése érdekében a kormányhatalmat a nép teljes bizalmát élvezők kezébe kell adni, s ebben pártjának is részesednie kell. Igennel felelt a kancellár azon kérdésére, hajlandó-e a birodalmi kancellári tisztséget átvenni. Ezután Scheidemann attól tartva, hogy kicsúsznak ellenőrzésük alól az események, »megelőzve« a függetleneket és a spartakistákat, 14 óra körül a Reichstag egyik ablakából rögtönzött beszédében kikiáltotta a köztársaságot.” Időközben megnyíltak a börtönök is, s szabadon engedték a politikai foglyokat, köztük a spartakisták egyik vezetőjét, Leo Jogichest.
Délután 4 óra körül a tengerészgyalogosok által elfoglalt császári palota erkélyéről a független szociáldemokrata párt balszárnyához tartozó Karl Liebknecht kikiáltotta a német szocialista köztársaságot, s meghirdette a „Minden hatalmat a munkás- és katonatanácsoknak!” jelszót.

#### A Népmegbízottak Tanácsának megalakulása

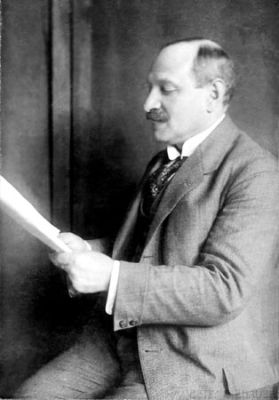
Hugo Haase (1905)

Este a Birodalmi Gyűlés épületében tárgyalásra ültek össze az SPD, az USPD és a Spartakus-csoport képviselői, hogy közös koalíciós kormányról állapodjanak meg. A kezdeti teljes elzárkózás után a spartakisták nevében Liebknecht és Wilhelm Pieck hat feltételhez kötötte a részvételt:
„1. Németország szocialista köztársasággá alakul. 

2. A teljes törvényhozó, végrehajtó és bírói hatalom a nép választott képviselőinek (forradalmi bizalmi embereinek) és a katonák képviselőinek kezébe kerül. 

3. A kormányból kizárják a polgári pártok képviselőit. 

4. A függetlenek és a Spartakus-csoport tagjai csak három napig vesznek részt a kormányban, hogy lehetővé tegyék a fegyverszünet megkötését. 

5. A szakminiszterek csak technikai segéderőkként működnek közre. 

6. A kormányt alkotó két párt (SPD éd USPD) teljes egyenjogúságot élvez.”
Az SPD képviselői ragaszkodtak az Alkotmányozó Nemzetgyűlés megválasztásához, a hatalom kérdésében pedig homályos válaszokkal ködösítettek. A Spartakus-csoport így kikerült a formálódó átmeneti kormányból. Az USPD is két részre oszlott. A Hugo Haase pártelnök és Georg Ledebour vezette baloldal kompromittálónak tartotta az SPD-vel való közös kormányzást, míg a Heinrich Ströbel, Rudolf Hilferding, Rudolf Breitscheid, Emil Barth, Wilhelm Dittmann vezette jobboldal politikai hibának nyilvánította a kormányzás teljes átengedését az SPD-nek. Végül kompromisszum született. Létrejött a hatfős Népmegbízottak Tanácsa (Rat der Volksbeauftragten), melyben paritásos alapon a többségi szociáldemokratákat Friedrich Ebert, Philipp Scheidemann, Otto Landsberg, a független szociáldemokratákat pedig Hugo Haase, Wilhelm Dittmann és Emil Barth képviselte. A Tanács két elnöki funkcióját Ebert és Haase töltötte be. Kinyilvánították, hogy: „A politikai hatalmat a munkás- és katonatanácsok gyakorolják, ők ellenőrzik a kormány tevékenységét; tagjaikat a legrövidebb időn belül összehívják Berlinbe, országos tanácskozásra.” Az Alkotmányozó Nemzetgyűlési választások kiírását pedig függővé tették a forradalom konszolidációjától.
Amikor II. Vilmos császár szembesült azzal, hogy már személyi biztonságát sem tudják garantálni, Spában átadta a főparancsnokságot Hindenburgnak és Groenernek, és az éj leple alatt Hollandiába menekült.

#### Az Ebert–Groener-paktum

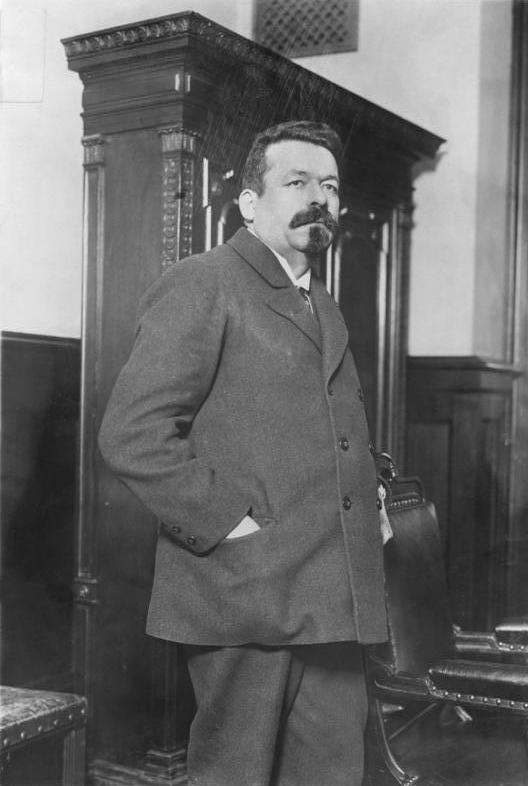
Friedrich Ebert 1918 decemberében

A forradalmi munkás- és katonatanácsokban három politikai irányzat vetélkedett egymással: a többségi, a független szociáldemokraták és a Spartakus-csoport hívei. A többségi SPD demokratikus-parlamentáris jogállam létrehozását tűzte ki célul, alkotmányozó nemzetgyűlés összehívása útján, míg az USPD és a belőle szervezetileg november 11-én kivált, kommunista Spartakus-szövetség (Spartakusbund) az orosz példához hasonló tanácsrendszer bevezetését akarta. A spartakisták még 9-én este elfoglalták az egyik reakciós újság épületét, s kiadták a Die Rote Fahne (A Vörös Zászló) című lapjukat, melynek 10-én megjelenő vezércikkében célul tűzték ki a minden hatalmat a munkás és katonatanácsok kezében összpontosító, egységes szocialista köztársaság létrehozását. Ebert gyakorlatilag tehetetlen volt a forradalmi szellemű tengerészegységekre támaszkodó spartakistákkal szemben, mivel nem rendelkezett megbízható fegyveres erővel. Ezért a császári tábornokokkal való szövetség felé orientálódott, akik viszont következetes ellenforradalmi beállítottságúak voltak. Groener tábornok, Hindenburg munkatársa emlékirataiban így örökítette meg a katonai ügyekért felelős kormánytag, Friedrich Ebert és a hadsereg-főparancsnokság, az OHL vezetőinek megegyezését: „November 10-én este telefonon felhívtam a kancellári palotában Ebertet, akivel közöltem: a hadsereg kész a kormány mögé állni, de ennek fejében Hindenburg és a tisztikar elvárja, hogy a kormány támogatást nyújtson a hadsereg rendjének és fegyelmének fenntartásához. A tisztikar követeli a kormánytól a bolsevizmus leküzdését, és ennek érdekében bármikor kész a bevetésre. Ebert elfogadta szerződési ajánlatomat. Ettől kezdve a kancellári hivatal és a hadvezetőség között működő titkos vonalon minden este megállapodtunk a szükséges rendszabályokban.”

#### A Munkás- és Katonatanácsok Végrehajtó Tanácsának (Vollzugsrat) megválasztása
November 10-én mintegy 3000 tanácsképviselő gyűlt össze a berlini Busch-cirkusz épületében, hogy megválassza a Munkás- és Katonatanácsok Végrehajtó Tanácsát (Vollzugsrat des Arbeiter- und Soldatenrats Groß-Berlin), mely az ideiglenes kormány feletti ellenőrzést gyakorolta. A jelenlévők többsége leszavazta Emil Barth és Karl Liebknecht azon javaslatát, hogy a Végrehajtó Tanács tagjait kizárólag a proletárforradalmat képviselő USPD-jelöltek közül válasszák. A küldöttek többsége Ebertet támogatta, aki az egység, a rend és fegyelem helyreállításának és a testvérháború beszüntetésének demagóg jelszavaival lépett fel. A Végrehajtó Tanács 28 tagjából a 14 tagú katonatanács SPD hívekből állt, míg a másik 14 mandátum egyenlően oszlott meg az SPD és az USPD között. A Spartakus-csoport visszautasította a felajánlott helyet, amivel önként lemondott a kormány ellenőrzéséről. „A gyűlés résztvevői nagy többséggel bizalmat szavaztak a Népmegbízottak Tanácsának, ami gyakorlatilag annak »alkotmányos« beiktatását jelentette. A kép teljessége kedvéért megemlítjük, az SPD, hogy a katonatanácsokban biztos többsége legyen, számos megbízható káderét, akik korábban katonák voltak, újra egyenruhába öltöztette, és csak ezzel a megtévesztő manőverrel érte el Berlinben a többséget.”

#### A compiègne-i fegyverszünet
November 11-én Matthias Erzberger aláírta a compiègne-i fegyverszüneti egyezményt, mely szerint Németország köteles volt kivonulni az elfoglalt francia, belga, luxemburgi területekről, s csapatait kivonni a szövetséges országokból (Ausztria-Magyarország, Bulgária, Törökország).

#### A Népmegbízottak Tanácsának felhívása a német néphez

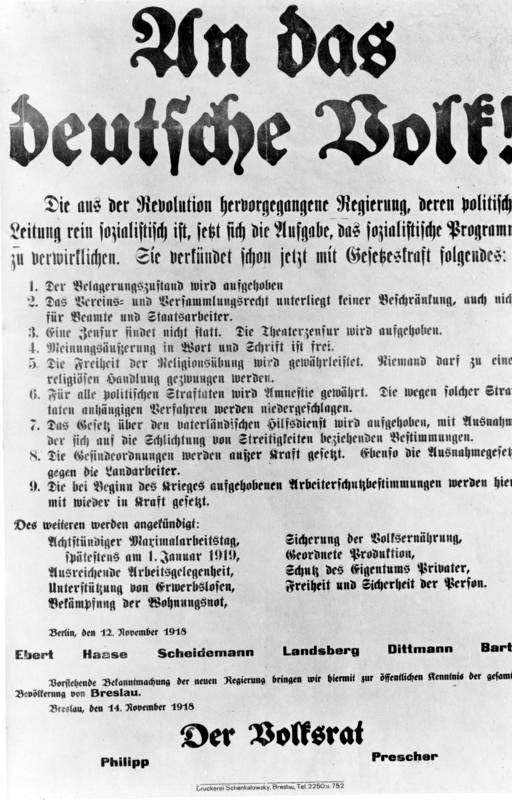
A német néphez!

A Népmegbízottak Tanácsa november 12-én felhívást adott ki A német néphez! címmel. E felhívás már első mondatában leszögezte: „A forradalom szülte kormány, amelynek politikai vezetősége tisztán szocialista, a szocialista program megvalósításának feladatát tűzi maga elé.” Kihirdette az ostromállapot megszűnését, a szabad egyesülési és gyülekezési jogot, a cenzúra eltörlését, a szabad véleménynyilvánítást, a szabad vallásgyakorlást, a politikai bűncselekmények amnesztiáját, a háború okán felfüggesztett munkásvédelmi határozatok ismételt hatályba léptetését. Ezen túl további szociálpolitikai rendelkezéseket, 8 órás munkaidőt, munkanélküli ellátást, betegbiztosítás kiterjesztését, a lakáshiány megszüntetését, szabályozott népélelmezést, továbbá a tulajdon, a személyiség szabadságának és biztonságának védelmét ígérte. Bejelentette az arányos választási rendszerre épülő titkos, közvetlen, általános választójogot, amely minden 20. évét betöltött férfi és női állampolgárt megilletett. Ezen választójogot a tervezett alkotmányozó nemzetgyűlési választásokra is érvényesnek tekintette.
A Népmegbízottak Tanácsának ezen felhívása valójában a már kivívott polgári demokratikus szabadságjogokat garantálta, ugyanakkor a tetszetős szocialista frázisok ellenére ez az átmeneti kormány egy sor rendeletet és törvényt alkotott, mely korlátozta a munkástanácsok hatáskörét, megtartotta a régi államapparátust, a hadseregben pedig a tisztikar jogait, távlati törekvése pedig arra irányult, hogy végérvényesen megfossza hatalmától a tanácsrendszert és mielőbb visszaállítsa a polgári demokratikus parlamentáris uralmat.

#### A Stinnes–Legien-egyezmény
A társadalmi mozgalmak leszerelését szolgálta az a november 15-én született szociális egyezmény is, mely Carl Legien szakszervezeti vezető és Hugo Stinnes, a nagyipar képviselője között jött létre. Az egyezmény elismerte a szakszervezeteket, mint a munkásság szakmai képviseletét, a katonai szolgálatból visszatérők jogosultságát háború előtti munkahelyükre, a kollektív szerződés elvét, rögzítette a 8 órás munkanapot, s egy Központi Bizottság (döntőbíróság) elé utalta a munkások és tőkések közti konfliktusokat, leginkább a jövő bérharcainak korlátozására. A Stinnes–Legien-egyezményt a Népmegbízottak Tanácsa rögtön elismerte, mivel az a társadalmi béke elérését szolgálta.

#### A szocializálási bizottság

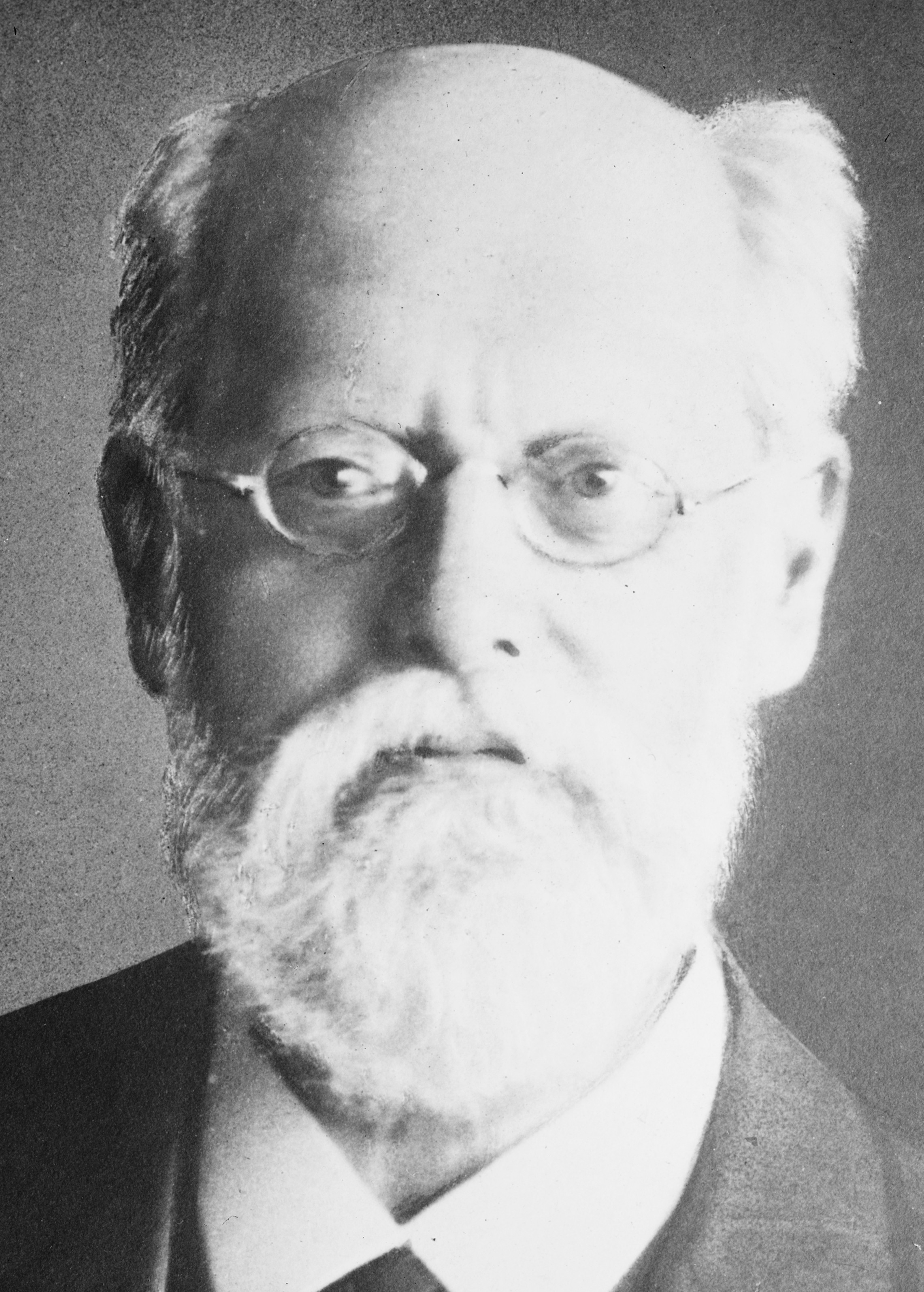
Karl Kautsky

A szocializálás egyre jobban terjedő gondolatának szakértői támogatására, illetve – ellenzői részéről – annak leszerelésére november 18-án Karl Kautsky vezetésével felállították az ún. szocializálási bizottságot (Sozialisierungskommission). Tagjai voltak: Rudolf Hilferding, Heinrich Cunow, Joseph Schumpeter, Emil Lederer, Carl Ballod, Robert Wilbrandt, Ernst Francke, Theodor Vogelstein, a szakszervezeteket Otto Hue, míg az iparosokat Walther Rathenau képviselte. A bizottság december 11-én kiadott programja előre bocsátja, hogy „…a termelési eszközök társadalmi tulajdonba vétele csak hosszan tartó átszervezés eredménye lehet. Első feltétel, hogy a termelés újra felélénküljön. Németország helyzete parancsolóan megköveteli, hogy elsősorban az exportra termelő ipar és a külkereskedelem kezdje meg újra a tevékenységét.” A program a továbbiakban felsorolja azokat a gazdaságterületeket, ahol nem javasolja a szocializálást, míg végül kijelenti, ez ott valósítható meg, ahol monopolista tulajdonviszonyok uralkodnak, amire elsőrendű példaként a szén- és vasipart hozta fel. A dokumentum alapján szembetűnő a bizottság óvatossága, de még ezek az igen korlátozott célok sem valósulhattak meg. Az SPD részéről ugyanis nem volt határozott politikai szándék az üzemek állami tulajdonba vételére, így a bizottság hónapokon át ülésezett bármiféle gyakorlati eredmény nélkül, s ezért 1919 áprilisában feloszlott.
Még két hét sem telt el a forradalom kezdetétől, s minden fontosabb régi polgári párt nemzeti és demokratikus jelzőkkel ellátva, új néven reinkarnálódott, a régi politikai irányvonal alapvetően változatlan továbbvitelével. A munkás- és katonatanácsokban sajátos helyzet alakult ki, egyre inkább SPD befolyás alá kerültek, – ez főleg a katonatanácsokban volt megfigyelhető, – melyek a forradalom továbbfejlődése helyett a kialakuló polgári demokrácia stabilizálásának eszközeivé váltak. Hindenburg november 18-i rendelkezésének egyik leglényegesebb mondata magyarázattal szolgál a látszólag spontán tendenciára: „A katonatanácsok megalakítása és mozgalma elterjedt az egész haderőben, ellenállással tevékenységük nem akadályozható meg. Éppen ezért az lenne szükséges, hogy a mozgalom a tisztek kezébe összpontosuljon.”

#### Katonai erőviszonyok Berlinben

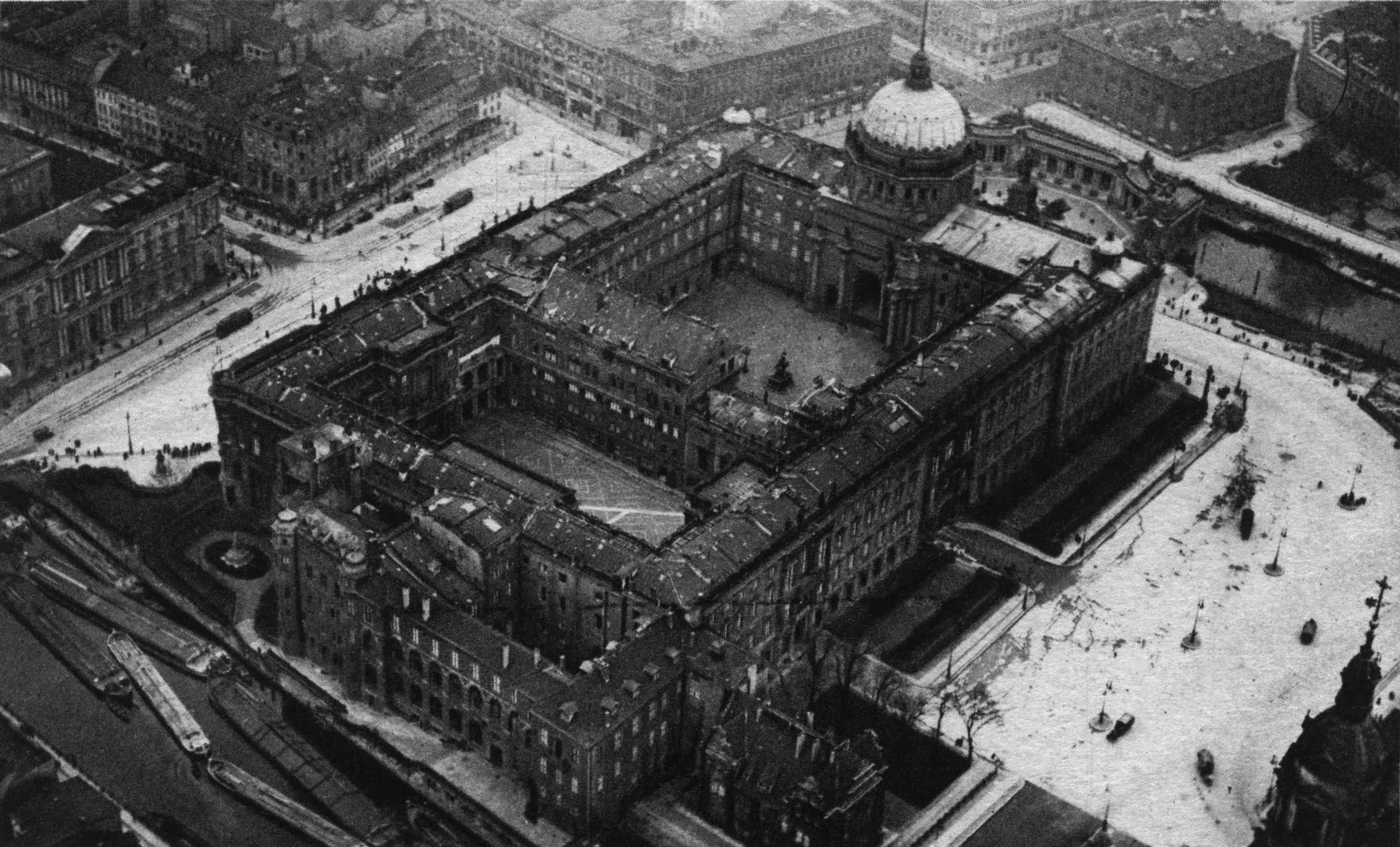
Berlin, Stadtschloss (1900 körül)

A Hindenburg parancsnoksága alatt álló hadsereg az ellenforradalmi tisztikar vezetésével erőszakot alkalmazott a munkás- és katonatanácsok ellen. Ez nyilvánvalóvá tette, hogy a tanácshatalom csak önálló fegyveres erő birtokában életképes. A Spartakus-szövetség Hindenburg elmozdítását követelte, ezt azonban a Népmegbízottak Tanácsa a rendre és szervezettségre való hivatkozással elhárította.
Berlinben viszont a Spartakus-szövetség és a forradalmi bizalmiak testülete (Revolutionäre Obleute) jelentős fegyveres erővel bírt. A 3200 fős Népi Tengerész Hadosztály (Volksmarinedivision), élükön Heinrich Dorrenbach volt hadnaggyal, akit 1917-ben lefokoztak és börtönbe zártak forradalmi tevékenység vádjával, a Berlin közepén elhelyezkedő császári palota (Schloss) és császári lovarda (Marstall) épületegyütteseiben rendezkedett be. Ezt kiegészítette a forradalmi baloldal által megszervezett Vörös Katonaszövetség (Roter Soldatenbund – RSB) 12 000 fős alakulata, így a város belső kerületei a forradalmárok katonai ellenőrzése alatt álltak.

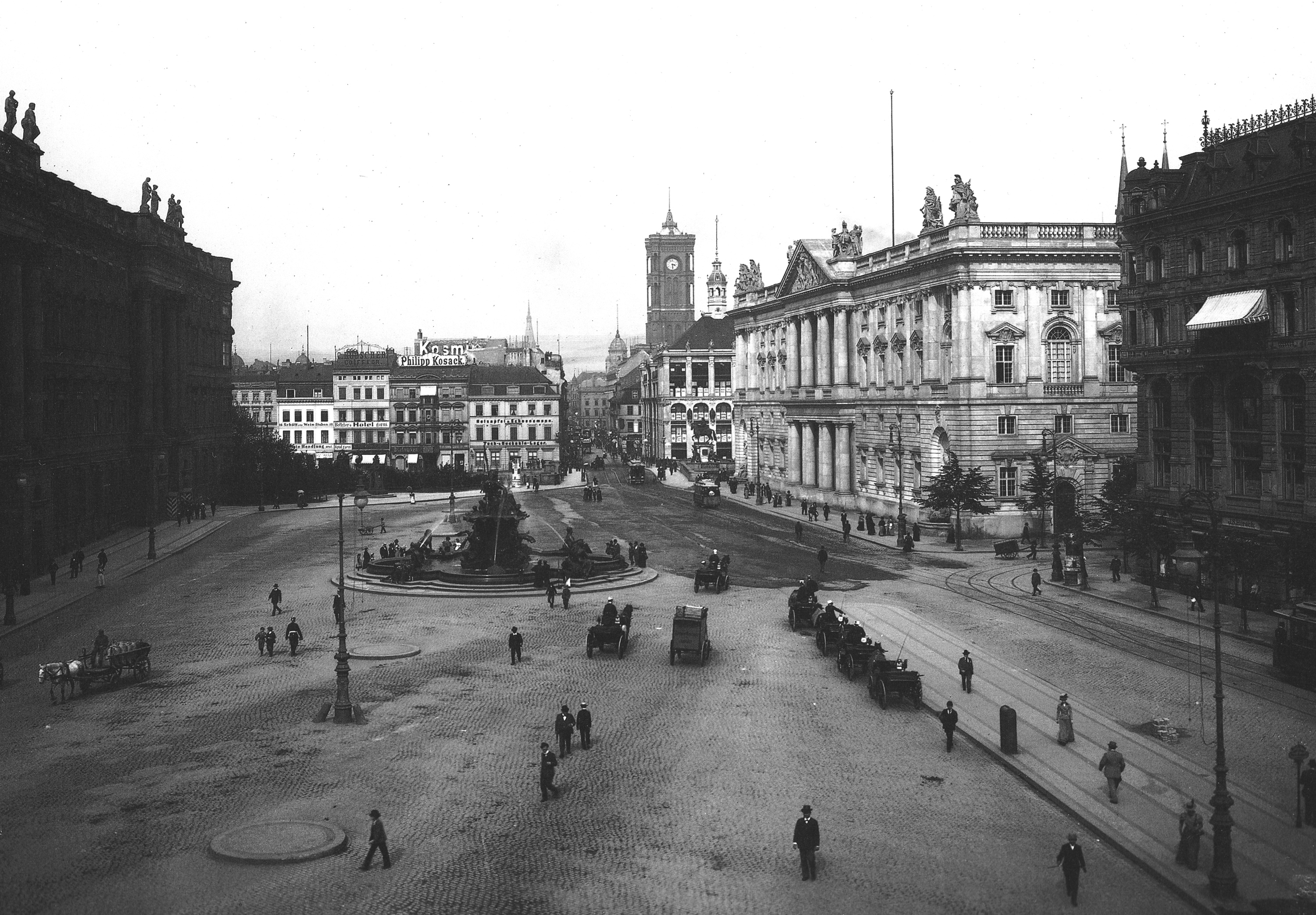
Az új Marstall (1900 körül)

A Népmegbízottak Tanácsa és a hadvezetés számára ez a helyzet rendkívül irritáló volt, ezért az első adandó alkalommal igyekeztek megváltoztatni a kialakult status quót. A Berlin mellett állomásozó alakulat, Kurt von Schleicher vezérkari őrnagy terveinek megfelelően, december 5–6-án puccsszerűen megkísérelte letartóztatni a munkástanács végrehajtó bizottságának tagjait. Akciójuk közben tüzet nyitottak a frontkatonák demonstrációjára, amely 14 áldozatot követelt. A berliniek több tízezres tüntetés során szabadították ki foglyul ejtett tanácsvezetőiket. A spartakisták és az USPD balszárny vezetői Ebert felelősségét is firtatták, és a független szociáldemokraták kilépését követelték a kormányból, amit azonban a pártvezetés megtagadott. Néhány nap múlva, december 10-én a hadsereg gárdahadosztályának egységeit a berlini laktanyákba irányították, ami a katonai erőviszonyok jelentős megváltozását eredményezte. A fegyveres összecsapás lehetősége és valószínűsége napról napra nőtt.

#### A birodalmi tanácskongresszus

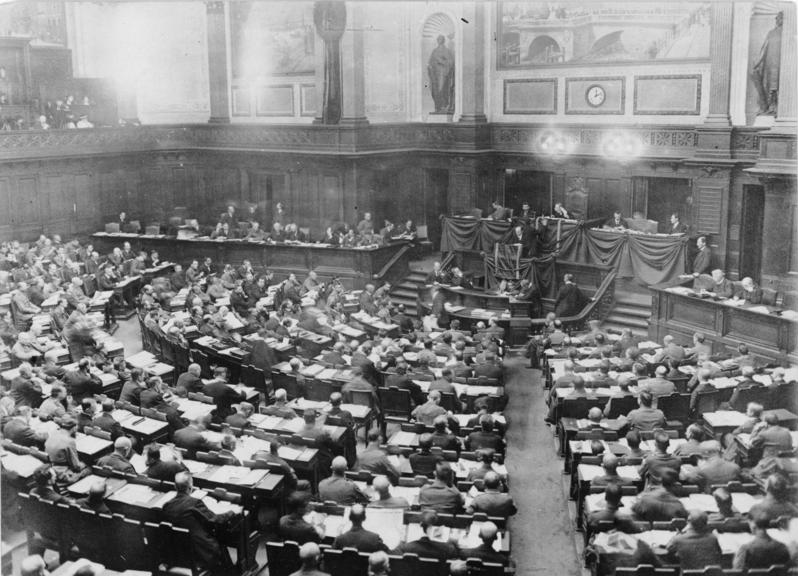
A birodalmi tanácskongresszus

A forradalmi erők első komoly veresége a december 16. és 21. között megtartott első birodalmi tanácskongresszuson (Reichsrätekongress) történt, ahol a mandátumok többségét jobboldali és független szociáldemokraták kapták meg. A 490 küldöttből mindössze 10 spartakista volt, Karl Liebknecht és Rosa Luxemburg be sem jutott a kongresszusra. A kongresszus megnyitásának napján a Spartakus-szövetség vezetésével hatalmas tömegek követelték az Ebert-kormány lemondását, és a hatalom átadását a munkás- és katonatanácsok kezébe. A küldöttek azonban továbbra is támogatásukról biztosították az Ebert-kormányt. December 18-án határozatot hoztak arról, hogy: „1. A legfőbb katonai hatalmat a hadseregben és a haditengerészetben egyaránt a népmegbízottak gyakorolják a végrehajtó tanács ellenőrzése alatt.” Ezzel a Népmegbízottak Tanácsa formálisan is megszerezte a katonai főhatalmat. December 19-én pedig arról határoztak, hogy: „1. Németország munkás- és katonatanácsának birodalmi kongresszusa, amely a teljes politikai hatalmat megtestesíti, a nemzetgyűlés további rendelkezéséig átruházza a törvényhozó és végrehajtó hatalmat a Népmegbízottak Tanácsára.” – amivel Ebert kormánya rendkívüli hatalomkoncentrációt valósított meg. Továbbá a kongresszus határozatot hozott az alkotmányozó nemzetgyűlés összehívásáról, melynek dátumát 1919. január 19-re tűzte ki.

#### Karácsonyi harcok (Weihnachtskämpfe)

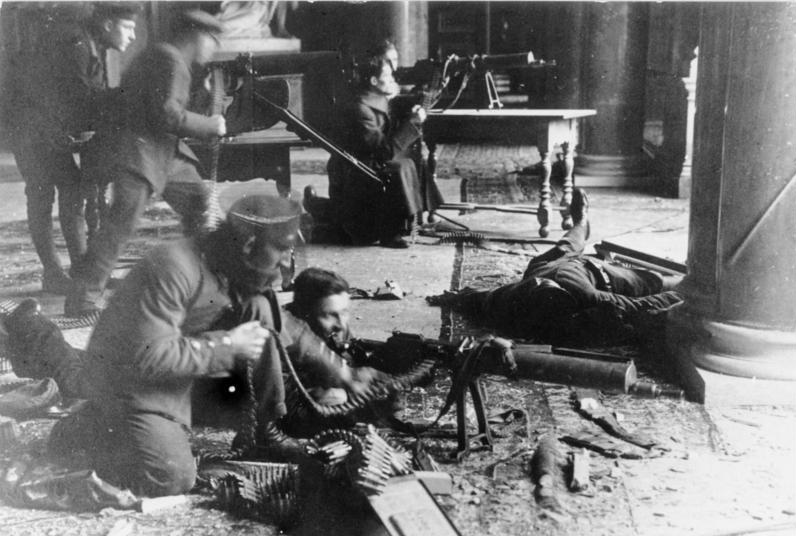
A népi tengerészdivízió matrózai a karácsonyi harcok alatt a berlini Schloss (császári palota) védelmében

A tanácskongresszus tulajdonképpen saját hatalma felszámolása mellett döntött. Ez mintegy jeladás volt az ellenforradalmi körök számára. Otto Wels, Berlin SPD-s városparancsnoka elérkezettnek látta az időt, hogy mondvacsinált ürüggyel eltávolítsa a város központjából a forradalmi fegyveres erőket. A tengerészek zsoldjának kifizetését ahhoz a feltételhez kötötte, hogy hagyják el stratégiai jelentőségű állomáshelyüket. A matrózok leleplezték az ellenséges manővert, s foglyul ejtették Welst és Ebertet, utóbbinak viszont sikerült telefonon felhívnia a porosz hadügyminisztert. Így 2000 jól felfegyverzett katona kerítette be a két palotát, ahová a tengerészek Dorrenbach parancsnoksága alatt bevették magukat. December 24-én reggel megindult az ostrom, amely halálos áldozatokkal is járt. A katonák jobb fegyverzete, előnyösebb helyzete győzelmet ígért a támadóknak, ám a Spartakus-szövetség és a forradalmi bizalmiak felhívására a munkásnegyedekből tízezres nagyságrendű tüntető tömegek jelentek meg az ostromgyűrű mögött. Emil Eichhorn, a forradalmi szellemű berlini rendőrparancsnok is felvonultatta a baloldali Népőrség tagjait. Az így létrejött zűrzavaros helyzetben csődöt mondott a katonák harci morálja, és Lequis tábornok rákényszerült, hogy visszavonja a csapatokat.
A történtek mindkét szemben álló fél részére további következményekkel jártak. A katonai vezetés belátta, hogy hasonló helyzetekben tiszti és tiszthelyettesi különítményeket kell alkalmazniuk, mert a sorkatonaság ilyen célokra nem bevethető. Ettől fogva Lüttwitz tábornok, Seeckt tábornok, Ehrhardt korvettkapitány, Maercker tábornok, Pabst és Rossbach százados könyörtelen brutalitást képviselő Freikorps egységei avatkoztak be a forradalom letörésére. Az ellenforradalom SPD részéről történő egyre nyíltabb támogatása pedig most már félreérthetetlenül világossá vált az ingadozó USPD tagjai számára is, ezért vezetőik, Hugo Haase, Emil Barth, Wilhelm Dittmann tiltakozásként december 27-én kiléptek a Népmegbízottak Tanácsából. Helyükre Gustav Noske és Rudolf Wissel került, a kormányt ezzel az SPD kizárólagos irányítása alá vonta.

#### Németország Kommunista Pártjának megalakulása

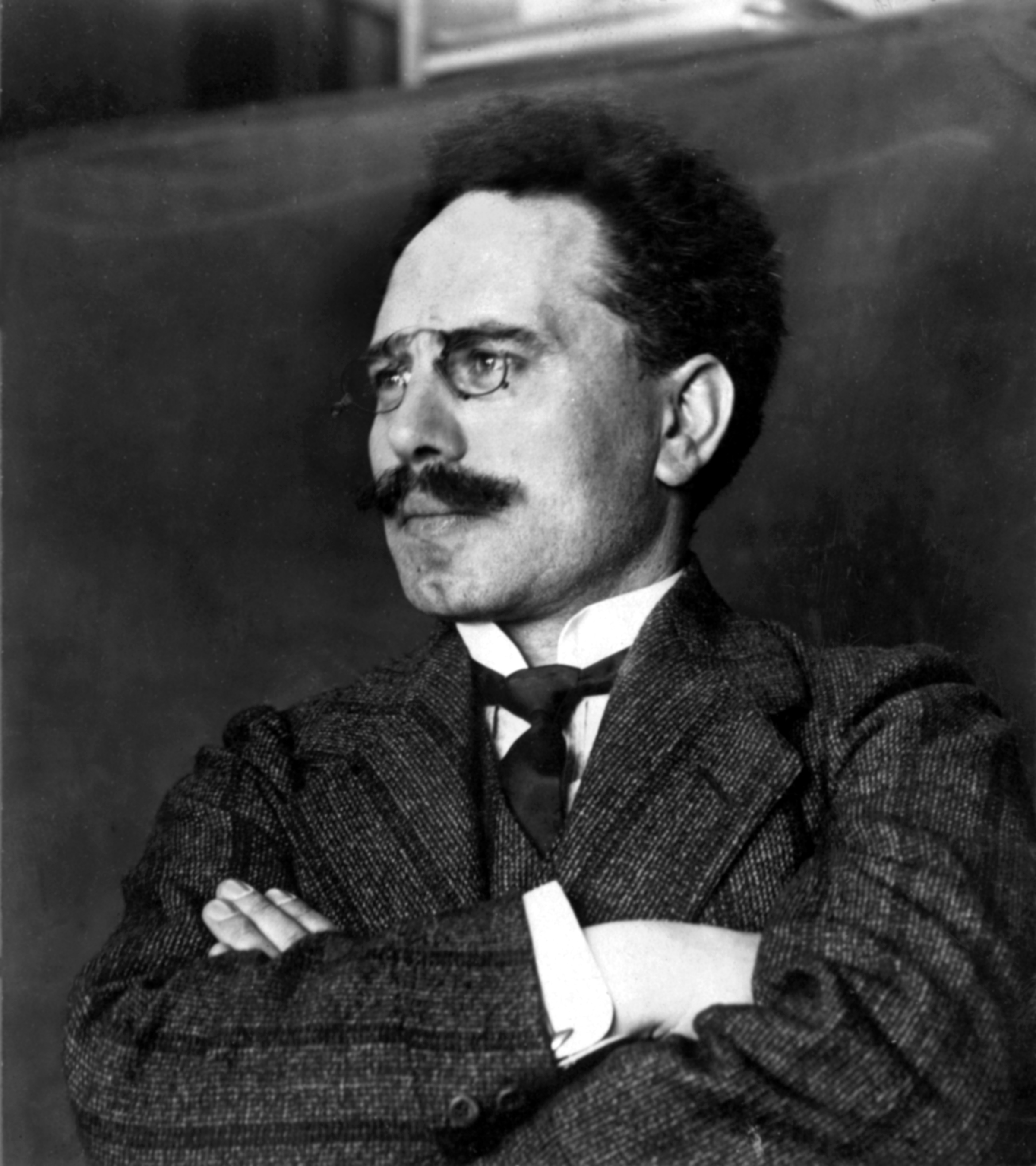
Karl Liebknecht 1911 körül

A kialakult helyzetben egyre sürgetőbben vetődött fel az önálló kommunista párt létrehozásának szükségessége, melyet a brémai radikális baloldaliak (Bremer Linksradikalen) már egy ideje szorgalmaztak. Ezért november 23-án Johann Knief vezetésével megalakult a Németországi Nemzetközi Kommunisták (Internationalen Kommunisten Deutschlands – IKD) szervezete, melyet Németország első kommunista pártjaként tart számon a történetírás. December közepén Karl Liebknecht, Rosa Luxemburg és Leo Jogiches még tett egy utolsó próbálkozást, hogy az USPD balszárnyával megtartsa a szervezeti egységet, ám a proletariátus diktatúrájának kérdésében mutatkozó elvi jellegű különbségek ezt megakadályozták. A pártalapító kongresszus 1918. december 29-én a porosz tartományi gyűlés (Landtag) épületében nyílt meg a Spartakus-szövetség konferenciájával, melyhez másnap a többi kommunista szervezet is csatlakozott. December 30-án többek között Karl Liebknecht, Rosa Luxemburg, Hermann Duncker, Käte Duncker, Hugo Eberlein, Leo Jogiches, Paul Lange, Paul Levi, Ernst Meyer, Wilhelm Pieck, August Thalheimer, Otto Rühle, Johann Knief és Paul Frölich részvételével formálisan is létrejött Németország Kommunista Pártja (Kommunistische Partei Deutschlands – KPD). A kongresszuson elfogadott programjuk a proletárforradalom kivívását, egységes szocialista köztársaság létrehozását és a nagyipar államosítását tűzte ki célul. A nemzetgyűlési választások bojkottjára való felhívásukat, – melyet Liebknecht és Luxemburg határozottan ellenzett, – 62:23 arányban megszavazták. A kongresszusra rányomta bélyegét az ultrabaloldali többség álláspontja más témákban is. A reformista szakszervezetekben végzett munka elutasítása, illetve a földreform kérdésének figyelmen kívül hagyása meggyengítette a párt potenciális tömegbefolyását.

#### A Spartakus-felkelés (Spartakusaufstand)

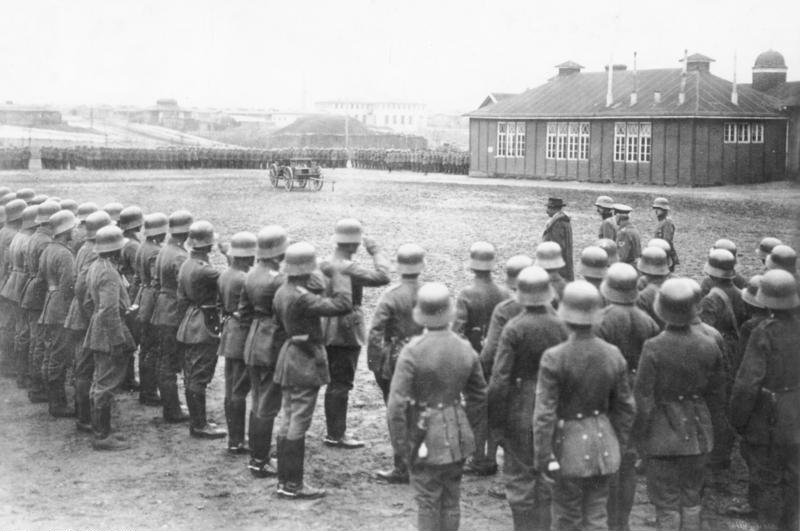
Gustav Noske Freikorps-szemlén 1919 januárjában

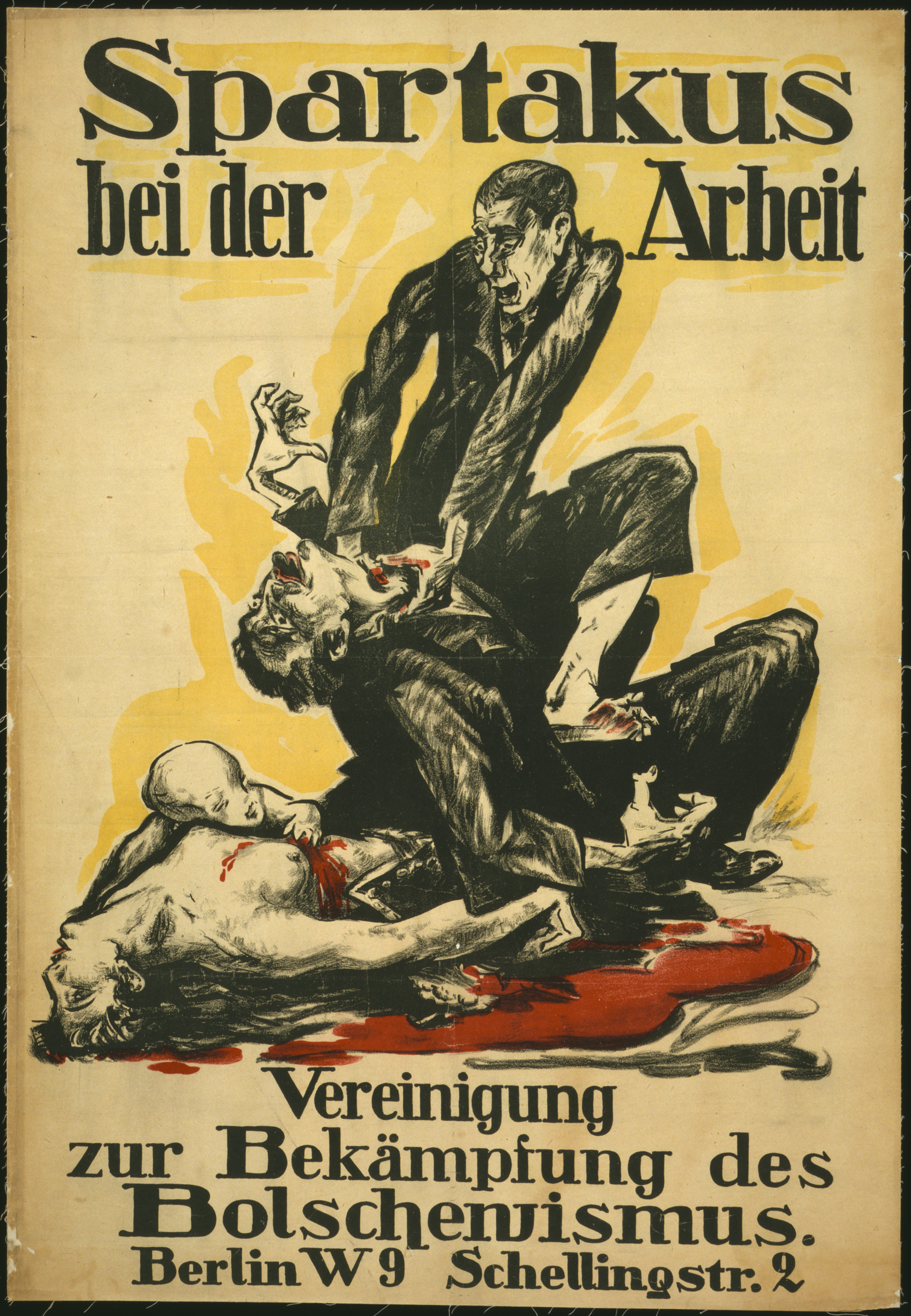
„Spartakus munkában” (antikommunista röplap 1919-ből)

A hatalmi polarizálódást jelzi, hogy az időközben a Népmegbízottak Tanácsába rendteremtési feladatokkal bekerült Gustav Noske a tömegterrort a legtermészetesebb módon alkalmazta. December végére von Lüttwitz tábornok parancsnoksága alatt mintegy tízezer fős szabadcsapatokból álló, ún. Freikorps egység várt bevetésre Berlin környékén. 1919. január 4-én a kormány nyilvánvalóan provokatív céllal lemondásra szólította fel Emil Eichhornt, Berlin független szociáldemokrata rendőrfőkapitányát. Erre válaszként másnap százezres munkásgyűlés követelte a döntés visszavonását. A zaklatott tömeg elfoglalta a berlini sajtónegyedet, ahol számos kiadóvállalat és távirati iroda működött. Az akció vezetői másnapra általános sztrájkot hirdettek, és optimista módon úgy látták, hogy ez meg fogja hozni az Ebert kormány bukását és a forradalom győzelmét. Rosa Luxemburg felismerte, hogy nincs meg a megfelelő tömegtámogatás a hatalom átvételére, ennek ellenére a KPD-ből Liebknecht és Wilhelm Pieck belépett az akciót irányító bizottságba, melynek többek között Georg Ledebour és Paul Scholze is tagja lett. Január 6-án általános sztrájk bontakozott ki Berlinben. 250 000 ember tüntetett a városközpontban, ahol mintegy 3000 fegyvert is szétosztottak. Az akció vezetői sorra járták a laktanyákat, s igyekeztek a katonákat a forradalom mellé állítani, de sikertelenül. Wilhelm Pieck kiadott egy elsietett közleményt a kormány lemondásáról, amely bár elbizonytalanodott, de nem mondott le.

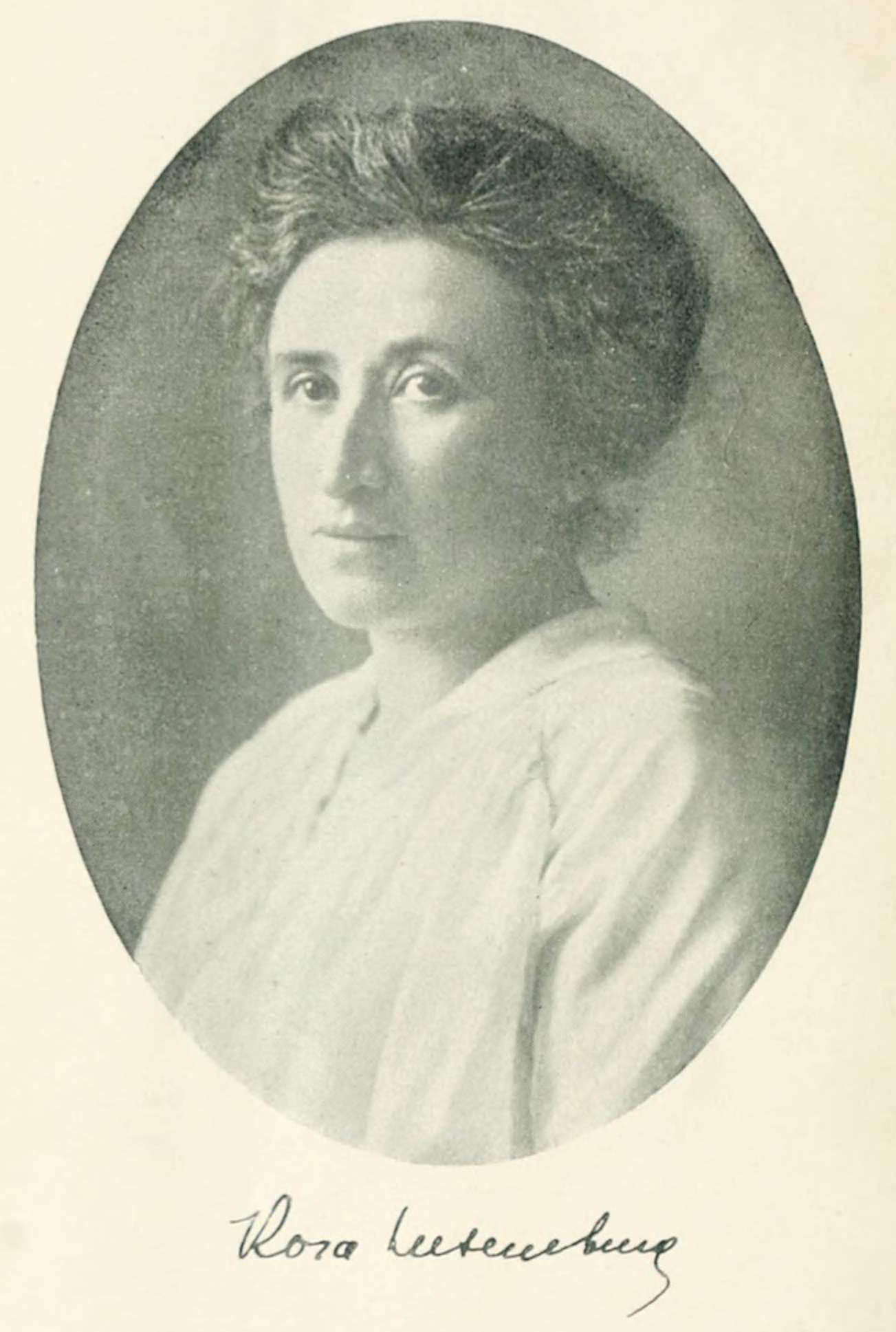
Rosa Luxemburg

Walther Reinhardt új porosz hadügyminiszter Waldemar Pabst és Friedrich von Stephani különítményvezetőkkel együtt katonai segítséget ajánlott a kormánynak, melynek véres következményei megjósolhatók voltak. A politikai felelősségét Noske cinikus mondásával vállalta magára: „Valakinek vállalnia kell a véreb szerepét.” Ernst von Borsig, Carl Freiherrn von Siemens, Hugo Stinnes, Alfred Vögler nagytőkések néhány héttel korábban létrehozták az Antibolsevista Ligát (Antibolschewistische Liga), mely milliós összegekkel támogatta az ellenforradalmi harcot. Január 10-én az ágyúkkal, páncélozott járművekkel és gépfegyverekkel felszerelt Freikorps-egységek visszavették az elfoglalt városnegyedet, s kíméletlen fehérterrort valósítottak meg, melynek 156 forradalmár esett áldozatául. Január 15-én árulás következtében megtalálták és különös kegyetlenséggel megölték Rosa Luxemburgot és Karl Liebknechtet. A felkelés átterjedt a többi tartományra is. Brémában január 10-én kikiáltották a Tanácsköztársaságot, mely február 4-ig tudta tartani magát. Összecsapások voltak Münchenben, Düsseldorfban, Braunschweigben és más városokban. Az elkövetkező hetek megtorlásaiban Noske becslése szerint 1200 ember vált a különítményesek áldozatává.

### A weimari köztársaság megteremtése

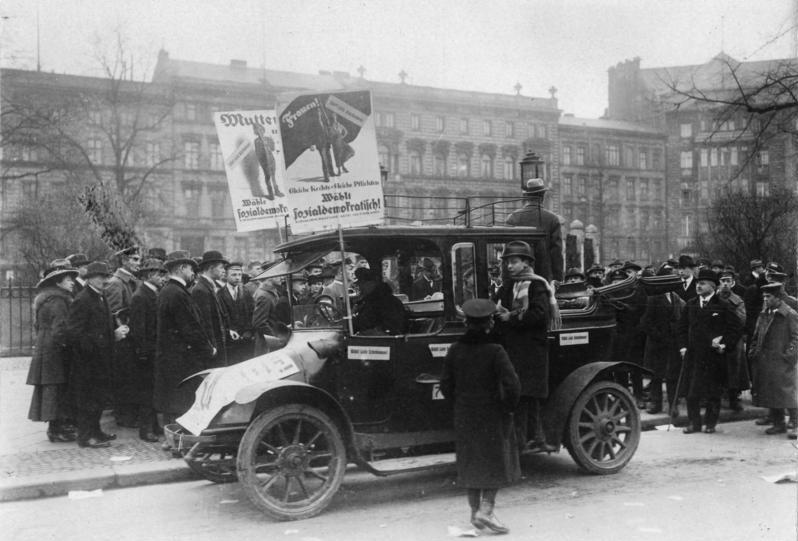
Berlini SPD választási propagandaakció az 1919. január 19-i nemzetgyűlési választások előtt

A nemzetgyűlési választásokat január 19-én kiélezett politikai légkörben tartották meg. A polgári pártok együttesen abszolút többséget szereztek. A nemzetgyűlés 1919. február 6-án Weimarban ült össze, mivel el akarta kerülni, hogy a baloldali politikai erők nyomást gyakoroljanak rá. Innen ered a weimari alkotmány és a weimari köztársaság elnevezése. Az SPD és az USPD együttesen a képviselői helyek 44,2%-ával bírt, s a demokratikus államforma hívének is csupán a nemzetgyűlés tagjainak 60%-a számított. Mindez megfelelt annak, hogy ún. erős elnöki hatalmi pozíciót, egyfajta „pótcsászárságot” hoztak létre. Egy hét múlva Ebertet megválasztották köztársasági elnöknek, míg a miniszterelnöki pozíciót Scheidemann kapta. A választási eredmények miatt nem alakulhatott tiszta szociáldemokrata kormány, így a Centrum és a Német Demokrata Párt is helyet kapott benne. Az alkotmányt több hónapos vita után 1919. július 31-én fogadták el. Szövegét Hugo Preuß államjogász szerkesztette, Ebert birodalmi elnök pedig augusztus 11-én írta alá. A német államjogi hagyományokon kívül belga, francia, angol és amerikai alkotmányelemeket használt fel, sokszor eklektikus módon keverve, de hiányosságai ellenére az akkori Európa egyik legdemokratikusabb alkotmányának számított.
Az alkotmány kiindulópontja a népszuverenitás elve volt, mely kimondta, hogy az államhatalom a népé. A szövetségi parlament (Reichstag) képviselőit általános, egyenlő, közvetlen és titkos szavazással négy évre választották. A népszavazással, közvetlenül választott birodalmi elnök 7 éves mandátumot, de korlátlan újraválaszthatóságot kapott. Az elnök volt a végrehajtó és katonai hatalom vezetője, széles jogköre lehetőséget adott számára a parlament feloszlatásához, – Franz von Papen kancellár ezt 1932-ben megtette, – s a 48. cikkely alapján szükségrendeletek kiadásához. A referendum – Volksentscheid, magyarul népszavazás – intézményének, azaz annak egy sajátos formájának a bevezetése fokozta a rendszer instabilitását.
Az alkotmány biztosította a polgári szabadságjogokat: a szabad véleménynyilvánítást, a törvény előtti egyenlőséget, a nők egyenjogúságát, kimondta a munkához való jogot, a nyolc osztályos általános iskolai oktatást, s egyúttal garantálta a magántulajdon sérthetetlenségét.
A weimari köztársaság szövetségi államként alakult meg. A szeparatista törekvésekkel szemben a birodalom egységét hangsúlyozta. A tartományok saját parlamenttel (Landtag) és kormánnyal rendelkeztek, amelynek küldötteiből Birodalmi Tanácsot (Reichsrat) alakítottak.

#### A Bajor Tanácsköztársaság

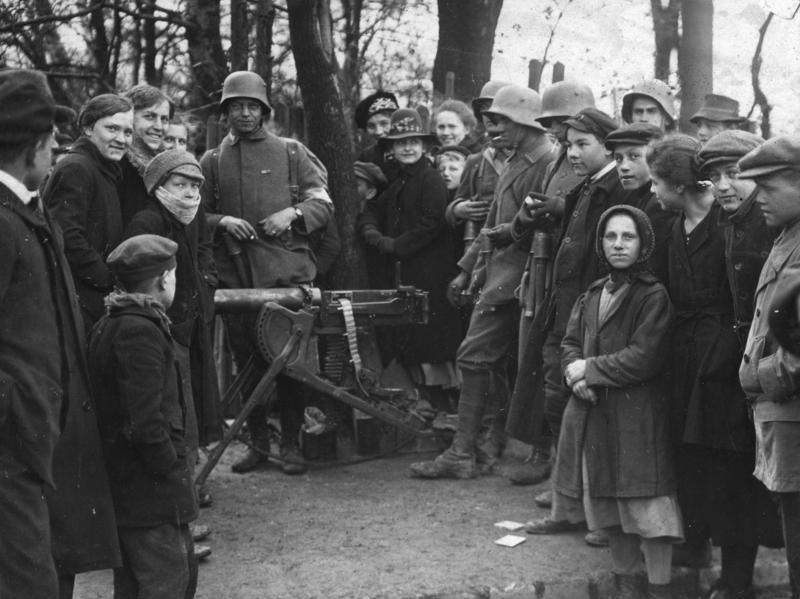
Forradalom Bajorországban

Február végén általános sztrájk söpört végig a Ruhr-vidéken és Halle-Merseburg porosz tartományban, március elején Berlinben, Felső-Sziléziában, március végén és áprilisban Württembergben történtek munkabeszüntetések. Bajorországban a monarchia bukása után a független szociáldemokrata Kurt Eisner került kormányra, aki népszerűségét következetes baloldaliságának köszönhette. Az általános választójog alapján szervezett, január 12-i Landtag választásokon a polgári pártok többséget szereztek, s egyre növekvő nyomást gyakoroltak rá, hogy lemondassák. Február 21-én Eisnert, aki lemondásának benyújtási szándékával úton volt a Landtagba, egy szélsőjobboldali tiszt agyonlőtte. Temetésén, mely politikai demonstrációvá változott, hozzávetőleg százezer ember vett részt, s ezután eluralkodott a politikai zűrzavar, hetekig nem volt stabil kormányképes erő.

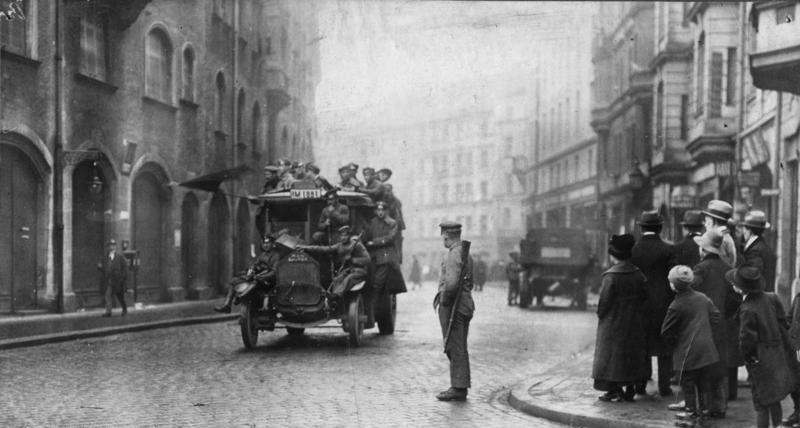
Forradalom Bajorországban

Március 2-án az USPD Berlinben ülésező kongresszusa az SPD általános sztrájkot elítélő előző napi határozatával szemben a politikai tömegsztrájkot a leghatásosabb tiltakozóeszköznek nyilvánította. Másnap a nagy-berlini munkás- és katonatanács elhatározta az általános sztrájkot. Követelte a különítmények kivonását, Liebknecht és Luxemburg gyilkosainak megbüntetését, a tanácsok jogainak kiterjesztését, a politikai és gazdasági kapcsolatok felvételét Szovjet-Oroszországgal. A sztrájk gyorsan elterjedt, majd fegyveres összecsapásba torkollt a Lüttwitz-féle különítményesekkel. A sztrájkbizottság SPD-s tagjai megrettenve a harcok kiterjedésétől, március 8-án a munkabeszüntetés befejezése mellett döntöttek. A Frankfurter Allee környékén azonban a felkelők nem tették le a fegyvert, itt elkeseredett harcok alakultak ki. A Noske hadügyminisztertől szabad kezet kapott különítményesek elfogták és megölték Leo Jogichest, a KPD akkori vezetőjét és Heinrich Dorrenbachot, a forradalmi matrózok parancsnokát. A vörös tengerészek egy részét, 29 embert egy udvaron összetereltek, és gépfegyverrel kivégezték őket. A tömeggyilkosságok felelőseit később felmentették vagy enyhe ítéletekkel megúszták. A márciusi forradalmi hullám a hónap végén Dortmundban, Essenben, Stuttgartban, Magdeburgban, Brémában, Stettinben, Felső-Sziléziában kirobbant sztrájkok formájában folytatódott.

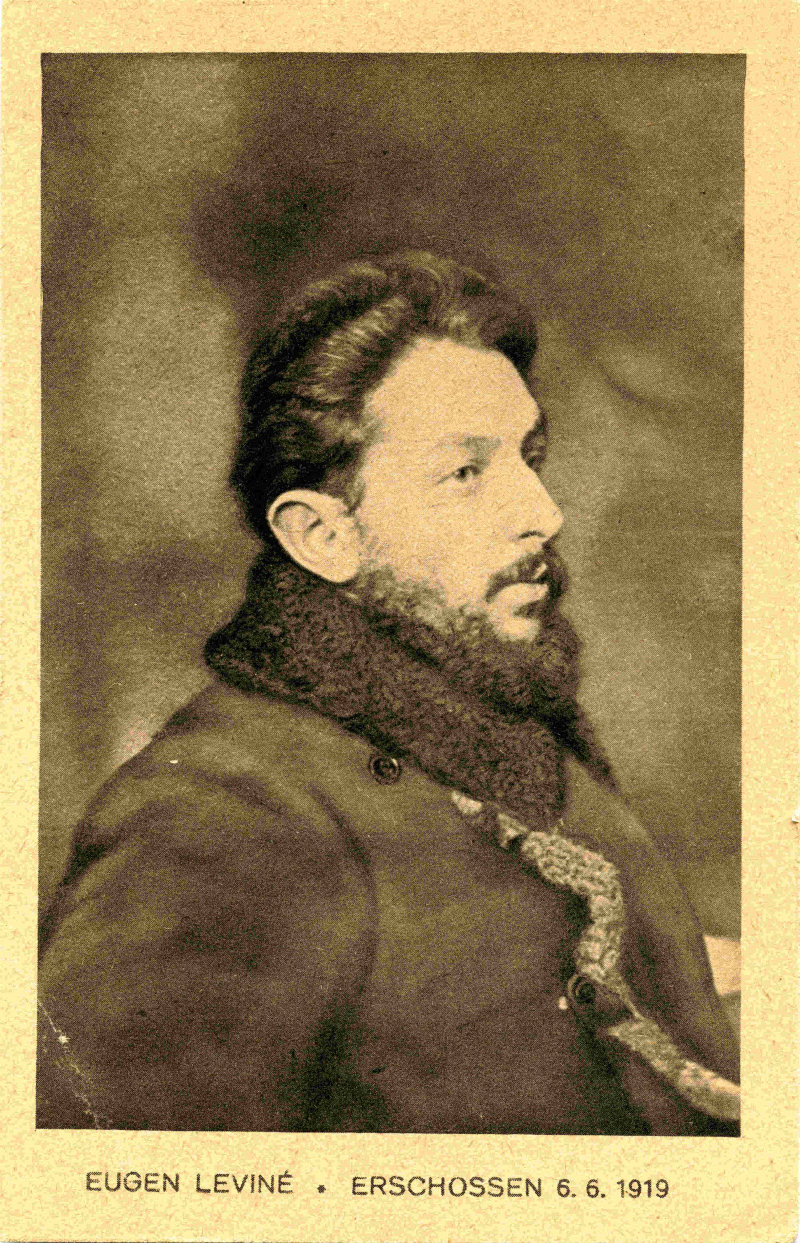
Eugen Leviné

A bajor tartományi kormány élére március 17-én Johannes Hoffmann (SPD) került. A Magyarországi Tanácsköztársaság március 21-i kikiáltásának és az osztrák munkásosztály forradalmi akciói hírének kétségtelenül szerepe volt abban, hogy 1919. április 7-én a schwabingi irodalmárok, Ernst Toller (USPD) drámaíró, Erich Mühsam író, Gustav Landauer anarchista filozófus, illetve Silvio Gesell anarchista közgazdász részvételével Münchenben kikiáltották a Bajor Tanácsköztársaságot (Räterepublik Baiern). Eugen Leviné, a KPD berlini képviselője úgy ítélte meg, hogy ennek a hatalomátvételi kísérletnek nincs jelentős tömegbázisa, annak hiányában a KPD kezdetben puccsnak nyilvánította, s nem támogatta. A bambergi kormány április 13-án, virágvasárnapon már ellenforradalmi puccsot (Palmsonntagsputsch) kísérelt meg, melyet sikerült megakadályozni. A puccsra baloldali válaszul az Eugen Leviné vezette kommunisták is beléptek a forradalmi Akcióbizottságba, s megalakult a Kommunista Tanácsköztársaság. Rudolf Egelhofer közreműködésével néhány nap leforgása alatt felfegyvereztek több ezer munkást, és megteremtették a mintegy 15 000 fős vörös hadsereget. Bevezették a termelés munkásellenőrzését, államosították a bankokat, megszervezték az élelmiszerek elosztását, betiltották a polgári sajtót, elrendelték a nagy lakások megosztását, felállították a forradalmi törvényszéket és kinyilvánították szolidaritásukat Szovjet-Oroszországgal és a Magyarországi Tanácsköztársasággal. Ebert és a Scheidemann vezette kormány attól tartott, hogy a tanácshatalom továbbterjedése bukásukat okozhatja, ezért Gustav Noske birodalmi védelmi miniszter az egész országból gyors ütemben katonai erőket vont össze, mely a bajor szabadcsapatokkal együttműködve, 35 000 fős túlerejével május 1-jén megtámadta Münchent. A harcokban május 3-áig elesett legalább 600 ember, további 150-et kivégeztek. Gustav Landauert és Rudolf Egelhofert a különítményesek agyonverték. Halálra ítélték és kivégezték Levinét is.

#### A versailles-i békeszerződés
Az első világháborút lezáró versailles-i békeszerződést Németországgal 1919. június 28-án írták alá, amely minden téren nagyon súlyos feltételeket tartalmazott. Németország elveszítette háború előtti összterületének 13%-át, 70 500 négyzetkilométert, melyen 6,4 millió fő, összlakosságának 10%-a élt, továbbá összes gyarmatát. Hadseregének létszámát 100 ezer, tisztikaráét 4 ezer, hadiflottájáét 15 ezer főben maximálták. Megtiltották nehézfegyverek, harci repülőgépek, tengeralattjárók, nagyobb hadihajók gyártását, a meglévőket át kellett adniuk a szövetségeseknek. A nyugati határnál épült erődöket le kellett rombolni. Jóvátételként 1921 májusától 226 milliárd aranymárka 42 év alatti törlesztését írták elő, kezdetben évi 2, majd 6 milliárdos részletekben. Továbbá át kellett adni az éves kivitel 12%-át. A jóvátételek megoszlása: Franciaország 52%, Nagy-Britannia 22%, Olaszország 10%, Belgium 8%, a többi szövetséges állam a maradék 8%-on osztozott. A Jóvátételi Bizottság 1921. április–májusban összeülő második londoni konferenciája 132 milliárd aranymárkára, illetve az éves kivitel 26%-ának megfizetésére módosította a jóvátétel összegét. Ez messze meghaladta Németország gazdasági teherbíró képességét.

#### A tőrdöfés-legenda(Dolchstoßlegende)

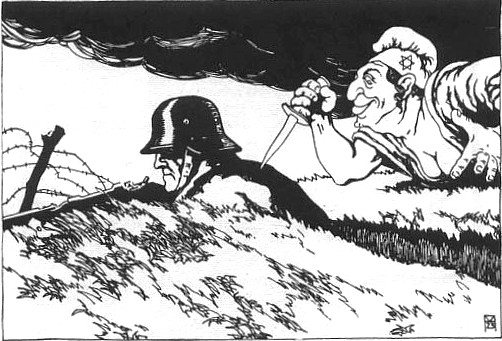
Osztrák képeslap 1919-ből

A tőrdöfés-legenda egy önámító történelmi hazugság, miszerint a német hadsereg nem az antant-szövetségesektől szenvedett vereséget, hanem a hátország baloldali, forradalmi erői döfték hátba. Tényszerűen, történetileg bizonyított, hogy ez teljesen hamis állítás. A legenda kezdettől fogva a háborús felelősséget elhárító császári katonai hadvezetéstől, illetve a császári rendszerre történelmi mintaképként tekintő szélsőjobboldali politikai csoportoktól eredt. Ennek egyik első példája, amikor Hindenburg 1919 novemberében a háborús bűnöket és a vereség okait vizsgáló parlamenti bizottság ülésén kijelentette: „1. Németország nem akart háborút, erre az ellentábor magatartása kényszerítette. 2. A hadsereget nem az ellenség verte meg, hanem a hátországiak döfték le a rend megbontásával, és főleg a háborús gazdasági erőfeszítések szabotálásával.”
A tőrdöfés legendája igen széles körben elterjedt, s a német nép történeti tudatát jobban befolyásolta, mint a tényekre alapozott történetírás. „Az osztályérdekek szerepe nyilvánvaló. A Dolchstoss-legenda a császári Németország politikai és katonai vezetését teljes mértékben felmentette a vereség felelőssége alól, s egyúttal azokra ruházta át a történelmi bűnbak szerepét, akik az összeomlás után veszélyeztették – vagy veszélyeztetni látszottak – az uralkodó osztályok érdekeit. Érthető, ha ezek a változatlanul jelentős társadalmi rétegek gazdasági, politikai és közvélemény-formáló befolyásuk minden eszközével szolgálták a Dolchstoss-hazugság terjesztését.”A fenti racionális okokon túl, a történelmi katasztrófák gyakran elindítói a mindennapi tudatot jellemző számtalan irracionális, a történelmi önvizsgálatot helyettesítő, valamilyen elhárító mechanizmuson alapuló tömeglélektani magyarázatnak. Ez az élethazugsággá növő mítosz tragikus következményeket okozott a német történelemben, mivel a nemzetiszocialista ideológia egyik sarokpontjává válva, milliókkal elhitette, hogy egy következő háború megnyerhető, ha a hátországot időben megtisztítják az „árulóktól”: kommunistáktól, zsidóktól, szociáldemokratáktól, liberálisoktól, demokratáktól.

#### A Kapp-puccs
Az 1919. június 28-i békekötés után, mely 1920. január 10-én lépett hatályba, a szociáldemokraták újabb engedményeket tettek a jobboldalnak, amikor 1920. január 13-án az üzemi tanácsok jogköréről folytatott vitában hozzájárultak ahhoz, hogy a tanácsok hatáskörét még jobban korlátozzák. A rendőrség a Reichstag elé vonuló tüntetők közé lőtt, aminek több tucat halálos áldozat, s száz fölötti sebesült lett a következménye. Wofgang Heine porosz belügyminiszter felelősségre vonása helyett Ebert elrendelte a rendkívüli állapotot, vagyis sztrájk- és tüntetési tilalmat. Az igazságszolgáltatás részrehajló magatartást tanúsított, a baloldalt üldözte, míg a jobboldallal szemben elnéző volt. A berlini tüntetések után állították bíróság elé Kurt Eisner gyilkosát, Anton Arco-Valleyt. Halálra ítélték, de az ítéletet hamarosan életfogytiglanra változtatták, majd 1924-ben amnesztiával szabadult, míg az Eugen Leviné elleni halálos ítéletet gyorsan végre is hajtották. A bíróság részrehajlását mutatja az 1920. januártól márciusig tartó, Matthias Erzberger pénzügyminiszter elleni lejárató kampány részét képező per is, melyet a szélsőjobboldali Karl Helfferich indított. Erzberger ártatlansága bebizonyosodott, de a hisztérikus hangulatkeltés, mely a tőrdöfés-legenda szellemében szabadon folyhatott a tárgyaláson, azt a látszatot keltette, mintha Erzbergert politikai felelősség terhelné. Ennek egyik következménye volt az Erzberger elleni súlyos sebesülést okozó, első merénylet, melyet az elkövető 18 havi börtönnel megúszott, míg a másik a pénzügyminiszter lemondása volt.

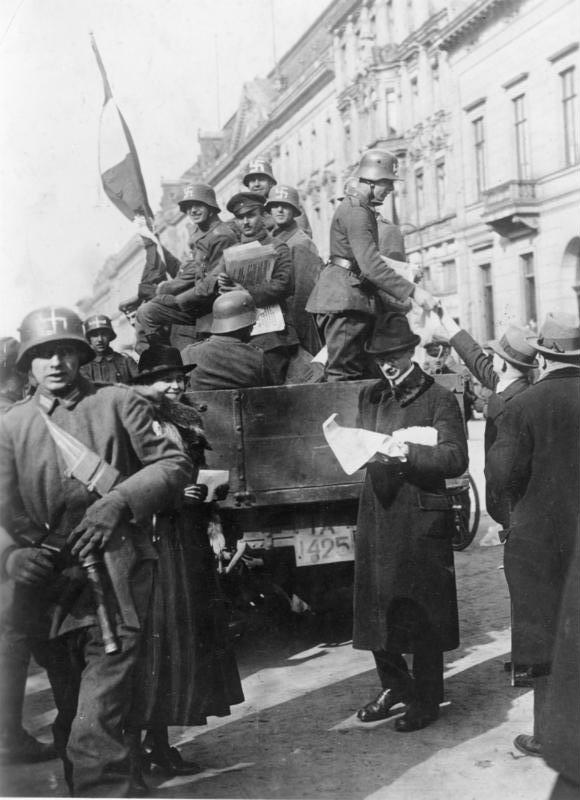
Ehrhardt tengerészkülönítménye, sisakjaikon horogkereszttel

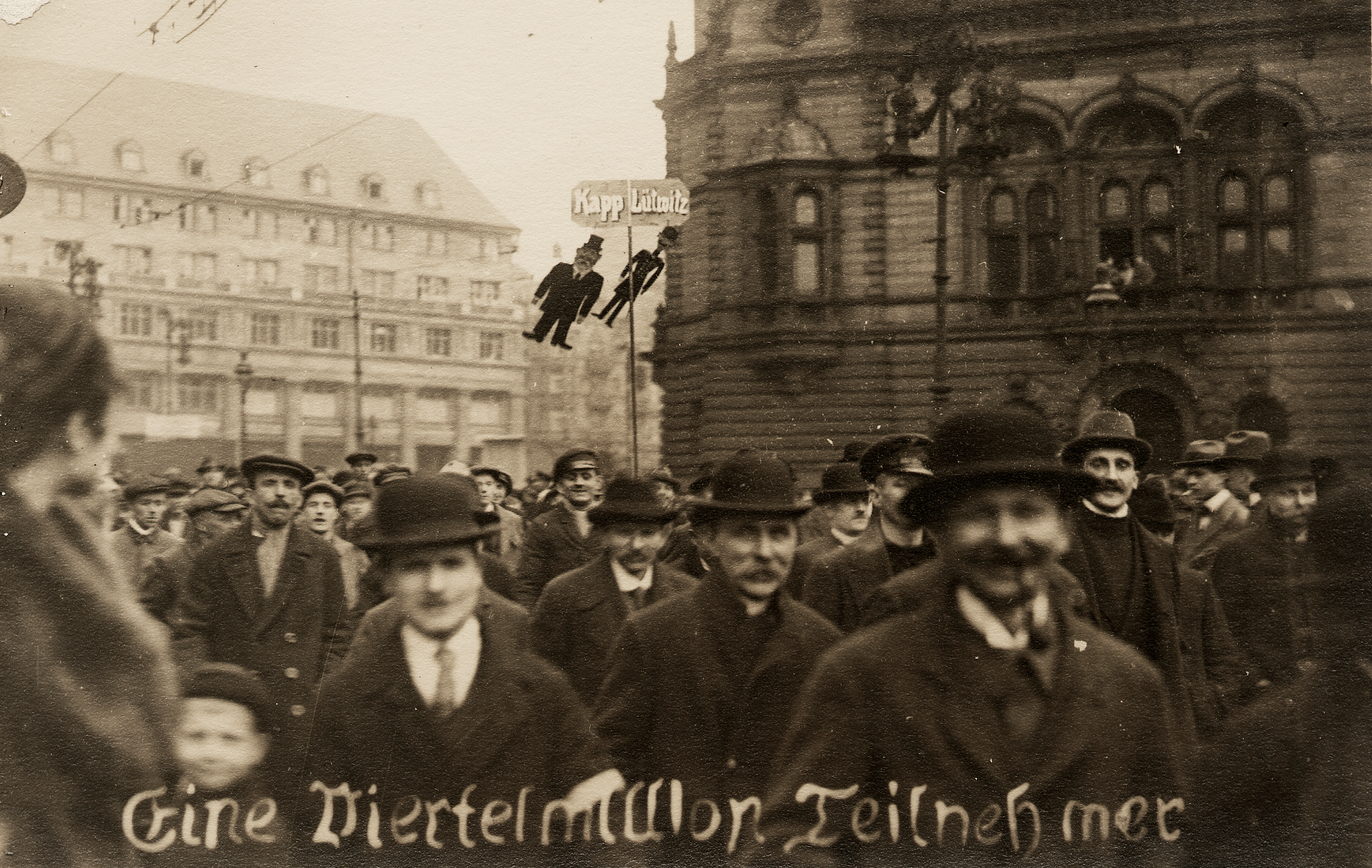
Negyedmilliós tüntetés Berlinben a puccs ellen

Időközben, március 10-én Walther von Lüttwitz tábornok átadta a hadsereg követeléseit Ebertnek: „azonnal oszlassák fel a nemzetgyűlést; írjanak ki új választásokat; nevezzenek ki pártokon felülálló kormányt; váltsák le Reinhardt hadsereg-főparancsnokot; függesszék fel egyoldalúan a békeszerződés katonai pontjait és vonják vissza a balti különítmények feloszlatásáról szóló parancsot.” Erre Ebert válaszul felmentette az észak-német védelmi körzet parancsnoki beosztásából. Mivel Lüttwitz szabadon távozhatott Berlinből, így néhány napon belül akcióba léptethette Hermann Ehrhardt szélsőjobboldali tengerész-egységeit, Bauer ezredes, Waldemar Pabst őrnagy, Dietrich von Jagow korábbi berlini rendőrfőnök különítményeit, és március 13-án ellenállás nélkül bevonult Berlinbe. Ebben a helyzetben Hans von Seeckt tábornok megtagadta a kormány védelmét, ezért az Stuttgartba menekült. A puccs katonai előkészületeiben Ludendorff tábornagy is részt vett, míg a politikai vezetést a főtisztviselő és földbirtokos Wolfgang Kapp végezte. Berlin elfoglalása után Kapp megdöntöttnek nyilvánította a köztársasági kormányt, önmagát kancellárrá nyilvánította, s a német néphez intézett kiáltványban meghirdette a versailles-i béke revízióját, s legtöbb elemében a későbbi nemzetiszocialista politikai rendszerre hasonlító új politikai kurzust.
Az ellenforradalom óráiban a kormány szociáldemokrata tagjai kaméleon módján szocialistává váltak, és általános sztrájkra szólító felhívást adtak ki. A sztrájkfelhívás kvázi forradalmi frazeológiája Ebert és Noske aláírásával különösen groteszk jelleget kölcsönöz a dokumentumnak, hiszen hozzájárulásukkal kevesebb, mint egy évvel korábban, a szabadcsapatok és a Reichwehr egységei halomra lőtték a forradalmi munkásságot. Ennek ellenére a demokratikus pártok felhívására 12 millió munkás elsöprő erejű sztrájkja bontakozott ki órákon belül, Berlinben megszűnt minden közüzemi szolgáltatás, még az állami hivatalok és a bankok is sztrájkoltak. A puccs két nap alatt kudarcba fulladt, Kapp Svédországba, Lüttwitz rövid pomerániai bujkálás után Magyarországra emigrált.
Mivel a Kapp-puccs leküzdésében a szakszervezeteknek döntő szerepük volt, nagyobb beleszólást kívántak a politikai döntésekbe, népőrség felállítását, szocializálást, a közigazgatás megtisztítását követelték. Carl Legien (USPD) szakszervezeti vezető tárgyalásokat folytatott annak lehetőségéről, hogy bevonják egy tisztán munkáskormányba az USPD-t és a KPD-t, ám ez nem valósult meg az SPD taktikázása és meghátrálása miatt. Noske hadügyminiszter viszont nem tudta elkerülni a lemondást.
A puccs hatására Münchenben jobboldali fordulat következett be. Március 14-én Arnold von Moehl tábornok, a Reichswehr körzetparancsnoka, Georg Escherich, Rudolf Kanzler különítményes vezetők, Ernst Pöhner müncheni rendőrfőnök, és Gustav Kahr erőszakkal lemondatta a szociáldemokrata Hoffmann-kormányt, és a konzervatív-monarchista Bajor Néppárt kormányát állította fel Kahr vezetésével. Ettől fogva a szélsőjobboldali ellenforradalmi erők központja München lett. Bajorországban létesített bázist az Ehrhardt-különítmény, létrehozva a később hírhedtté vált Organisation Consult (OC), egy titkos terrorszervezetet, mely később az egész birodalmat behálózta, s számos politikai gyilkosság fűződött nevéhez. De odaköltözött Ludendorff tábornagy, Waldemar Pabst különítményes, Max Bauer ezredes és a magyar származású Trebitsch-Lincoln Ignác, politikai kalandor is.

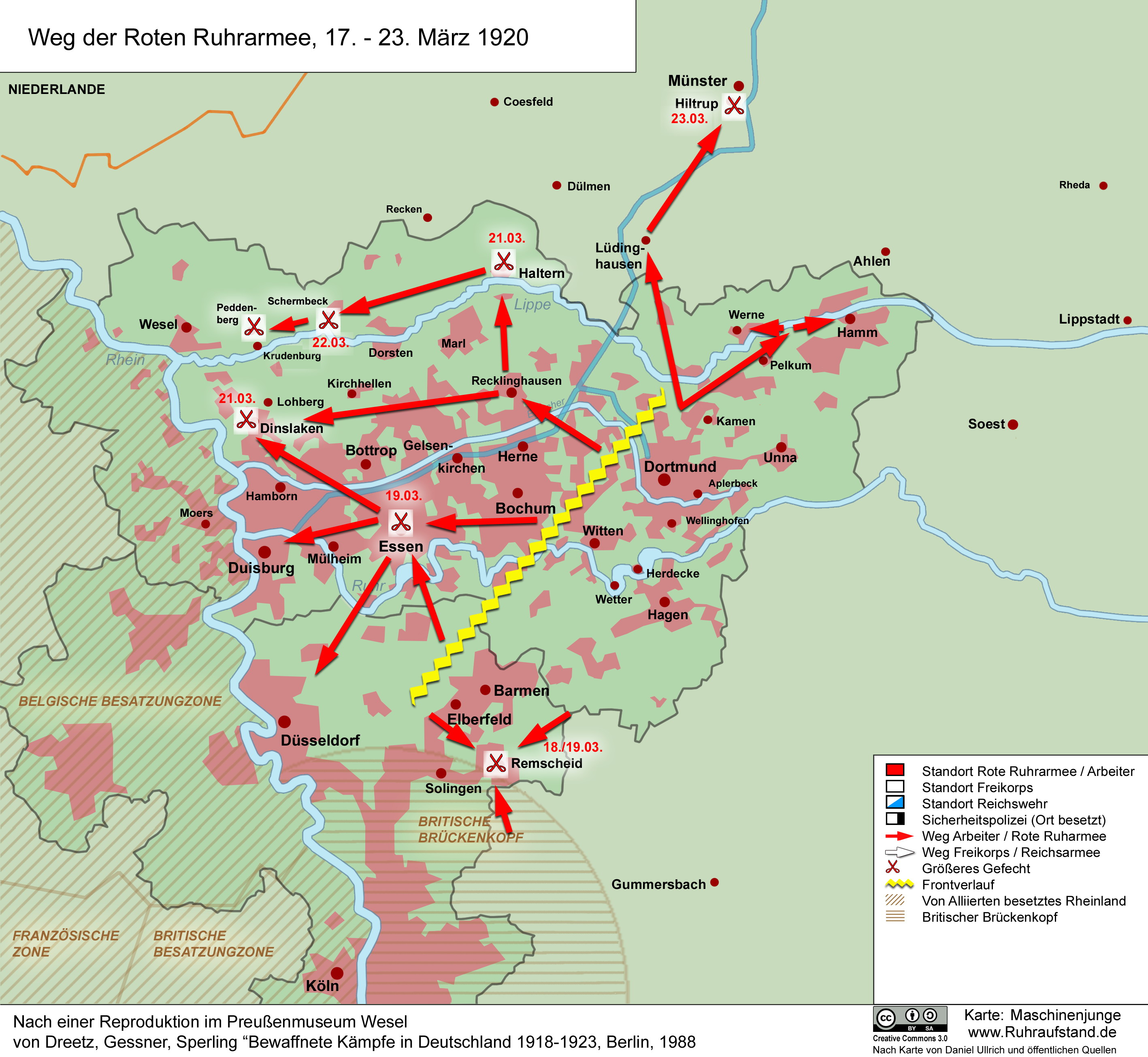
A Ruhr-felkelés harcainak térképe

Németország ipari körzeteiben viszont baloldali fordulat zajlott le. Vogtland régióban kikiáltották a tanácsköztársaságot Max Hoelz vezetésével, melyet a Reichswehr segítségével vertek le. A Ruhr-vidéken az általános sztrájk fegyveres felkelésbe ment át (Ruhraufstand), megalakították a Vörös Ruhr-hadsereget (Rote Ruhrarmee), melynek létszáma több tízezer főt tett ki. A kormány Carl Severing vezetésével tárgyalásokba bocsátkozott a felkelőkkel, s ennek eredményeként március 23-án megszületett a bielefeldi szerződés, mely a Vörös Ruhr-hadsereg feloszlatása esetére megígérte, hogy a Reichswehr és a különítmények nem alkalmaznak megtorlást, biztosítják az alkotmányos jogokat, s megbüntetik a Kapp-puccs résztvevőit. Oskar von Watter tábornok azonban nem tartotta be a szerződést és a Freikorps egységekkel együtt megindította a katonai támadást. A harcok és a rögtönítélő bíróságok kivégzései következtében kb. 1000 munkás halt meg, s több mint 800 felkelőt börtönbüntetésre ítéltek. A Reichswehr Ruhr-vidéki akciója indokot szolgáltatott a nacionalista francia politikának, hogy elrendelje Frankfurt és Darmstadt francia katonai megszállását.

#### Átrendeződés a Reichstag választások után

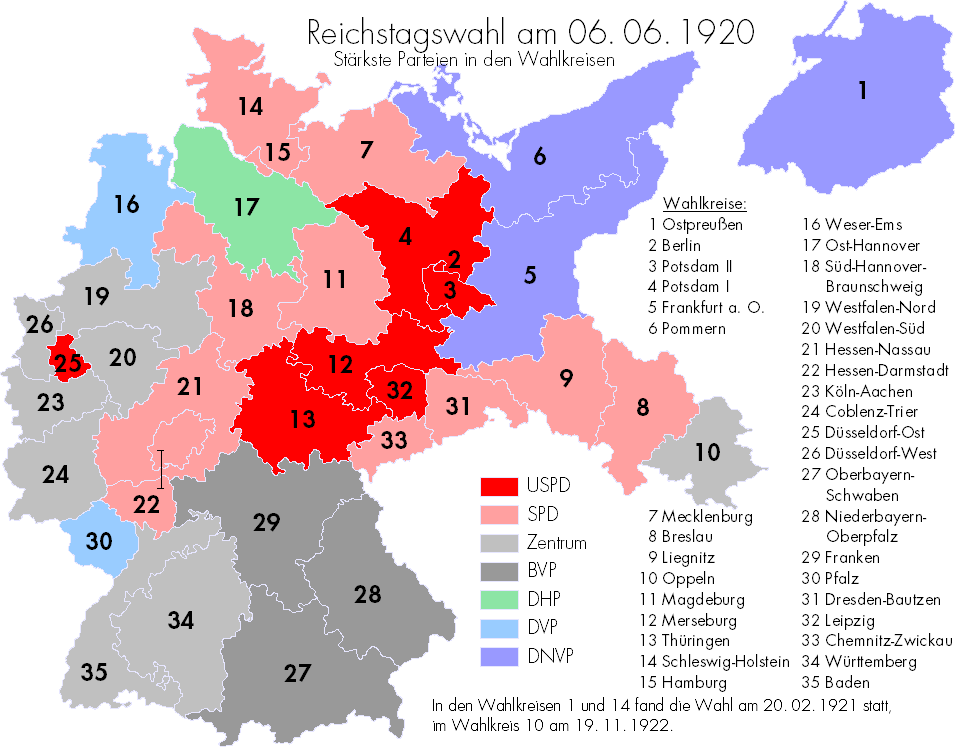
Az 1920-as Reichstag választások eredményének területi eloszlása

Az 1920. június 6-án megtartott Reichstag választásokat jelentős erőátcsoportosulás követte a pártok között. Az SPD elvesztette szavazóinak majdnem a felét: 11,5 millió szavazat helyett csak 6,1 milliót kapott, mely a mandátumai számát 162-ről 102-re csökkentette. A Centrumpárt (Deutsche Zentrumspartei) 6 milliós szavazótábora visszaesett 3,8 millióra, mely mandátumban 91-ről 64-re való zsugorodást jelentett. A DDP (Deutsche Demokratische Partei) arányaiban még nagyobb veszteséget könyvelhetett el: 5,6 millió helyett 2,3 millió voksot kapott, képviselőinek száma 75-ről 39-re változott. Az USPD az előbbiekkel szemben óriási szavazatnövelést valósított meg: 2,3 millióról 5 millióra, amivel 32-ről 81-re ugrott parlamenti helyeinek száma. A KPD (Kommunistische Partei Deutschlands – Spartakusbund) először indult a választásokon, eredménye 0,6 millió szavat, s 4 mandátum volt (Clara Zetkin, Paul Levi). A weimari koalíciótól jobbra elhelyezkedő pártok jelentősen megerősödtek. A DVP (Deutsche Volkspartei) 1,6 millióról 3,9 millióra (mandátumokban: 19-ről 65-re), míg a DNVP (Deutschnationale Volkspartei) 3,1 millióról 4,2 millióra (mandátumokban: 44-ről 71-re) gyarapította szavazói támogatását. A választások után az USPD–SPD ellentét miatt a Centrum alakított Konstantin Fehrenbach vezetésével kisebbségi (Centrum–DDP–DVP) koalíciós kormányt ideiglenes SPD támogatással. Az a paradox helyzet állt elő, hogy 165 koalíciós mandátummal 258 ellenzéki mandátum állt szemben. A fiatal demokrácia gyengeségét mutatta, hogy a pártalkuk teljesen felülírták a választói akaratot.

#### A VKPD létrejötte és a „márciusi akció”

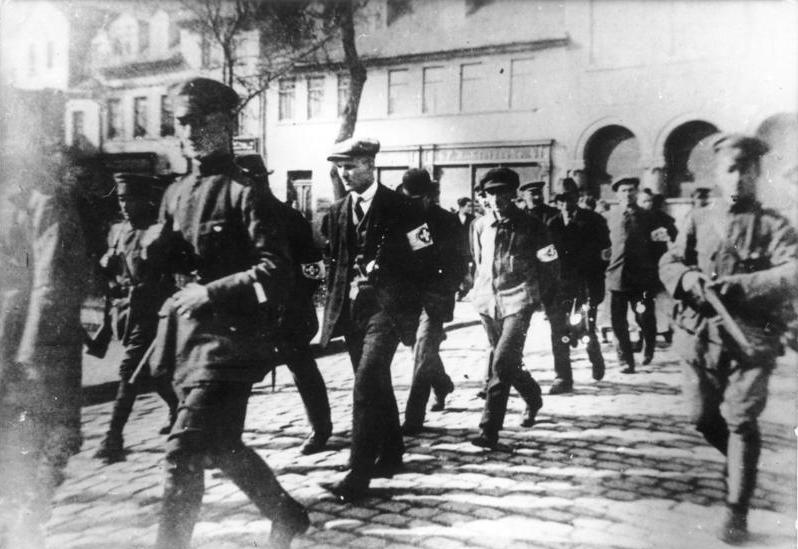
A rendőrség letartóztatott munkásokat kísér a közép-németországi Eislebenben

A weimari köztársaság politikai pártszerkezetét illetően az 1920-as év legnagyobb eseménye a forradalmi tömegpárt létrejötte volt a KPD és az USPD balszárnyának egyesülésével. A Komintern megalakulása óta a kérdés napirenden volt az USPD-ben. A Komintern II. kongresszusán Arthur Crispien, Ernst Däumig, Wilhelm Dittmann és Walter Stoecker vett részt az USPD képviseletben. A kongresszus 21 pontból álló feltételsor elfogadásától tette függővé a Kominternhez való csatlakozást, melyet Däumig és Stoecker elfogadott, míg Crispien és Dittmann elutasított. A párt tagságát is mélyen megosztotta a csatlakozás kérdése, melyet az októberben Lipcsében megrendezett kongresszuson vitattak meg. A döntő többség a Kominternhez való csatlakozás mellett döntött, aminek következtében a KPD és az USPD balszárnyának decemberi egyesülési kongresszusán megalakult Németország Egyesült Kommunista Pártja (Vereinigte Kommunistische Partei Deutschlands – VKPD). Mintegy 350 ezer tag lépett át az új pártba, melynek elnökei Paul Levi és Ernst Däumig lettek. Levi azonban hamarosan összekülönbözött Zinovjevvel és Kun Bélával, akik az ún. offenzívaelmélet hívei voltak a Kominternben. A VKPD vezetése a demokratikus szabadságjogok munkás-egységfrontban történő megvédését kívánta szem előtt tartani, de Levi bírálta a Komintern 21 pontos felvételi feltételeit is. Ezért a Komintern küldöttjének, Rákosi Mátyásnak a javaslatára opportunista elhajlás vádjával leváltották elnöki funkciójából. Erre tiltakozásul Clara Zetkin, Ernst Däumig és több elnökségi tag is lemondott. A párt élére az offenzívaelmélet hívei, Heinrich Brandler és Walter Stoecker kerültek, akik a forradalom mesterséges kirobbantásának szellemében vezették tovább a pártot. Bizonyos helyi kommunista sikerekből tévesen általános következtetéseket vontak le a forradalmi helyzet kialakulására vonatkozóan. A márciusi akció (Märzkämpfe in Mitteldeutschland) azonban elszigetelt maradt, százötven halálos áldozatot és hatezer munkás letartóztatását vonva maga után. További súlyos következmény volt a párt taglétszámának drámai, 180 ezer főre való visszaesése.

#### A háborús jóvátétel problémái

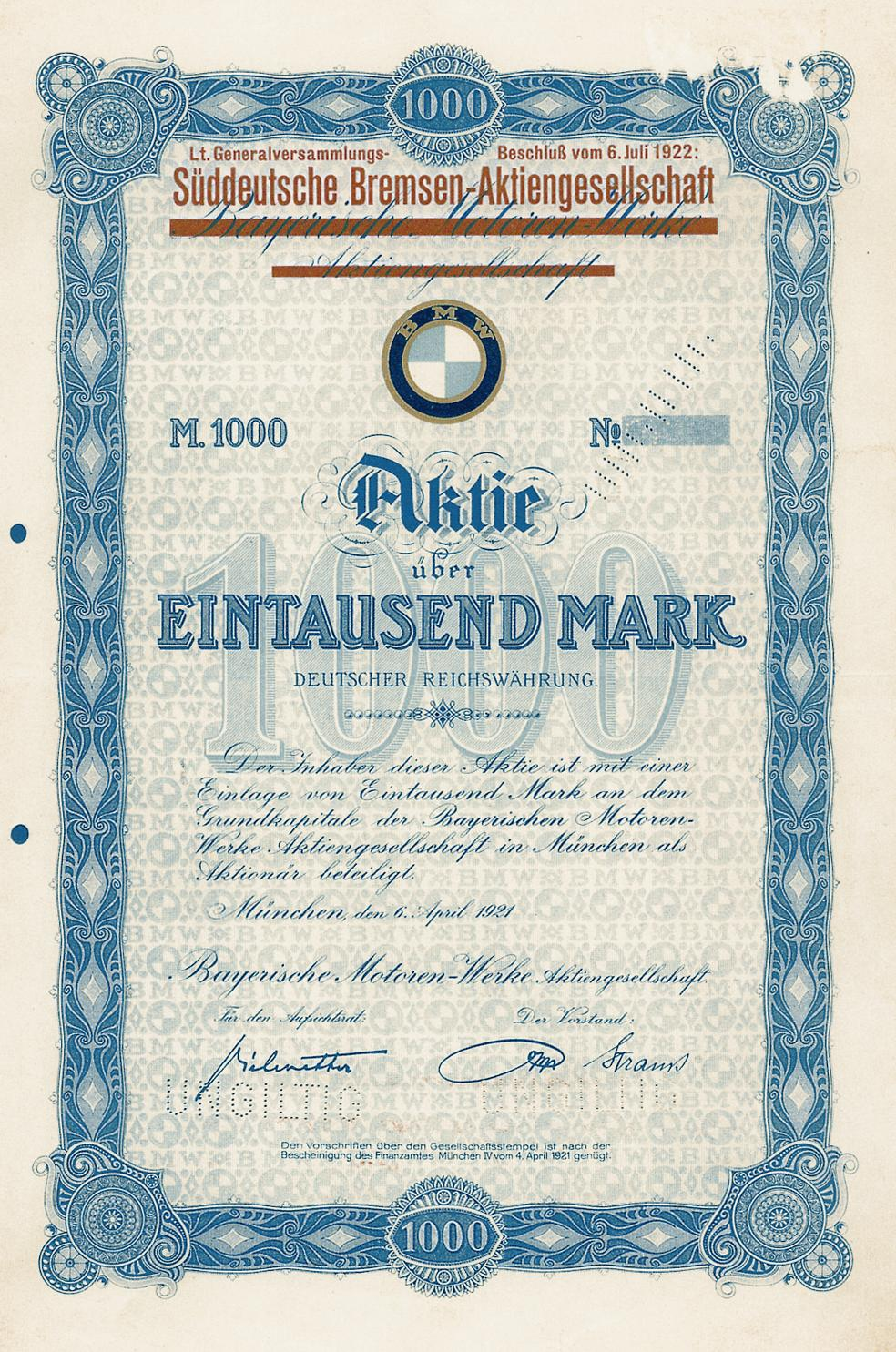
BMW részvény 1922-ből

A versailles-i békeszerződés jóvátételi előírásainak végrehajtása – melynek konkretizálása a spá-i konferencián realizálódott, – rendkívüli terheket rótt Németországra. Ez beleillett Franciaország azon stratégiájába, hogy a katonai, területi meggyengítés után teljesen kikapcsolja imperialista vetélytársát gazdasági téren is. A Walter Simons külügyminiszter vezette német delegáció az 1921. márciusi londoni konferencián hiába próbálta szabotálni a követeléseket, a szövetségesek válasza Düsseldorf, Duisburg és Ruhrort megszállása volt. A német kormány sikertelenül próbált döntőbírói segítséget kérni az Egyesült Államoktól, mely elzárkózott a beavatkozástól a kiújult „elszigetelődési” politika és azon gazdasági érdeke miatt, amelynek megfelelően Nagy-Britannia és Franciaország az USA felé fennálló háborús tartozásaikat a német jóvátételből kívánták finanszírozni. A május 5-én tartott londoni antant konferencia ultimátumot intézett Németországhoz, melyben követelte a jóvátételi kötelezettség elismerését, a békeszerződés háborús felelősséget rögzítő 231. paragrafusának értelmében a háborús bűnösök bíróság elé állítását, és a még mindig fel nem oszlatott 300 ezer fős bajor Einwohnerwehr nevű fegyveres szervezet feloszlatását. Ellenkező esetben az egész Ruhr-vidéket megszállás fenyegette. Az ellenállási politika kudarca a teljesítési politika képviselőinek előtérbe kerülését eredményezte. Május 10-én Joseph Wirth centrumpárti politikus vezetésével alakult új kormány, mely inflációs gazdaságpolitikát folytatott. A bérmunkásság életkörülményei nagy mértékben romlottak, a létfenntartási költségeknek a nominálbérekhez viszonyított növekedési üteme háromszoros volt a háború előtti állapothoz képest. A középrétegek megtakarításai elértéktelenedtek, a kis- és középüzemek tulajdonosai tömegesen mentek csődbe. Azok a monopoltőkés csoportok viszont, melyek exportra termeltek, hatalmas hasznot zsebeltek be az olcsó munkaerőből és az árfolyam különbözetből származó versenyelőnyből. Ennek egyik legjellegzetesebb reprezentánsa volt Hugo Stinnes, a „német Rockefeller”, aki óriás vállalatbirodalmat épített ki, nagyrészt tönkrement cégek felvásárlásával.

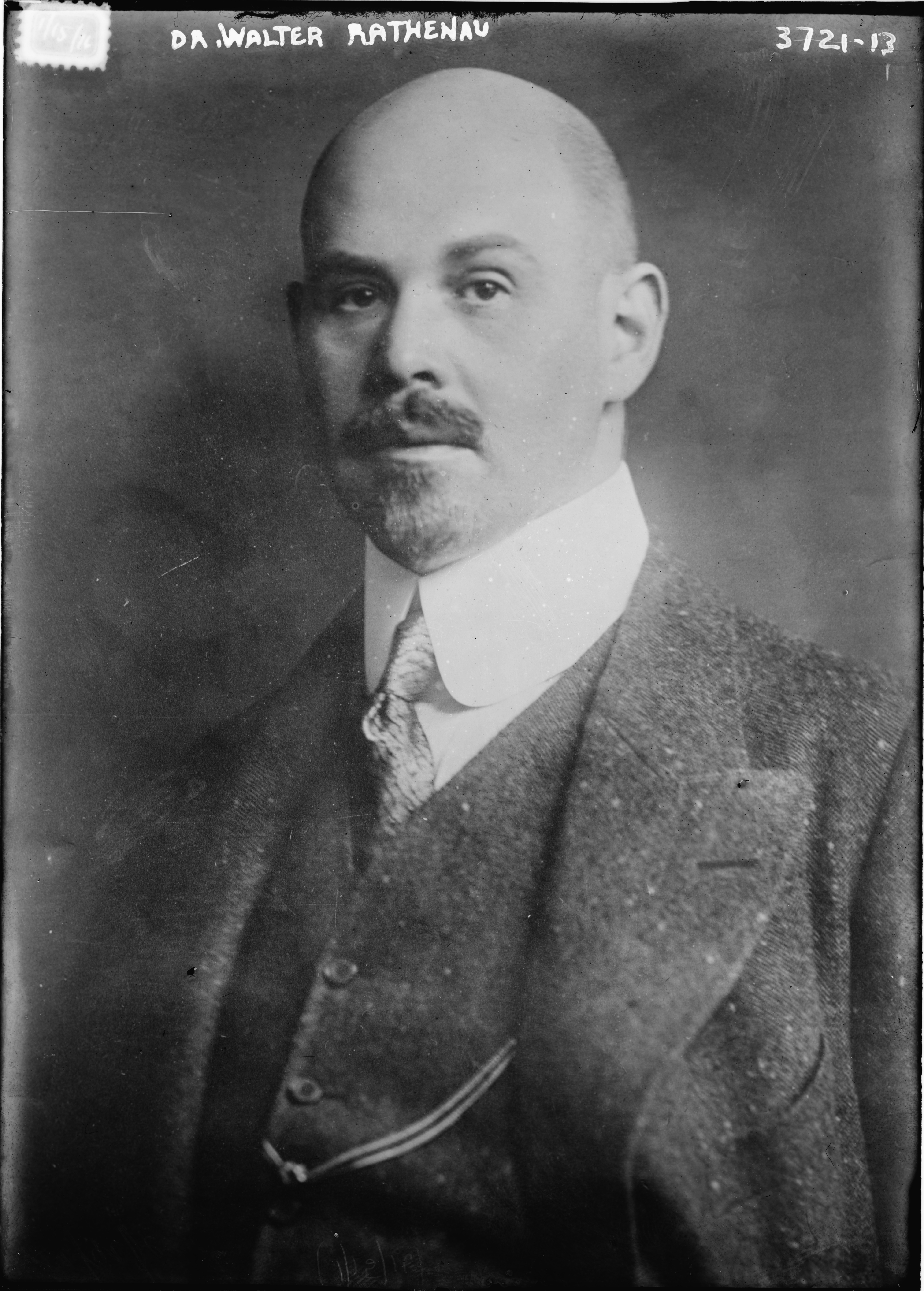
Walther Rathenau (1867–1922)

Politikai orientáció tekintetében a nagytőkés érdekcsoportok között két alapvető pólus körvonalazódott. Az egyik a Ruhr- és Saar-vidéki vas- és acélipari, szénbányászati óriáscégek tulajdonosai, akik a fegyvergyártás révén a Hohenzollern-ház militarista politikájának fő haszonélvezői voltak. Érdekeiket alapvetően sértette a hadsereg leszerelése, a jóvátétel fizetés, az elzász-lotaringiai vasércbányák valamint a felső-sziléziai szénbányák elcsatolása, ezért a békeszerződés legelszántabb ellenzői, s egyúttal a revansizmus legfőbb mecénásai voltak. Ezt a monopolista kört olyan személyek reprezentálták, mint Emil Kirdorf, Albert Vögler, Hugo Stinnes, Gustav Krupp, Fritz Thyssen, Alfred Hugenberg. A másik csoport ezer szállal kötődött az brit-amerikai nagytőkéhez, kevésbé érintette a békeszerződés, ezért a kiegyezés, a növekvő gazdasági kapcsolatok álltak érdekükben. Ezek tipikus képviselője a vegyipari óriás, az IG Farbenindustrie és az elektromosipari AEG, míg személyes megjelenítője Walther Rathenau volt. Rathenau a teljesítési politika következetes híveként a Wirth-kormányban az újjáépítési tárcát vezette, s jelentős sikere volt, hogy 1921 őszétől a jóvátételek tekintélyes hányadát áruszállítások formájában realizálhatta az ország.

#### Rapalló

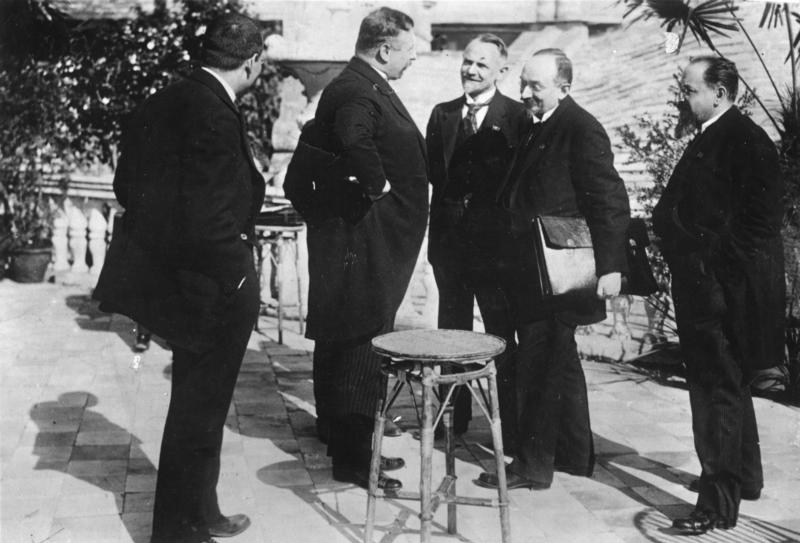
Joseph Wirth német miniszterelnök (balról a második), továbbá Leonyid Boriszovics Kraszin, Georgij Vasziljevics Csicserin és Adolf Abramovics Ioffe a szovjet-orosz delegáció részéről

1922 januárjában a nyers hatalmi erőpolitikát képviselő Raymond Poincaré került a francia kormány élére, ami fokozott nyomásgyakorlással járt Németországra nézve. Brit és francia kezdeményezésre Genovába nemzetközi konferenciát hívtak össze, melynek deklarált célja Európa gazdaságának normalizálása lett volna, ám a nagyhatalmak mindegyike – különösen Franciaország – puszta eszközként tekintett a konferenciára, saját imperialista hatalmi céljainak keresztülviteléhez. A tanácskozás ezért kudarccal végződött. A Rathenau vezette német diplomácia könnyítéseket várt a jóvátételben, garanciákat Franciaországgal szemben a Ruhr-vidék megszállásának elkerülésére, a gazdasági kapcsolatok normalizálódása kapcsán bővülő exportpiacokat, ám mindez meghiúsult. A Szovjet-Oroszországgal szemben megfogalmazott irreális nyugati jóvátételi követelések, a diplomáciai elszigetelés kikényszerítette Németország és a szovjet állam diplomáciai közeledését, és köztük április 16-án a rapallói egyezmény megkötését. A szerződés értelmében a két állam rendezte diplomáciai, konzuli kapcsolatait, kölcsönösen lemondott a háborús jóvátétel minden formájáról, az államosítás miatti kártalanításról, a gazdasági kapcsolatok fejlesztését pedig a legnagyobb kedvezmény elve alapján irányozta elő. Az egyezmény eltávolodást jelentett az imperialista hatalmi logikától, mivel a kölcsönös előnyökön alapuló egyenjogú, békés viszonyok alapjait rakta le, példát mutatva egész Európa számára. Az egyezmény Franciaország ellensúlyozását is szolgálta, amely felerősítette a szélsőjobboldal revansista várakozásait. Rathenau azonban következetesen kitartott a teljesítési politika mellett, ezért fokozódtak az ellene irányuló támadások, melyek június 24-én meggyilkolásához vezettek. Ez óriási felháborodást váltott ki, és a közfigyelem középpontjába állította az egyre nagyobb számú politikai gyilkosságot, illetve a legtöbbjükben szerepet játszó Organisation Consul nevű titkos szélsőjobboldali szervezetet. Évtizedekkel később kiderült, hogy a bíróságok részrehajlóak voltak a bűnösök irányában, s segítettek eltitkolni az Organisation Consul valódi szerepét, a merénylők anyagi támogatóinak személyét. Született egy törvény a köztársaság védelméről, de nem bizonyult elég hatékonynak a radikális jobboldal megállítására.

#### A Ruhr-válság

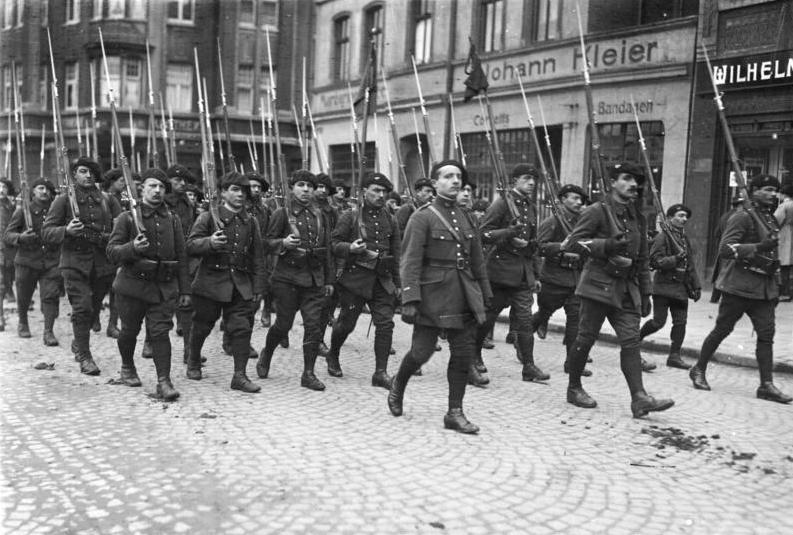
Francia Alpesi-vadász egység Buers utcáin 1923-ban

Az 1922-es év második felében erőteljesen felgyorsult az infláció. A dollár júniusi 350 márkás árfolyama októberre 4500 márkára szökött fel. Wirth kancellár lemondott, s november 22-én Wilhelm Cuno vezetésével alakult kormány. Cuno kiváló gazdasági szakember volt, jó kapcsolatai voltak az amerikai nagytőkés csoportokkal, mindennek ellenére fizetési moratóriumra való törekvése Franciaország irányában kudarcot vallott. 1922-ben Németország jóvátételi kötelezettsége Franciaország felé kétmilliárd aranymárka készpénz és 950 millió aranymárka áruszállítás lett volna, de tényleges készpénzbeli teljesítés egyáltalán nem történt, s az áruszállítások értéke sem haladta meg a 150 millió márkát. A Jóvátételi Bizottság decemberben elmarasztalta Németországot, ez jogi alapot adott Franciaországnak a Ruhr-vidék katonai megszállására. 1923. január 11-én francia és belga csapatok hatoltak be a Rajna-vesztfáliai szénmedencébe, mely az ország széntermelésének és az arra épülő acél- és gépiparnak a központja volt. Ezzel Franciaország imperialista stratégiájának megfelelően irányítása alá vonta a világ egyik legnagyobb korabeli ipari komplexumát. Franciaországnak ekkoriban 15 milliárd aranymárkás tartozása volt az USA felé és 12 milliárdos Anglia felé, így a megszállást gazdasági kényszerűségnek tüntették fel, ám Németország megfosztása legjövedelmezőbb ipari területétől eleve lehetetlenné tette a német fizetések megvalósítását.

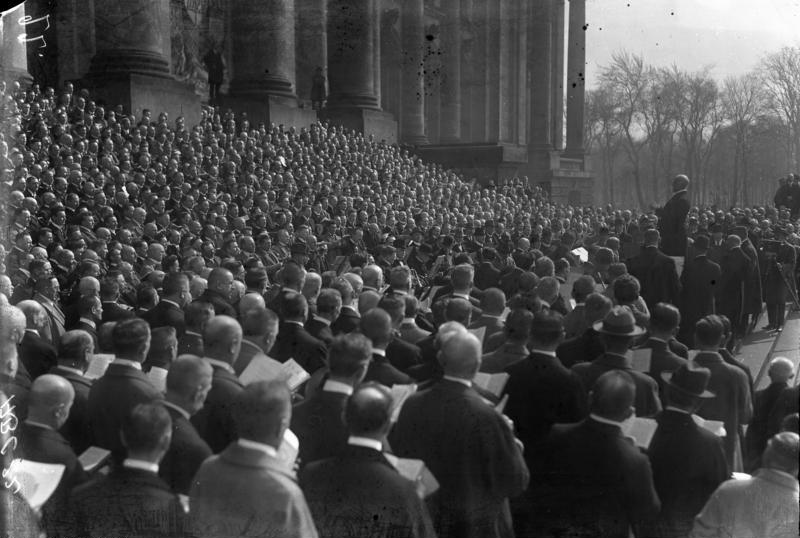
Berlini tüntetés a Ruhr-megszállás ellen (1923. március 25.)

A Cuno-kormány meghirdette a passzív ellenállást, s mellette soviniszta propagandával korbácsolta fel az érzelmeket. A passzív ellenállás rövid idő alatt sok helyen szabotázscselekményekbe torkollott, amire a megszállók statáriummal válaszoltak, sokszor ártatlan embereket állítva rögtönítélő bíróságok elé. Az ellenállás következtében a francia szénszállítások egyharmadukra estek vissza, mely hozzájárult az acéltermelés egyharmaddal való csökkenéséhez, s a megszállás költségeivel együtt a költségvetési hiány a remélt csökkenés helyett jelentősen nőtt. Németország pedig a teljes gazdasági szétesés határához került, az ellenállás költségei sokkal nagyobbak voltak, mint a teljesített jóvátételé lett volna. Az infláció rendkívüli mértékben felgyorsult, ún. hiperinflációvá vált, a pénzügyi élet összeomlott. A passzív ellenállás költségeinek legnagyobb hányadát a bérmunkásság viselte, hiszen életszínvonala a háború előttinek a töredékére esett vissza, de a gazdasági összeomlás a birodalom más részeinek tőkés érdekeit is fenyegette. Az általános társadalmi elégedetlenség 1923. augusztus 11-én egy kommunista kezdeményezésű, de országossá váló általános sztrájkban öltött testet, amely egy nap alatt megbuktatta Cuno kormányát. Az új kormányt Gustav Stresemann, a Német Néppárt (DVP) vezetője alakította meg, az SPD, a Centrumpárt és a DDP részvételével. A kormányban pénzügyminiszteri tisztséggel helyet kapott a neves közgazdász, Rudolf Hilferding is. Stresemann szakított az addigi önámító sikerpropagandával, s a realitásokkal való szembenézés alapján a passzív ellenállás feladása mellett foglalt állást.
A jobboldal válaszlépése a Fekete Reichswehr (Schwarze Reichswehr) október 1-i küstrini puccskísérlete volt (Küstriner Putsch). A Fekete Reichswehr egy „technikai segédszolgálatnak” vagy „különleges munkaszolgálatnak” álcázott, valójában a békeszerződés kijátszására létesült titkos hadszervezet volt, melynek költségvetését kisebb részben a hadsereg hivatalos keretéből, míg nagyobb részben nagytőkések és junker nagybirtokosok adományaiból fedezték. „Az esetek többségében a kiképzést végző tisztek közvetlenül is a nagybirtokosok szolgálatában álltak mint erdészek, vadászok, lovászok, gazdatisztek vagy felügyelők, így szükség esetén azonnal eltűnhettek az ellenőrzést végzők szeme elől.” A Fekete Reichswehr tagjait a baloldal és a köztársaság ellenségeiből toborozták, így az a baloldal elleni katonai akciókban megbízható fegyveres erőt jelentett. A küstrini puccskísérlet órák alatt összeomlott, mivel Seeckt tábornok, a Reichswehr főparancsnoka konzervatív, monarchista meggyőződése ellenére nem támogatta, de cserébe igényt tartott a Szászországban és Türingiában kommunista részvétellel megalakult munkáskormányok elleni határozott fellépésre. Október végén a birodalmi Reichswehr csapatok megszállták a két tartományt, de a gyenge fegyverzetű proletár századok és a sokszoros túlerőben lévő hadsereg között kirobbant egyenlőtlen harcok kimenetele nem volt kétséges. Az a paradox helyzet állt elő, hogy Ebert elnök (SPD) a törvényesen, demokratikusan megválasztott SPD vezetésű tartományi kormányokat az alkotmány 48. paragrafusa alapján kihirdetett rendkívüli állapot révén, erőszakkal leváltotta. „Első alkalommal nyilvánult meg a Weimar tragédiáját okozó végzetes ellentmondás lényege: a köztársaság jobboldali ellenfelei az alkotmányban biztosított jogokat és lehetőségeket fordították a köztársaság ellen.”

#### A müncheni sörpuccs
A Bajorországban szinte korlátlanul szervezkedő szélsőjobboldal a munkáskormányok megdöntése után elérkezettnek látta az időt a cselekvésre. Benito Mussolini előző évben végrehajtott hatalomátvétele jelentette számukra a követendő példát. A radikális reakció egyik fő irányzata Bajorország elszakadását képviselte a Wittelsbach-dinasztia uralmának helyreállítása révén. Vezetője az ún. triumvirátus volt, melyet három befolyásos politikus: Gustav Kahr kormánybiztos, Otto von Lossow tábornok, a bajor Reichswehr és Hans von Seisser, a bajor rendőrség parancsnoka személyesített meg. A másik irányzatot a központi hatalmat mindenáron megszerezni igyekvő Adolf Hitler és Erich Ludendorff fémjelezte. A Hitler vezetése alatt álló Nemzetiszocialista Német Munkáspárt (Nationalsozialistische Deutsche Arbeiterpartei – NSDAP) taglétszáma a Ruhr-vidék francia megszállása kapcsán kibontakozott ellenállás során hirtelen 55 ezer főre nőtt, s Bajorországban a legerősebb szélsőjobboldali erővé vált. A Sturmabteilung (SA) taglétszáma ekkor már 15 ezer volt, s vezetésük alatt állt a Német Harci Szövetség (Deutscher Kampfbund) is, mely a három legradikálisabb szélsőjobboldali harci szövetséget tömörítette. Amikor Ebert a munkáskormányok elleni fellépés kapcsán rendkívüli állapotot rendelt el az egész birodalom területén, a bajorok Kahr vezetésével nem akarták alávetni magukat a birodalmi elnök rendeletének. A közvetlen ürügyet az szolgáltatta, hogy Völkischer Beobachter, az NSDAP lapja október 18-án sértegette Ebert elnököt és Seeckt tábornokot. Erre Gessler hadügyminiszter felszólította Lossow tábornokot a lap betiltására, amit ő megtagadott, mire Gessler azonnal felmentette. Lossow azonban a parancs végrehajtása helyett feleskette a bajor csapatokat a tartományi alkotmányra. A politikai helyzet rendkívül feszültté vált, a puccsista erők az olasz mintára történő „Marsch auf Berlin” végrehajtására készültek, a bajor Reichswehrt a munkáskormányok elleni fellépés ürügyével a tartomány északi határaihoz vezényelték. Azonban Stresemann normalizálási terve novemberre egyre több támogatóra talált mind külpolitikailag, mind a hazai nagytőke köreiben, s a bajor szeparatista lázadók elbizonytalanodtak Seeckt tábornok kormánybarát nyilatkozatai láttán, mivel ez azt jelentette, hogy a birodalmi Reichswehr csatlakozására aligha számíthatnak.

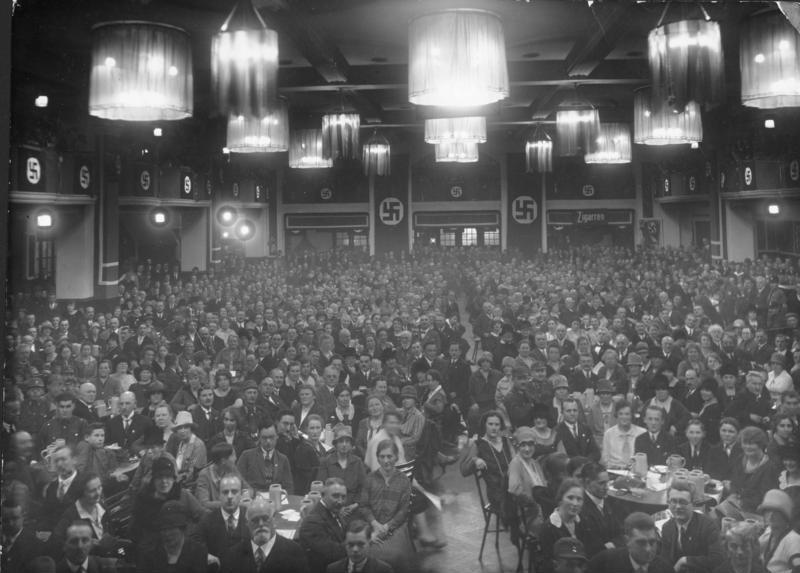
NSDAP-gyűlés a müncheni Bürgerbräukellerben

Hitler éppen ellenkezőleg, azt a következtetést vonta le a válság hullámainak csökkenéséből, hogy a cselekvés elmulasztásával hosszú időre elveszti a lehetőségét, hogy mozgalma és személye politikai tényezővé váljon. November 8-án a triumvirátus tagjai a nagy, mintegy ötezer férőhelyes Bürgerbräukeller sörházban gyűlést hirdettek, melyre meghívták München politikai, gazdasági és közigazgatási vezetőit. Hitler erőszakkal szándékozott kényszeríteni a triumvirátust az elindítottnak nyilvánított puccshoz való csatlakozásra. A mintegy 3000 résztvevős rendezvény kellős közepén Hitler egy kis csapat – Hermann Göring, Alfred Rosenberg, Rudolf Hess, Ernst Hanfstaengl, Ulrich Graf, Johann Aigner, Adolf Lenk, Max Amann, Scheubner-Richter, Wilhelm Adam – élén, revolverrel a kezében berontott az SA 600 fegyveresétől megszállt épület auditóriumába, felugrott egy székre, majd egy asztalara, s a mennyezetbe lőtt, hogy csendet teremtsen. Ezek után bejelentette a „nemzeti forradalom kitörését”, „a bajor és a birodalmi kormány leváltását”, „ideiglenes kormány megalakítását” és hatásvadász módon számos olyan dolgot a puccsot illetően, aminek alig volt igazságtartama, de alkalmas volt egyfajta tömegpszichózis kiváltására. A letartóztatott triumvirátus tagjait zsarolással, fenyegetéssel egy szomszédos helységben próbálták csatlakozásra bírni, sokáig sikertelenül. Kilenc óra után megjelent Ludendorff is, akinek a tekintélye végül hozzájárult, hogy Kahr és társai feladják az ellenkezést. Hitler ekkor teátrálisan deklarálta az új bajor kormány megalakulását, élén Kahrral mint kormányzóval és Pöhnerrel mint diktátori hatalommal felruházott miniszterelnökkel, majd így folytatta: „Javaslom, hogy jelentsük ki: a novemberi árulók berlini kormányát leváltottnak tekintjük, úgyszintén Ebert elnököt. Itt, Münchenben, bajor földön alakítjuk meg a német birodalmi nemzeti kormányt. Egyidejűleg megszervezzük a német nemzeti hadsereget is. Az ideiglenes nemzeti kormány vezetését magam veszem át, míg az új nemzeti hadsereg vezetője Ludendorff őexcellenciája lesz. Lossow tábornok lesz a birodalmi hadügyminiszter, Seisser ezredes pedig a birodalmi rendőrminiszter. Az ideiglenes német nemzeti kormánynak az lesz a legfontosabb feladata, hogy minden erőt mozgósítva meginduljon a berlini bűnbarlang ellen.”

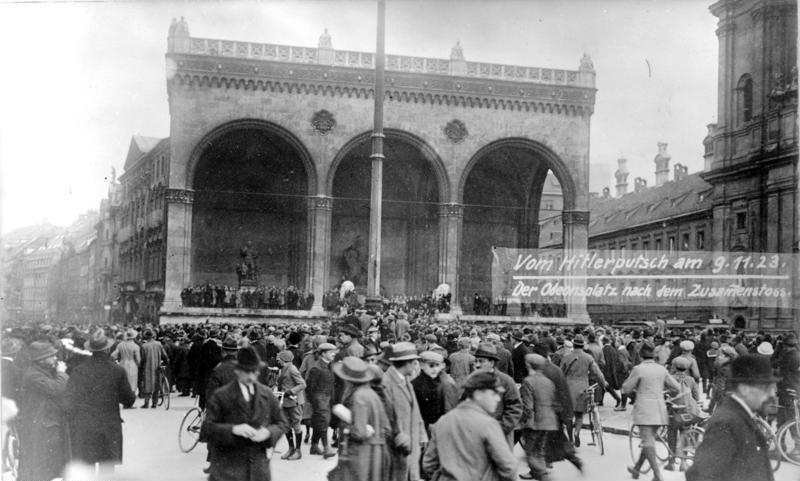
A müncheni Odeonsplatz a puccs napján

Berlinbe a késő esti órákban jutott el a bajorországi puccskísérlet híre. A válságos órákban a birodalmi Reichswehr parancsnoka, Seeckt tábornok a köztársaság oldalára állt, s felhívással fordult a hadsereghez, hogy támogassák őt a rend és a birodalom egységének fenntartásában. Elve az volt, hogy a Reichswehr nem lő a Reichswehrre, így nem vezényelt kormányhű csapatokat Bajorországba, hanem végtelen nyugalommal várta az események alakulását. Az éjszaka folyamán kiderült, hogy Kahr, Lossow és Seisser, miután elengedték őket, elhatárolódtak a komédiába illő puccskísérlettől, s elkezdték megszervezni a törvényes hatalom fegyveres védelmét. Az éjszaka mindazonáltal zűrzavaros bizonytalanságban telt el, München utcáit náci különítmények uralták. Másnap, november 9-én azonban kiderült, hogy a puccs megfeneklett. Ekkor Hitler Rupprecht bajor koronaherceget próbálta sikertelenül megnyerni közvetítőnek Kahr visszatérítéséhez. Dél körül Ludendorff spontán ötletétől vezéreltetve egy fegyveres tüntető menettel indultak a Bajor Védelmi Minisztérium épülete felé, ám a Feldherrnhalle előtt rendőrkordon állta útjukat. A szemben álló felek rövid, de heves tűzharcba keveredtek, melyben 14 tüntető és 4 rendőr vesztette életét. Hitler elmenekült, és letartóztatásáig Uffingban rejtőzött el. Seeckt tábornok szinte korlátlan hatalmat kapott a rend helyreállításához Ebert elnöktől, ennek birtokában felfüggesztette az NSDAP, a szintén szélsőjobboldali Német Népi Szabadságpárt, illetve a KPD működését.

### A viszonylagos stabilizáció évei
Alig néhány nappal a sörpuccs után, 1923. november 15-én a Stresemann-kormány a járadékmárka (Rentenmark) kibocsátásával elkezdte a hiperinfláció felszámolását, a stabil fizetőeszköz megteremtését, ebben Rudolf Hilferding, Hans Luther, Karl Helfferich és a Birodalmi Bank elnöke, Hjalmar Schacht játszott kiemelkedő szerepet. Ideiglenesen a jóvátételi szénszállítások ügye is megoldódott az ún. MICUM-szerződés (MICUM-Abkommen) révén, melyben Németország kötelezettséget vállalt a széntermelés 30%-ának átadására és jelentős pénzbeli törlesztésre. Az SPD kivált a koalícióból a munkáskormányokkal szembeni alkotmánysértő fellépése miatt, így Stresemann kisebbségbe került, és november 23-án lemondásra kényszerült. Összesen 100 napig volt kormányon, de jelentősége messze túlmutat rövid hivatali idején. A ruhr-vidéki passzív ellenállás feladásával meghiúsította Poincaré törekvését a terület végleges elszakítására, amivel sikerült elérnie Anglia és az USA diplomáciai aktivitását a rendezés érdekében. Ezzel Németország további történelmi fejlődését új pályára állította, de a Herriot–Briand-korszak, a francia–német kapcsolatok normalizálódása által az európai általános megbékélés felé is jelentős lépés volt. Ezt bizonyítja az is, hogy bár Stresemann kancellárként kudarcot vallott, de 1929 októberében bekövetkezett haláláig hét kormány külügyminisztereként realista politikát folytatott, és munkássága sikeresnek mondható.

#### A Dawes-terv

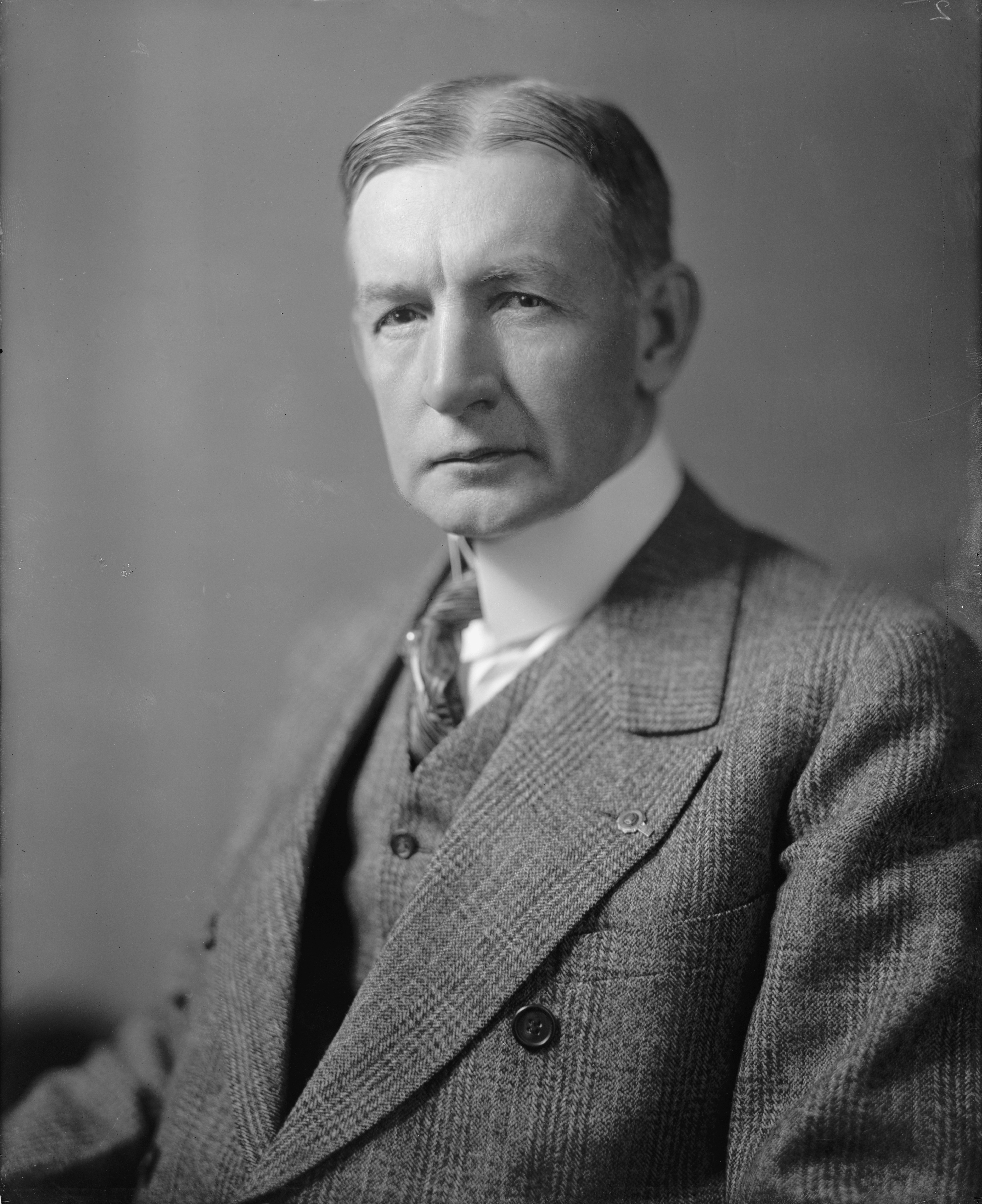
Charles G. Dawes (1865–1951)

November 30-án Wilhelm Marx centrumpárti politikus vezetésével alakult új kormány, amely folytatta elődje irányvonalát. Nagy-Britannia és az USA aktivizálódását a Ruhr-válság alatt dezorganizálódott német gazdaság helyreállítása kérdésében kemény gazdasági érdekek vezérelték. Németország kiesése a nemzetközi kereskedelemből érzékeny veszteséget okozott az brit-amerikai áru- és tőkeexport számára. John Maynard Keynes számításai szerint az Amerikai Egyesült Államokban hatalmas befektetésre váró tőke halmozódott fel az első világháború befejezése óta, amely hasznosulás nélkül évi 400 millió dollár veszteséget jelentett az amerikai gazdaságnak. Ezen tőke exportjára Németország a legjobb fajlagos megtérülést nyújtó potenciális célország volt, nagy tömegű, képzett és viszonylag olcsó munkaerejével, és kiváló ugródeszkát kínált a további kelet-európai tőkeexpanzió számára. Továbbá a német jóvátétel a létrehozott új termelési kapacitások kihasználtságát is biztosította. Mivel Franciaország maga is pénzügyi gondokkal küzdött, ezért neki is érdekében állt a mielőbbi rendezés, így brit-amerikai nemzetközi diplomáciai nyomással rá lehetett szorítani Poincarét, hogy beleegyezzen a jóvátétel ügyének nemzetközi megoldásába. Ennek megfelelően 1923 novemberében megalakulhatott két szakértői bizottság, az egyik Charles G. Dawes amerikai bankár (a későbbi alelnök) vezetésével és Owen D. Young jogász-gazdaságpolitikus közreműködésével, a német fizetőképesség feltételeinek meghatározására, míg a másik az angol Reginald McKenna vezetésével, a német tőkeexport feltérképezésére, a tőkemenekítés megakadályozása céljából. A Rajna-vidéki német szeparatizmus támogatásának megszüntetése fontos feltétele volt a politikai rendezésnek, ezért jelentős külpolitikai presszió nehezedett Franciaországra, politikusai engedni kényszerültek. Erre a szélsőjobboldal legagresszívebb körei is felbátorodtak, és 1924. január 9-én, Edgar Julius Jung vezetésével titkos terrorkommandót küldtek Speyerbe, Franz Josef Heinznek és szeparatista kormánya tagjainak meggyilkolására. A támadás a korszak egyik legvéresebb merényleteként került be a német történelembe. A tettesek felelősségre vonása ezúttal is elmaradt.
A Dawes-bizottság jelentését 1924. április 11-én hozták nyilvánosságra. E jelentés, a Dawes-terv kiindulási alapelve az volt, hogy kézzel fogható biztosítékok szükségesek a jóvátételt követelő államok számára, amelyek nem lehetnek területi jellegűek, hanem csak pénzügyi-gazdaságiak, és azt a realitások jegyében Németországnak önként kell vállalnia. A Dawes-terv szerint Németország az első évben egymilliárd aranymárka jóvátételt fizet, mely öt év alatt 2,5 milliárdra emelkedik, s azon a szinten állandósul a végleges teljesítésig. Németország adott pénzügyi problémái miatt 800 millió aranymárka kölcsönt kap az első év nehézségeinek áthidalására. Fedezetként a német vasút, a Reichsbahn a szövetségesek ellenőrzése alatt működő magántársaság kezébe kerül, a Birodalmi Bank ellenőrzését szintén a szövetségesek veszik át, továbbá a német kormány lemond a pálinka, a dohány, a sör és a cukor fogyasztási-adó bevételeiről, valamint a vámjövedelmekről. A terv még azt is tartalmazta, hogy a jóvátételi összegeket Németország nem közvetlenül utalja át, hanem egy Berlinben székelő nemzetközi bizottság folyószámláján keresztül.

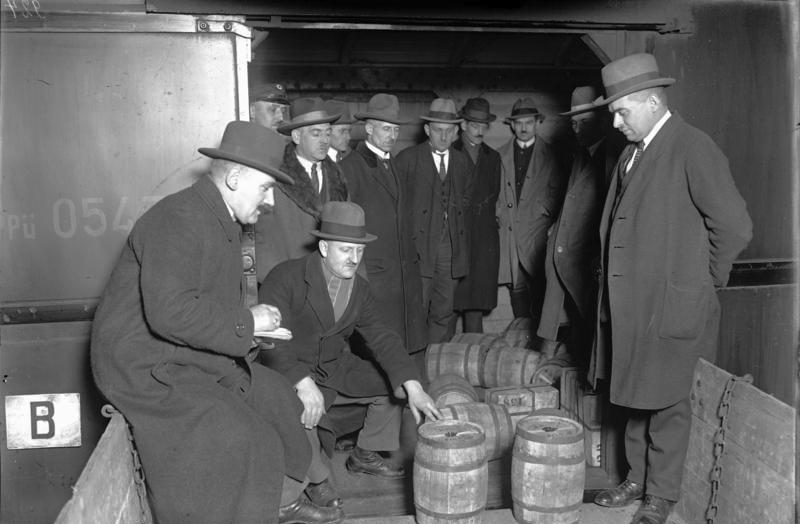
A Dawes-terv keretében a Reichsbank részére szánt első amerikai aranyszállítmány megérkezése Berlinbe. (1924. december 23.)

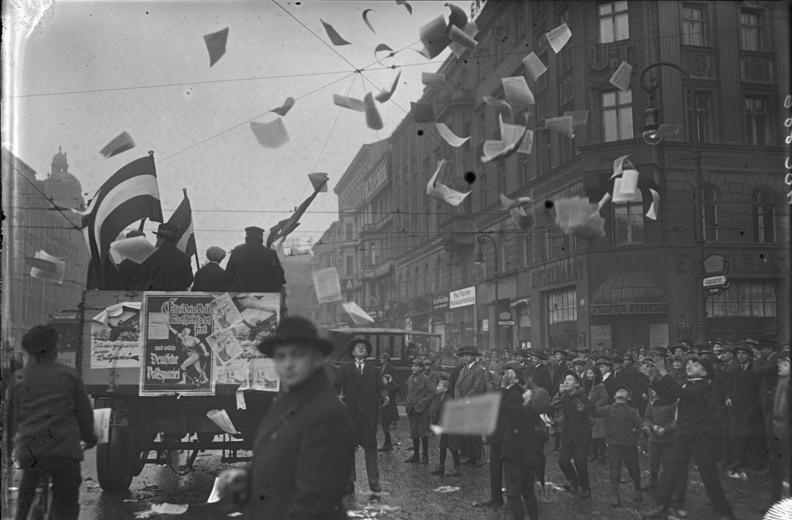
Deutsche Volkspartei (DVP) propaganda az 1924. decemberi Reichstag választásokon

1924. május 4-én Reichstag választásokat (Reichstagswahl Mai 1924) tartottak. Az eredmények azonban nem befolyásolták a következő kormány összetételét, amely újra Wilhelm Marx kancellár vezetésével alakult meg. A Dawes-terv támogatásának nemzetközi feltételei javultak, mert Nagy-Britanniában a Munkáspárt került kormányra, Franciaországban pedig a Poincaré vezette Nemzeti Front vereséget szenvedett, s az új kormány a rugalmasabb Édouard Herriot (Radikális Szocialista Párt) vezetésével alakult meg. A Dawes-terv nemzetközi szerződésben való rögzítésére 1924. augusztus 30-án került sor Londonban. Franciaország az intenzív brit-amerikai diplomáciai nyomásnak engedve végül belement a Ruhr-vidék fokozatos kiürítésébe, ezzel elhárult a legfőbb akadály, ám Németországban is a nacionalista jobboldal agresszív támadásainak kereszttüzében állt a terv. A Reichstagban való elfogadásakor a legnagyobb dilemmában a DNVP tagjai voltak, hiszen szavazataik nélkül a terv nem kaphatta volna meg a szükséges kétharmadot, de az elutasítás következményeit nem merték vállalni. Ezért megosztva szavaztak: 43-an mellette, 52-en ellene. Október 10-én így a kormány aláírhatta a 800 millió márkás kölcsönszerződést, ezzel elkezdődött a Dawes-terv megvalósítása. A terv elfogadását kísérő általános várakozás hamarosan meghozta első politikai hatását, az 1924. decemberi Reichstag választásokon (Reichstagswahl Dezember 1924) a májusihoz viszonyítva a nemzetiszocialisták szavazatai kétmillióról visszaestek 900 ezerre. A KPD is nagy szavazatveszteséget könyvelhetett el, tehát a társadalom politikai polarizáltsága jelentősen csökkent.
Az 1925. január 15-én Hans Luther vezetésével megalakult kormányba ezúttal a jobboldali DNVP három politikusa is bekerült, ami a kormány jobbratolódását jelzi. Támadás indult a munkásság szociális vívmányai ellen, melynek jövedelmi adóját 3,5%-ról 5%-ra emelték, míg a vagyonos rétegek kedvezményekben részesültek, továbbá lehetővé tették a 8 órás munkanap meghosszabbítását.

#### Baloldali félkatonai szervezetek

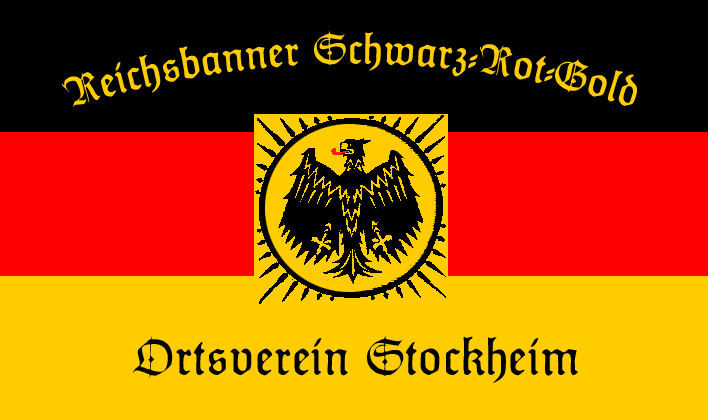
A Reichsbanner szervezet zászlaja

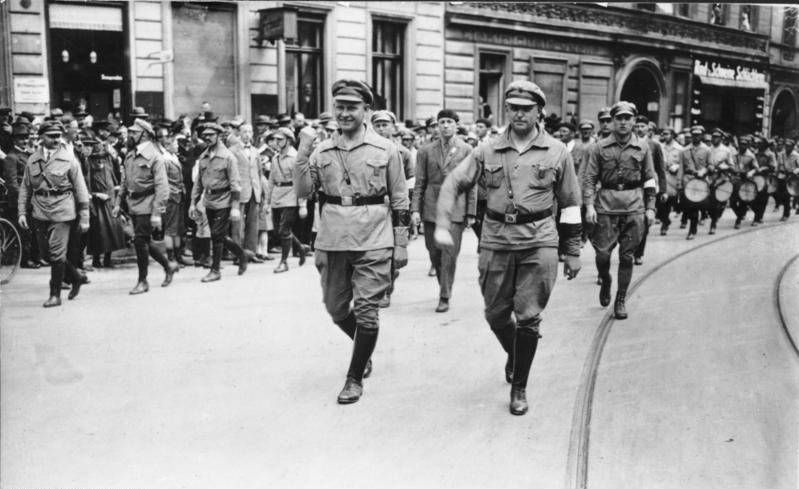
A Vörös Frontharcos Szövetség birodalmi találkozója Berlinben (1927). A felvonulás élén Ernst Thälmann és Willy Leow

A szélsőjobboldal katonai szerveződésére válaszul, de 1924 februárjában elkésve alakult meg a köztársaság védelmére a demokratikus-köztársasági gondolkodású egykori frontkatonákat tömörítő Fekete-Vörös-Arany Birodalmi Lobogó (Reichsbanner Schwarz-Rot-Gold) nevű szervezet, melynek tagsága néhány hónap alatt 700 ezer főre nőtt. Vezetője a szociáldemokrata Otto Hörsing volt, tagságát főleg szociáldemokraták alkották, de centrumpártiak és demokrata pártiak részt vettek benne. 1924 áprilisában a KPD 9. országos konferenciája határozatot hozott saját félkatonai szervezete, a Vörös Frontharcos Szövetség (Roter Frontkämpferbund) létrehozásáról. Ez 1925 februárjában jött létre országos méretben. Sztrájkőrségként, a náci szervezetek (SA, Stahlhelm) támadásai elleni védelmi szervezetként funkcionált. 1924. július 2-án „A Komintern V. kongresszusának határozata a fasizmusról” szervezeti és katonai téren a következő feladatot tűzte ki: „1. Felfegyverzett védelmi osztagok létrehozása a felfegyverzett fasizmussal szemben (munkásszázadok stb.).” E két félkatonai szervezet nemcsak a szélsőjobboldal, hanem egymás ellen is harcolt. Abban, hogy a szociáldemokrata és kommunista politikai erők nem tudtak egységfrontra lépni, nagy szerepe volt a KPD-vezetés hibás stratégiájának, szektás-dogmatikus ultra-baloldaliságának. „A szociáldemokráciát »a fasizmus szárnyává« nyilvánították. Ezt a kijelentést Zinovjev tette a Komintern VB Elnökségének 1924. januári ülésén, a német kérdés megvitatása alkalmával. Zinovjev megfogalmazta azt a tételt is, hogy a baloldali szociáldemokrácia a főellenség: nemcsak hogy a baloldali szociáldemokrácia nélkül, de egyenesen ellene kell folytatni a harcot, az egységfrontot csakis alulról szabad megvalósítani, a szociáldemokrácia vezetésével való minden tárgyalás nélkül.”

#### Birodalmi elnökválasztás

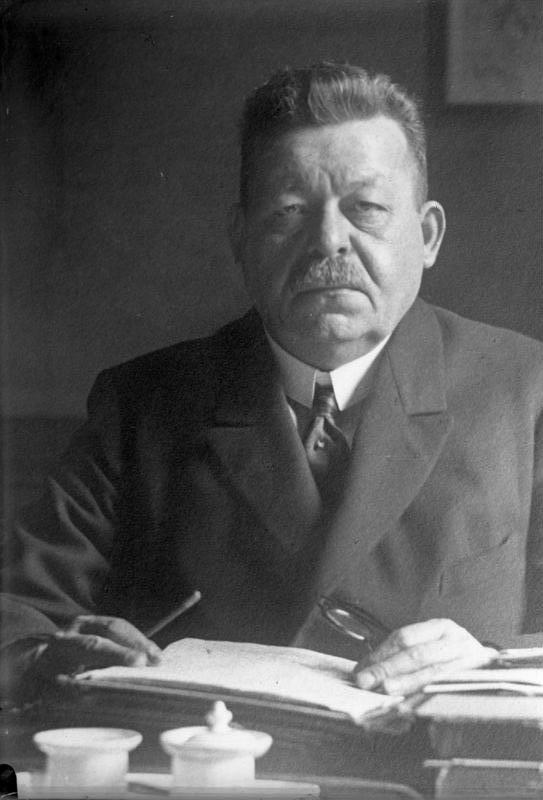
Friedrich Ebert (1923)

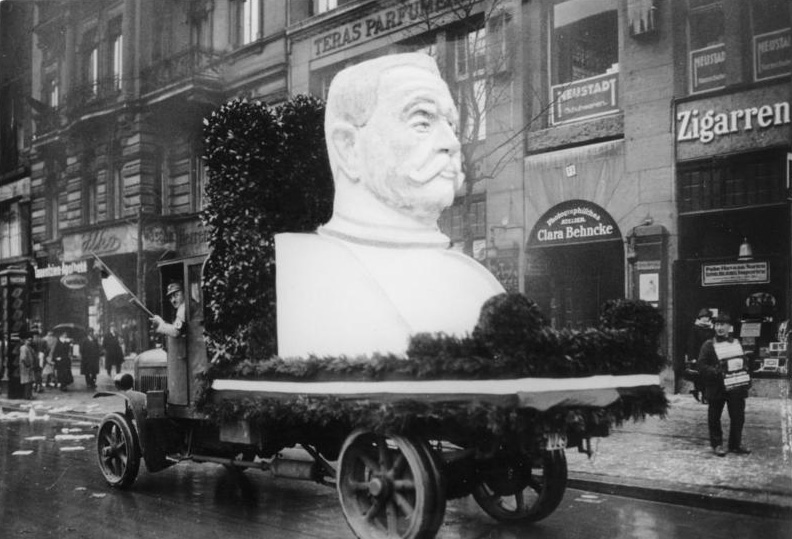
Hindenburg melletti propaganda az elnökválasztás 2. fordulója előtt

1925. február 28-án elhunyt a weimari köztársaság első elnöke, Friedrich Ebert. Halálában jelentős szerepet játszott az a rágalomhadjárat, amelyet a jobboldal indított ellene. Százötven alkalommal indított pert politikai és korrupciós vádaskodói ellen, ám a bíróságok igen enyhe, rendszerint 50–200 márkás pénzbüntetéseket szabtak ki rájuk, ami nem jelentett visszatartó erőt. A legbotrányosabb az volt, amikor egy náci lap szerkesztője hazaárulással vádolta, amiért tagja volt 1918 januárjában a hadiipari munkások sztrájkbizottságának, amely munkabeszüntetés mellett döntött. Az 1924. december 9–23. között Magdeburgban lezajlott perben felemás ítélet született: „Jogi szempontból” elmarasztalta Ebertet hazaárulás elkövetésében, de a rágalmazót 200 márka pénzbüntetésre kötelezte egyéb rágalmazásban való felelőssége miatt. Ebert tekintélyét a szociáldemokrata munkások között is elvesztette, az 1924-es SPD kongresszuson olyan javaslat is elhangzott, hogy zárják ki a pártból. Saját szakszervezete ezt már korábban megtette. A politikai nyomás, továbbá a „hazaárulás vagy osztályárulás” dilemmájában való vergődés felőrölte belső tartását, ez egészségének elhanyagolásához vezetett. Nem fordult időben orvoshoz, ez hozzájárult halálához.
Mivel kiterjedt hatalmi jogkörökkel rendelkezett a köztársasági elnöki pozíció, a kétfordulós elnökválasztás nagy tétje előrevetítette a pártok közti éles harcot. A választás első fordulóján, 1925. március 25-én a szavazatok a következőképpen oszlottak meg:
1. Karl Jarres (DNVP–DVP közös jelölt) 10,4 millió (38,8%)
2. Otto Braun (SPD) 7,8 millió (29%)
3. Wilhelm Marx (Zentrum) 3,8 millió (14,5%)
4. Ernst Thälmann (KPD) 1,8 millió (7%)
5. Willy Hellpach (DDP) 1,5 millió (5,8%)
6. Heinrich Held (BVP) 1 millió (3,7%)
7. Erich Ludendorff (DVFP) 285 ezer (1,1%)

Minthogy egyik jelölt sem kapott abszolút többséget, április 26-án második forduló következett. Otto Braun személyében nem sikerült az SPD-nek a KPD-vel megegyezésre jutnia, ezért az SPD Wilhelm Marxot támogatta. Őt a KPD nem fogadta el, ezért Thälmann jelölését továbbra is fenntartotta. A jobboldal viszont összességében kisebbségben volt, ezért egy általános tekintélynek örvendő személyt keresett, akit Paul von Hindenburgban talált meg. Az első világháborús érdemei miatt rendkívül népszerű, 78 éves nyugalmazott tábornok a második fordulóban a Birodalmi Blokk (Reichsblock) színeiben 14,6 millió szavazatot kapott, s ezzel megszerezte a voksok 48,3%-át, míg Wilhelm Marx a Népi Blokk (Volksblock) képviseletében a 45,3%-át, Thälmann pedig csupán a 6,4%-át. Polgári történészek a KPD felelősségét hangsúlyozzák a weimari koalíció pártjainak vereségéért, de figyelemre méltó tény az is, hogy az egymilliós szavazótáború Bajor Néppárt (BVP) szakított a politikai katolicizmust képviselő Zentrummal, és a protestáns Hindenburgot támogatta a katolikus Marx ellen.

#### A locarnói szerződések

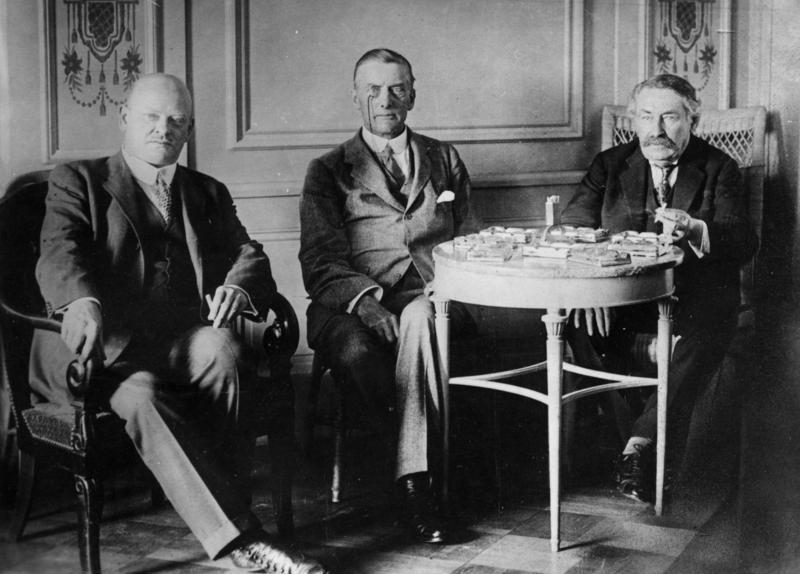
Gustav Stresemann, Austen Chamberlain és Aristide Briand a locarnói tárgyalások alatt

A Dawes-terv elindulásakor Franciaország, mielőtt kiürítette volna a Ruhr-vidéket, nemzetközi garanciákat kért egy lehetséges német támadás veszélye ellen. Herriot és MacDonald tárgyalásain 1924. október 2-án megszületett a Genfi Jegyzőkönyv, amely kiegészítő szankciókat tartalmazott egy támadás esetére. A brit domíniumok azonban meghiúsították ratifikálását, aminek következményeként Franciaország 1925 januárjában megtagadta a Ruhr-vidék I. kiürítési fázisának végrehajtását. Stresemann a békeszerződés megszegésének formális kifogásain átlátva azzal szembesült, hogy a Ruhr-vidék kiürítéséért cserébe Franciaország biztonsági érdekeit nem lehet figyelmen kívül hagyni. Ezért február 9-én Franciaországhoz, majd a többi szövetséges hatalomhoz intézett jegyzékkel felújította Cuno kancellár 1922. december 13-i sikertelen indítványát egy rajnai nemzetközi garanciákat tartalmazó szerződésre vonatkozóan. Ezalatt a Dawes-terv keretében Németország pontosan eleget tett fizetési kötelezettségeinek.
A megindult nemzetközi tárgyalások befejező aktusára 1925. október 16-án került sor a svájci Locarnóban. A locarnói szerződések középpontjában a Franciaország és Belgium keleti határait garantáló egyezmény állt. Ebben Anglia, Franciaország, Belgium, Olaszország és Németország kötelezettséget vállalt ezen határok, illetve a rajnai fegyvermentes övezet sérthetetlenségének megőrzésére. A szerződés kimondta, hogy a felek a határokat véglegesnek tekintik, s nem törekednek erőszakos megváltoztatásukra. Ez azt jelentette, hogy Németország végleg lemondott Elzász-Lotaringiáról Franciaország, és Eupen-Malmedyről Belgium javára. Franciaország viszont végleg törölte a Rajna bal partjára vonatkozó annexiós terveit. A szerződő felek kötelezettséget vállaltak az esetleges nézeteltérések tárgyalásos vagy nemzetközi döntőbíróság útján történő megoldására. A fő egyezményt kétoldalú, választott bírósági szerződésekben is rögzítették. Franciaország szerette volna, ha ugyanilyen erejű szerződések vonatkoznak Németország keleti határaira is, ám Stresemann ebben az esetben ragaszkodott a békés revízió lehetőségéhez, ezért német–lengyel és német–csehszlovák vonatkozásban csak a választott bírósági szerződés jött létre, amelyet később kiegészítettek Franciaországgal kötött kétoldalú kölcsönös segítségnyújtási szerződésekkel. Stresemann tekintetbe vette a Szovjetuniót is, ezért annak bizonyítására, hogy a szerződések nem ellene irányulnak, még szeptember 30-án szovjet–német kereskedelmi egyezményt írtak alá. Stresemann körültekintését bizonyítja, hogy a jobboldalt is igyekezett terveihez megnyerni. Titkos szerződést kötött Franz Seldtével, az Acélsisak, Frontkatonák Szövetsége (Stahlhelm, Bund der Frontsoldaten – röviden: Stahlhelm) vezetőjével, miszerint Locarno elfogadásáért cserébe szorosabb együttműködés jöhet létre a Reichswehr és a Stahlhelm között. Minden kooperatív törekvése ellenére a jobboldal kelléktárából újra előkerültek a nemzeti érdekek elárulásának vádjai, a rágalmak, merénylet előkészítése. A DNVP 1925. október 20-án tiltakozásul kilépett a koalícióból, ami a weimari köztársaság történetének leghosszabb kormányválságát okozta.
Locarno egyik legfontosabb következménye az volt, hogy Németországot 1926. szeptember 8-án felvették a Nemzetek Szövetségébe, amelyben nagyhatalomként a Tanács állandó tagja lett. 1926. december 12-én pedig a szövetségesek határoztak Németország katonai ellenőrzésének megszüntetéséről. A Rajna-vidék kiürítését az angolok 1926 novemberében, a franciák 1930. június 29-én fejezték be, 5 évvel korábban, mint azt a versailles-i békeszerződés előírta.

#### Az uralkodóházak kártalanítási ügye(Fürstenenteignung)

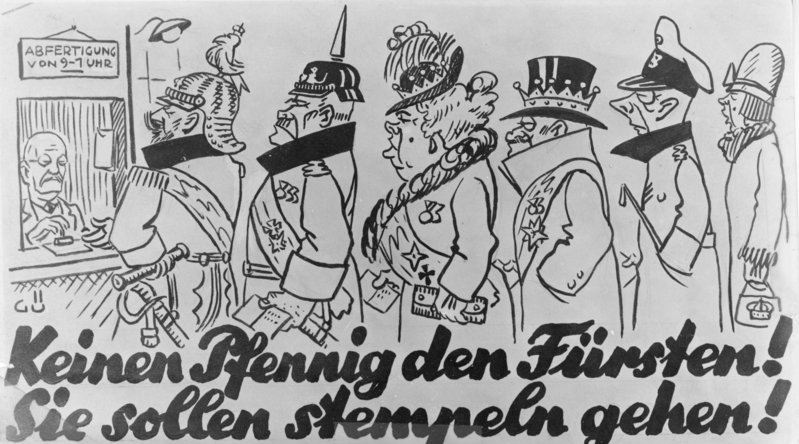
Propagandaplakát a kártalanítás ellen

A weimari köztársaság elmulasztotta a trónjától megfosztott uralkodóházak ingó és ingatlanvagyonának kisajátítását, s ez lehetőséget adott számukra, hogy kártalanítási igényekkel lépjenek fel. A tartományi kormányok több ilyen igényt csendben kielégítettek, de a Hohenzollern-ház mértéktelen követelései általános felháborodást váltottak ki. A Hollandiában élő II. Vilmos 1919 óta 20 millió aranymárka kártérítést kapott, értékes ingóságainak jelentős részét is kivitték Doornba, ráadásul havi 50 ezer márka nyugdíjat folyósítottak számára, miközben a rokkant egykori frontkatonák könyöradományokból éltek. A botrányt az robbantotta ki, hogy II. Vilmos 1925-ben előállt egy 300 ezer hold földet, számos kastélyt és 183 millió aranymárkát magában foglaló követeléssel, holott még 1929-ben is Németország leggazdagabb embereként tartották számon. A dolog élénk politikai üggyé vált, s ekkor a KPD Reichstag-frakciója 1926 januárjában benyújtotta kártérítés nélküli kisajátítást indítványozó törvényjavaslatát. Az indítvány szerint ezeket a javakat a munkanélküliek, hadirokkantak, hadiözvegyek, hadiárvák, kisnyugdíjasok, kisparasztok, kisbérlők és egyéb hátrányt szenvedett rétegek támogatására kellett volna fordítani, a kastélyokat pedig át kellett volna alakítani szociális, jóléti, illetve kulturális és művészeti célra. Az SPD csatlakozott a kezdeményezéshez, s mivel az alkotmány 73. pontja lehetővé tette, hogy egyes törvényjavaslatok támogatásának ügyében kötelezően kiírandó népszavazást kezdeményezzenek, ha megszerzik a szavazásra jogosultak 10%-ának aláírását, megindult az aláírásgyűjtő kampány. Az 1926. március 2–26-ig tartó aláírásgyűjtés során 12,5 millió ember, a választók 31%-a támogatta a közös baloldali törvényjavaslatot. Ez nem csupán a két baloldali párt szavazóit jelentette, hanem a Zentrumét és a konzervatívok jelentős részét is. 1926. június 20-ra kitűzték a népszavazást, amely a demokratikus és a monarchista erők összecsapásaként a társadalom teljes spektrumát megmozgatta. Hindenburg alkotmányos jogait túllépve, nyíltan állást foglalt a kisajátítási javaslat ellen, amit a monarchisták a szavazás bojkottjának kampánya során felhasználtak, Passau püspöke pedig pásztorlevélben ítélte el a kezdeményezést. Nyilvánosságra került, hogy vidéken a Stahlhelm fizikai és az egyház lelki terrorja közepette zajlott a népszavazás, hogy az embereket az urnáktól való távolmaradásra bírják. Végül a népszavazáson a demokraták a szükséges 20 millió szavazat (a szavazásra jogosultak 50%-a) helyett csak 14,5 milliót (36,4%) kaptak. Mivel a részvétel kevesebb volt, mint a szavazásra jogosultak fele, a referendumot érvénytelennek nyilvánították, s így a monarchista erők nyertek, a kártalanítást pedig végrehajtották. Ahol a monarchisták nem tudták megfélemlíteni a lakosságot, a többség a kártalanítás ellen voksolt: Berlinben 63,3%, Hamburgban 58,5%, Lipcsében 52%.

#### Kiegyensúlyozott külpolitika

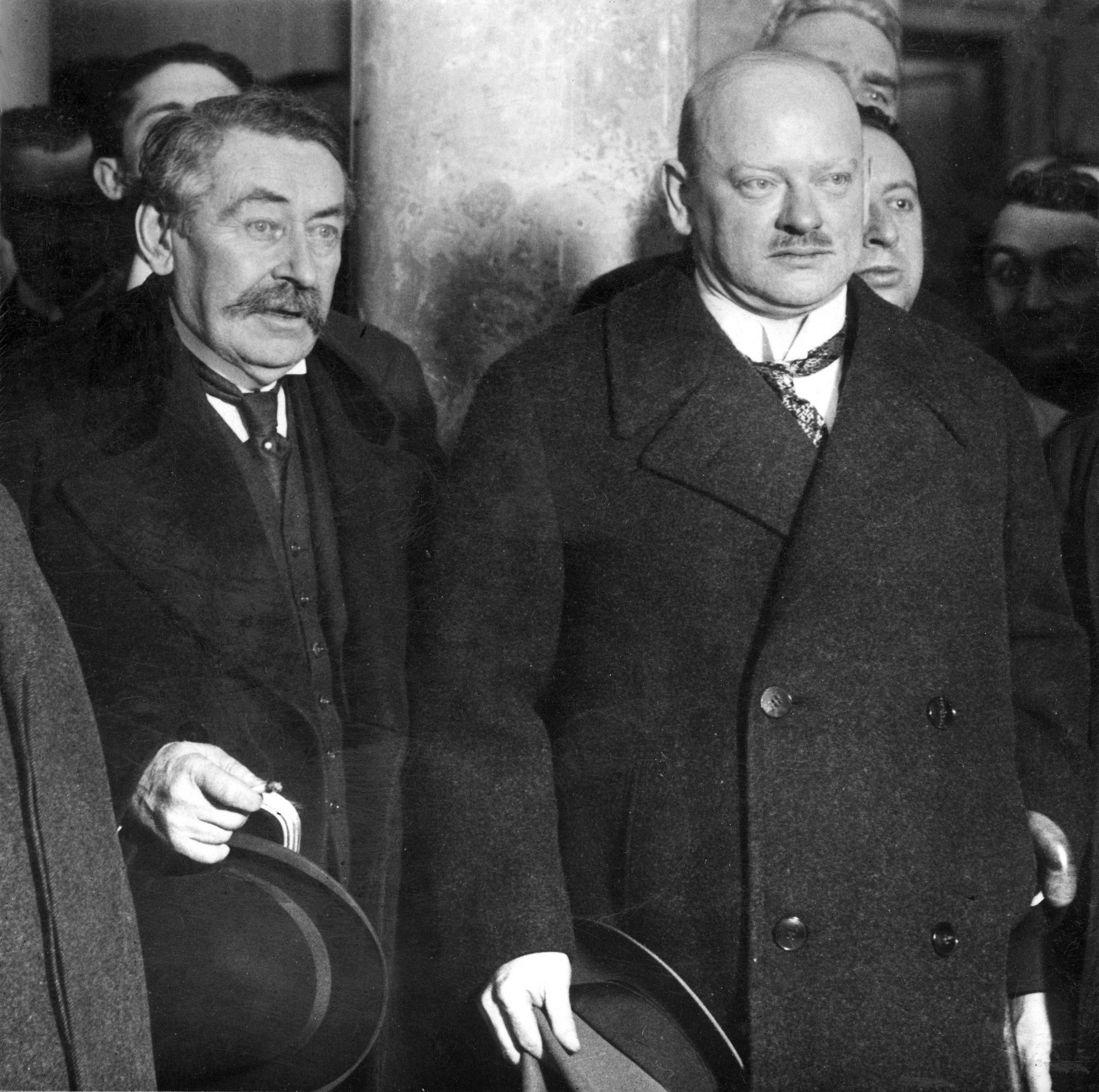
Aristide Briand és Gustav Stresemann

A weimari köztársaság konszolidálódásának egyik legelső jele a külpolitikai stabilitás megteremtése volt. Ebben nagy szerepet játszott Gustav Stresemann személye, aki állandó tagja volt az egymást követő kormányválságok miatt rendszeresen változó koalíciós kabineteknek. Sikeres egyezmények sorozata született diplomáciai tevékenysége során. Locarno egyik első eredményeként 1926. február 1-jén a francia csapatokat kivonták a kölni övezetből. Márciusban Németország felvételét kérte a Nemzetek Szövetségébe, amely első nekifutásra meghiúsult. Az eredeti diplomáciai terv szerint az európai biztonsági egyensúly érdekében a két új belépő, Németország és Szovjetunió automatikusan helyet kapnak volna a Tanácsban. A genfi közgyűlésen azonban Lengyelország, Spanyolország, Brazília és Nagy-Britannia ellenállásán megbicsaklott a terv, a döntést őszre halasztották. Különösen a lengyel diplomáciát aggasztotta a locarnói szerződések országukat érintő tartalma, mivel azt a német területi követelések eszközének tekintették, s ezért keleti-Locarnót követeltek. Stresemann békés keleti határrevíziós doktrínája indokolta is ezt az aggodalmat. Beleillett ebbe a törekvésbe az 1926. április 24-én megkötött német–szovjet barátsági szerződés, mely a rapallói szerződés ötéves meghosszabbításával a Szovjetunió megnyugtatását szolgálta. Garantálta a kölcsönös semlegességet egy harmadik országgal szembeni konfliktus esetén, ennek Lengyelország-ellenes éle azonban nem tagadható, mivel egy esetleges szovjet–lengyel konfliktus során a semlegesség garantálása a Lengyelországgal szövetséges francia csapatok átvonulásának meggátlását jelentette volna. Ez a diplomáciai folyamat hozzájárult egy lengyelországi belpolitikai lavina elindításához, melynek keretében Józef Piłsudski tábornok puccsot hajtott végre. Németországot végül 1926. szeptember 10-én felvették a Népszövetségbe, s egyúttal helyet kapott annak Tanácsában is.

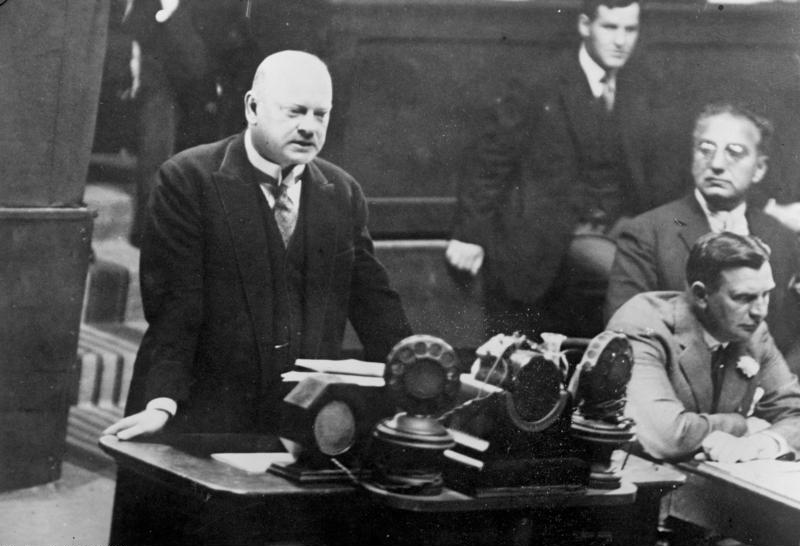
Stresemann a Népszövetség Közgyűlésén beszél (1926. szeptember 10.)

Stresemann a német kisebbségekkel kapcsolatban óvatos külpolitikát folytatott. Inkább informális kapcsolatokat ápolt, s a keleti és délkelet-európai német kisebbségeket pénzügyileg támogatta. Ezek a támogatások főleg bankok közvetítésével folyósított, kedvezményes kamatozású kölcsönök formájában realizálódtak, elsősorban paraszti társadalmi helyzetű németek részére abból a célból, hogy földtulajdonuk elvesztését megakadályozzák illetve a parasztgazdaságok versenyképességét megőrizzék. Magyarországi vonatkozásban figyelemre méltó, hogy a magyar határrevíziós politika mennyire óvatossá tette a német diplomáciát: „Magyarországgal összekötnek bennünket a közösen végigharcolt világháborús emlékek és az alávetettek közös sorsa. Kapcsolatunk annyira jó, hogy lehetővé teszi számunkra – még ha óvatos formában is – a németek kérdésének, a kulturális önállóságában újjáébredő magyarországi kisebbség problémáinak megvitatását a magyar kormánnyal. Mindazonáltal elkerülendő a túlságosan szoros együttműködés Magyarországgal, mivel a Csehszlovákiához, Romániához, Jugoszláviához és Ausztriához került területek visszaszerzésének magyar kívánsága ballasztként terhelne meg bennünket.”
A német külpolitika a fentieken túl az alábbi kérdéskörökre összpontosított: a leszerelés ügye; a Rajna-vidék kiürítése; a jóvátételek újraszabályozása. Stresemann úgy vált a leszerelés élharcosává, hogy a szükségből erényt kovácsolt. Mivel Németország már egyébként is minimálisra csökkentette haderejét, ez saját biztonsági igényeinek hangsúlyozásával megfelelő alapot teremtett ahhoz, hogy a Népszövetség alapokmányának 8. cikkére való hivatkozva elvárja a lehető legkisebb szintre történő általános fegyverzetcsökkentést. Stresemann külpolitikáját egy alapvető kettősség jellemezte: a biztonsági követelést összekötötte a határrevízió szándékával. Miközben a béke, biztonság és leszerelés élharcosaként tényleges eredményeket ért el, melyet még Nobel-békedíjjal is jutalmaztak, a német nagyhatalmi politika iránti illúziói, rejtett törekvései mindig fölsejlettek egy-egy sajtónyilatkozatában. Ez fellelhető volt a Ruhr-vidék francia megszállásával, a német gyarmatok népszövetségi ellenőrzésével, az Anschluss-tilalom elleni burkolt tiltakozással kapcsolatosan. E nagyhatalmi illúzió a legkritikusabb mértéket a népszövetségi felvételt követően, a békeszerződés német háborús felelősséget megállapító részének megkérdőjelezésében érte el, melyet Poincaré a leghatározottabban visszautasított.

#### A Reichswehr és a militarizmus

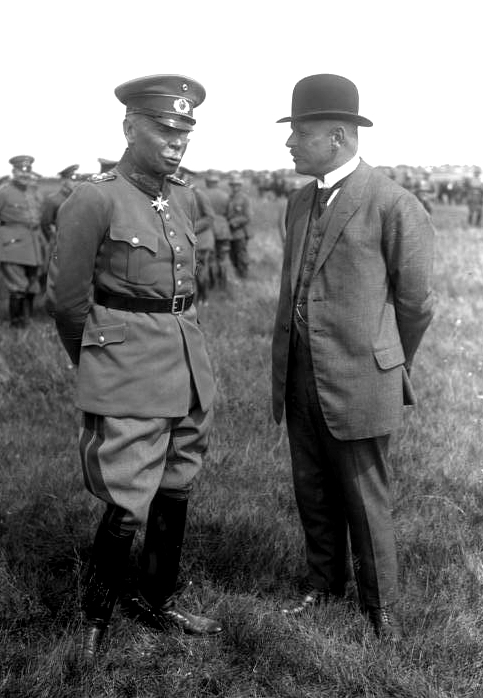
Hans von Seeckt és Otto Gessler (1925)

1926. október 5-én Hindenburg váratlanul elmozdította a hadsereg éléről Seeckt tábornokot. Az ürügyet és a formális indokot az szolgáltatta, hogy Seeckt önhatalmúlag, Gessler hadügyminiszter tájékoztatása nélkül engedélyezte Wilhelm hercegnek, hogy katonai szolgálatot teljesítsen és részt vegyen egy hadgyakorlaton. Ebből a demokratikus sajtó botrányt csinált, amely alkalmat nyújtott Hindenburg számára az elmozdításához. Hindenburg látszatlépése, hogy gesztust tegyen a köztársaság számára a köztudottan monarchista Seeckt leváltásával, éles ellentétben állt a valósággal. Seeckt monarchista érzelmeinek egyik legfontosabb hadsereg-politikai kifejeződése volt, hogy a hadsereg tisztikarának a békeszerződés előírásainak megfelelő, kényszerű csökkentésekor a „polgári” származásúakat bocsátotta el, ennek következtében a köztársasági hadsereg tisztikarában a nemesi származásúak aránya az 1913-as 24%-ról 48%-ra emelkedett. A valódi ok az volt, hogy Seeckt túlzott önállósággal és hatalommal rendelkezett, személyében a Reichswehr – „mint állam az államban”, – a bel- és külpolitikát jelentősen befolyásolta. Katonaként Hindenburg feltétlen és teljes engedelmességet követelt, amit Seeckt nem tudott elfogadni, így elkerülhetetlen volt az összeütközés közöttük. A másik ok a Dawes-terv nyomán fellépő nyugati orientáció térnyerése volt, így Seeckt doktrínája a Reichswehr és a szovjet Vörös Hadsereg együttműködéséről ellentétbe került ezzel. Hindenburg a hadsereg vezetését feltétlen hívére, Wilhelm Heye tábornokra bízta. Hindenburg a hatalomkoncentráció ezen lépésével az amúgy is kiterjedt jogkörrel, „pótcsászárként” funkcionáló köztársasági elnöki pozícióját tovább erősítette. Amikor Gessler hadügyminiszter beleegyezett Seeckt elmozdításába, korántsem gondolhatta, hogy csupán 15 hónap múlva rá is ugyanez a sors vár.

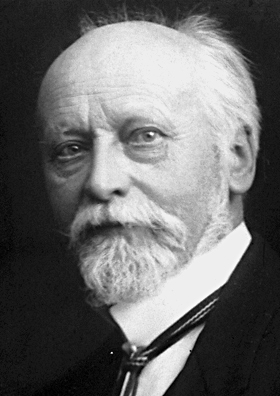
Ludwig Quidde

A Reichswehr körüli viharok azonban nem ültek el. Az angol Manchester Guardian 1926. december 3-i számában adatokkal alátámasztott leleplező cikket közölt a hadsereg titkos fegyverkezéséről. December 9-én Scheidemann, a Reichstag SPD frakciójának elnöke éles hangon felszólalt a locarnói politika hitelességének védelmében, és bírálta a titkos fegyverkezést. Scheidemann törekvése az volt, hogy Marx kormányát SPD részvételű nagykoalícióval váltsa fel, amely Seeckt elmozdítása után végre kormányellenőrzés alá helyezné a Reichswehrt, s beszüntetné a sikeres külpolitikát fenyegető militarizmust. Ebben számíthatott a polgári pacifisták és liberális demokraták támogatására is. D. W. Foerster cikke például felhívta a figyelmet, hogy miközben a Reichswehr azt állítja, hogy létszáma soha nem lépte túl az előírt 100 ezer főt, „a valóságban – írta – a hadsereg mellett közel egymillió ember kap rendszeres katonai kiképzést, s ezek szükség esetén azonnal hadra foghatók; továbbá titkos fegyverraktárakban a Reichswehr készletéhez hasonló mennyiségű fegyvert tartanak.”A tiltott harci repülőgépek és nehézfegyverek gyártására is megtörténtek a titkos előkészületek, a Junkers és a Wanderer művek bármikor képes volt a sorozatgyártás elkezdésére. A tisztek, altisztek és hivatásos állományba tartozók aránya is irreálisan magas volt egy „állítólag” százezer fős hadsereghez képest. Heinz Pol tényekkel bizonyította, hogy az egyetemek hallgatói illegális katonai kiképzést kapnak, melynek anyagi fedezetét a Német Akarat (Deutscher Wille) nevű titkos szervezet biztosítja. A Német Béketársaság elnöke, a tevékenységéért 1927-ben Nobel-békedíjjal kitüntetett Ludwig Quidde történész cikke is nagy visszhangot keltett. Érvei szerint a titkos fegyverkezés külföldön óriási károkat okoz Németországnak, a belpolitikában a szélsőjobboldalt erősíti, a német nép tudatában torzulást okoz, mivel azt a veszélyes illúziót hinti el, hogy katonai eszközökkel reális lehetőség a versailles-i békeszerződés revíziója. A militarizmus egyik riasztó kifejeződése volt az is, hogy a nyugdíjakra kifizetett évi 1,2 milliárd márkából 1,13 milliárdot kaptak egykori tábornokok és tisztek, s mindössze 67 milliót polgári személyek.
A Reichswehrrel és a militarizmussal kapcsolatban a polgári pártok mérvadó politikusai között az a nézet uralkodott, hogy a titkos fegyverkezés hallgatólagos támogatása hazafias kötelesség, nyílt kiteregetése a nemzeti érdekek ellen elkövetett súlyos vétség, így a Zentrum, a DDP, a DVP vagy a jobboldali DNVP között alig volt valami különbség e tekintetben. A Reichswehr kérdését ennek megfelelően pártérdekeken felül álló nemzeti ügyként kezelték.

#### Gazdasági fellendülés

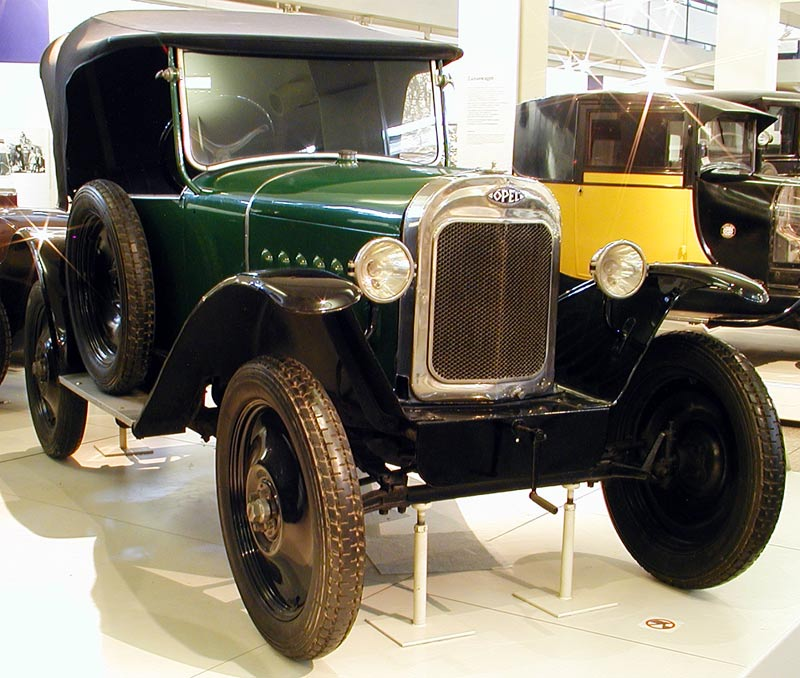
Az 1924–31 között gyártott Opel „Laubfrosch” (levelibéka)

A Dawes-terv következményeként óriási tőkemennyiség áramlott be a weimari köztársaságba, ahol az ún. „aranyeső” éveiben rendkívüli mértékű gazdasági fellendülés kezdődött. 1924 és 1930 között Németország csak az Egyesült Államoktól közel 1,5 milliárd dollár hitelt kapott, mely az összes külföldi kölcsön kétharmadát tette ki. Az amerikai tőkecsoportok által történt német cégek felvásárlásai vagy stratégiai arányú tőkerészük megszerzései, szintén erőteljesen hozzájárultak a pénzbeáramlás növekedéséhez. A General Motors 1925-ben megvásárolta az Opel autógyárat, hogy betörjön az európai piacra, a Du Pont és a Standard Oil az IG Farbennel (Interessen-Gemeinschaft Farbenindustrie AG) és a Scheringgel hozott létre vegyes vállalatokat, a General Electric az AEG-gel működött együtt. A Deutsche Bankban is erősen érvényesült az amerikai pénzügyi befolyás. Charles G. Dawes, Owen D. Young, Benjamin Strong és Seymour Parker Gilbert, – amerikai pénzügyi szakemberek, – különleges befolyást élveztek a német gazdasági életben. Míg a gazdasági növekedés üteme 1870–1923 között átlagosan évi 2,8%-os volt, addig 1925–1929 között már 3,1%-ra emelkedett. 1928-ra Németország ipara újra a második helyet töltötte be a világ legnagyobb ipari termelő országainak toplistáján. Kimagasló eredmények születtek az elektromos gépek, finommechanikai termékek és a vegyipari áruk exportjában. 1926-ban az elektromos gépek, finommechanikai termékek világtermelésének 25,8%-át, a festék és vegyipari termékek gyártásának 23%-át adta. Ez egyrészt abból származott, hogy jelentősen megnövekedett a munkások és alkalmazottak száma, különösen a nők körében, másrészt a fejlesztés, gépesítés következtében a termelékenység az 1913. évhez viszonyítva 1929-re 24%-kal emelkedett. A termelékenység növekedési üteme megelőzte az Egyesült Államokét és Svédországét. „Németországban azért volt magasabb a növekedés, mert az állam komolyan támogatta a racionalizálást. A német kormány kutatásokat kezdeményezett és folytatott az ipari irányítási és munkaszervezési módszerek témakörében, így a vállalatoknak nem kellett ilyen célokra áldozniuk.” Az ipar koncentrációja is fokozódott, 1926-ra az 1907. évhez viszonyítva 2,5-szer annyi munkás dolgozott 500 főt meghaladó nagyüzemekben. Rohamosan terjedtek a monopolista tőkés szervezeti formák (konszernek, trösztök, kartellek), melyek 1927-re a belföldi ipar 65%-át tartották kezükben. A vegyiparban az IG Farben a gyártás 96%-át, az acéliparban az Egyesült Acélművek Rt. a 95%-át ellenőrizte, míg a szénbányászatban 93%-os az elektronikai iparban 87%-os volt a termelés monopolizáltsága.
A munkanélküliség viszonylag magas szintje végigkísérte a weimari köztársaság egész történetét. Az 1923–1924-ben megvalósult pénzügyi stabilizáció következtében csődhullám alakult ki, a munkanélküliség aránya majdnem 30%-ra ugrott, a tőkebeáramlást követő gépesítési, modernizálási hullám következtében pedig 1926-ra kétmillió fölött érte el a csúcsot (technológiai munkanélküliség), de 1927-től sem esett a 7–8% alá.
Az ipar gyors fejlődését azonban nem követte a mezőgazdaságé. Bár voltak törekvések a junker nagybirtokok modernizálására, többek között 57 ezer új parasztgazdaságot hoztak létre, a mezőgazdaság szerkezeti problémáit nem sikerült felszámolni, termelési módszereik elavultak, így a világpiaci versenyben lemaradtak. A mezőgazdaság eladósodottsága nagy méreteket öltött, sok birtokos ment tönkre. Ennek következtében megnőtt körükben, különösen a keleti országrészben, a nemzetiszocializmus támogatottsága.
A gazdasági növekedés és fejlődés következtében a munkavállalói rétegek bérei, életkörülményei is jelentősen javultak. 1928-ra a reálbérek elérték az 1913-as szintet, azaz négy prosperáló év alatt másfél-kétszeresükre emelkedtek. Ekkorra a munkások átlagos havi bére ágazattól és képzettségtől függően 152–204 márka között mozgott – de a Ford Művek például 60–70 márkás hetibért fizetett –, míg egy kétszobás összkomfortos lakás átlagos havi bérleti díja 26 márka, 1 kg kenyér 0,38 márka, 1 kg hús 2,17 márka, 1 kg vaj 3,98 márka, 1 kg burgonya 0,16 márka, 1 tojás 0,14 márka volt. Mindezek mellett az 1927-es legalacsonyabb munkanélküliségi szint is 700 ezer embert jelentett. A mezőgazdasági dolgozók bére jelentősen elmaradt az iparban foglalkoztatottakétól.
A szociálpolitikában is figyelemre méltó eredmények születtek, melyek kivívásában a szakszervezeteknek oroszlánrészük volt. Az Általános Német Szakszervezeti Szövetség (ADGB) taglétszáma 4 millió, a Keresztény Szakszervezeteké 644 ezer, a szabadelvű Hirsch-Duncker szakszervezet 163 ezer, míg a kommunista Szakszervezeti Ellenzék 73 ezer főt számlált. A szakszervezeti jogok közül a legjelentősebb a kollektív szerződések és a bérmegállapodások megkötésének joga volt. Ez alapvető nóvum az első világháború előtti munkajogi viszonyokhoz képest. További fontos vívmány volt „[…] az 1927. július 7-én elfogadott törvény »A munkaközvetítésről és a munkanélküli segélyről«, amely kimondta: a munkanélküliség által sújtott dolgozók 26 héten át – kivételesen rossz helyzetben 36 héten keresztül – munkanélküli segélyben részesülnek. Ennek összege heti 10 márka bér esetén 6 márkát, 24–48 márkánál 10,80–17,85 márkát, 60 márka felett 22,05 márkát tesz ki.” 1925–1930 között a költségvetés 6,6%-át fordították lakásépítési programok finanszírozására, ami felülmúlta a (hivatalosan elismert) katonai költségvetés kiadásait. Ebben az időszakban évente több mint 200 ezer lakást építettek, főleg korszerű, összkomfortos lakótelepek (Gemeindebauten) formájában. Oktatási célra és társadalombiztosításra is sokkal több pénzt fordítottak, mint az első világháború előtt.
A korszak egyik legjelentősebb szociáldemokrata közgazdasági teoretikusa, Rudolf Hilferding a dinamikus gazdasági fellendülés nyomán alkotta meg „szervezett kapitalizmus” elméletét 1927-ben. Ebben felhőtlen optimizmussal úgy értékelte, hogy a kapitalizmus szabad versenyes, anarchikus korszakát felváltotta a kései kapitalizmus korszaka, amely az állami szabályozás révén kiküszöböli a válságokat és lehetségessé válik a szocializmusba való békés belenövés a politikai demokrácia gazdasági demokráciává való fokozatos átalakítása útján.

#### A belpolitikai élet felélénkülése

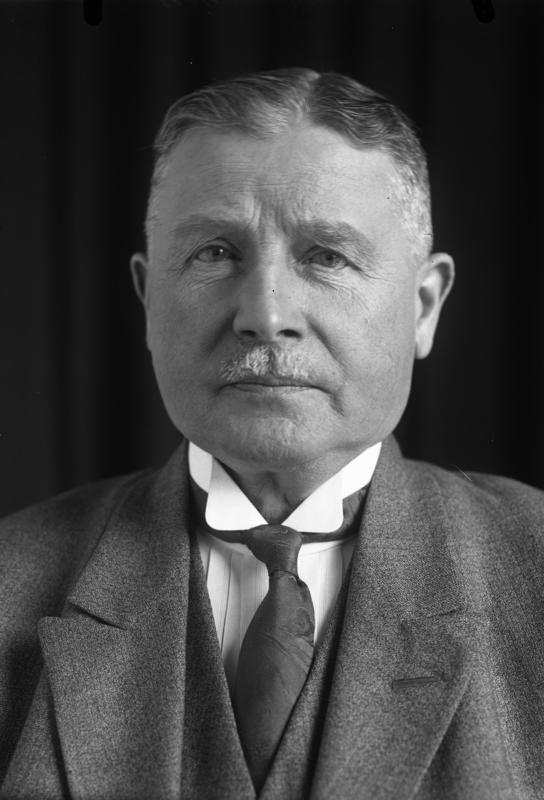
Wilhelm Groener (1928)

A Reichswehr vezetői nem akartak belenyugodni, hogy a hadügyminiszteri tisztséget egy a tábornoki karon kívüli „civil” személy töltse be, ezért minden alkalmat megragadtak, hogy gyengítsék Gessler pozícióját. 1928 januárjában megvádolták, hogy nem szabályszerűen használta fel a költségvetési keretet, s titokban betársult a Phöbus filmvállalatba. Hindenburg felmentette a támogatottságát elvesztő, párton kívüli Gesslert, helyére Wilhelm Groener volt tábornokot nevezte ki hadügyminiszterré. Ezzel egy időben Kurt von Schleicher ezredes a Reichswehr-minisztérium politikai osztályának vezetőjévé lépett elő. Karrierje gyors emelkedésnek indult. Feladatai közé tartozott Hindenburg elnök tájékoztatása a katonapolitikai kérdésekről, a miniszteri előterjesztések kidolgozása, a belpolitikai fejlődés tanulmányozása. Hamarosan tábornokká léptették elő, s kezében rövid időn belül akkora hatalom összpontosult, hogy a belpolitika legfontosabb területeire döntő befolyással bírt.
1928. március végén oktatáspolitikai kérdések miatt áthidalhatatlan konfliktus alakult ki a Centrumpárt és a DNVP között, mely a koalíciós kormány bukásához vezetett. A katolikus hátterű Centrum ellenezte az egységes népiskolai oktatás törvénytervezetét, mert annak realizálásától a katolikus egyház befolyásának erőteljes gyengülését várta, míg ezzel szemben a DNVP érdekei az evangélikus egyház szerepének erősítését kívánták. Az SPD és a DDP is az egységes iskolatípus mellett foglalt állást, minek következtében a kormány a bizalmi szavazáson alulmaradt. Hindenburg feloszlatta a Reichstagot és május 20-ra új választások kiírását rendelte el.

#### Az 1928-as Reichstag választások
A választások a baloldal jelentős erősödését és a jobboldal gyengülését eredményezték. A szociáldemokraták 26%-ról 29,8%-ra növelték szavazatarányukat, így a 491 fős Reichstagban 153 helyet szereztek meg. A kommunisták 8,9%-ról 10,6%-ra javították választási szereplésüket. A választás legnagyobb vesztese a DNVP volt, mely 6,2%-kal ért el gyengébb eredményt, de a Centrum, a DVP a DDP és az NSDAP is kevesebb támogatást kapott, mint a négy évvel korábbi választásokon. Hindenburg az alkotmány értelmében a legnagyobb parlamenti frakcióval rendelkező szociáldemokrata pártot bízta meg kormányalakítással. A pártvezetés Hermann Müllert választotta kancellárnak, aki már korábban betöltötte a kormányfői posztot, s Hindenburg bizalmát is bírta. Az új kormány nagykoalícióként alakult meg, az SPD mellett a Centrumpárt, a DVP, a DDP és BVP képviselői is részt vettek benne.

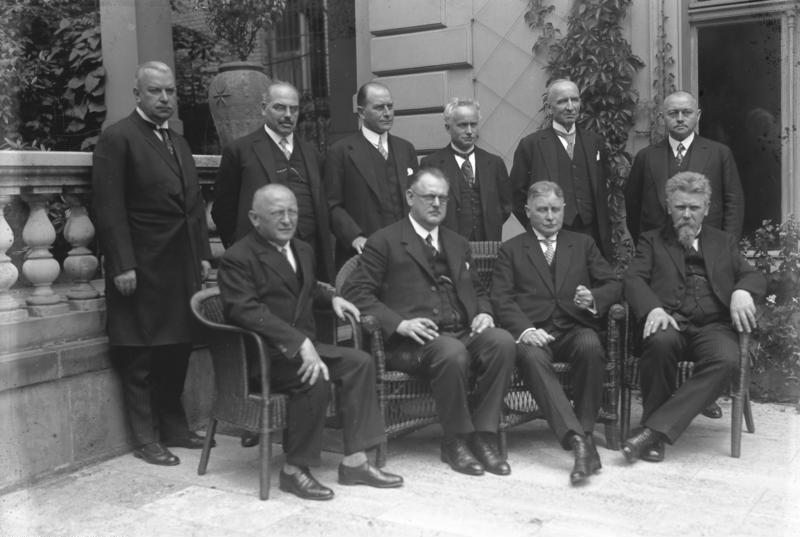
A második Müller kormány. (állnak [balról jobbra]: Hermann R. Dietrich, Rudolf Hilferding, Julius Curtius, Carl Severing, Theodor von Guérard, Georg Schätzel, ülnek: Erich Koch-Weser, Hermann Müller, Wilhelm Groener, Rudolf Wissell)

| párt    | eredmény | +/– (1924) | képviselő |
| ------- | -------- | ---------- | --------- |
| SPD     | 29,8%    | +3,8%      | 153       |
| DNVP    | 14,3%    | –6,2%      | 73        |
| Centrum | 12,1%    | –1,5%      | 61        |
| KPD     | 10,6%    | +1,7%      | 54        |
| DVP     | 8,7%     | –1,7%      | 45        |
| DDP     | 4,8%     | –1,5%      | 25        |
| WP      | 4,5%     | +2,2%      | 23        |
| NSDAP   | 2,6%     | –0,4%      | 12        |

#### Válságjelek
A két legnagyobb szavazóbázissal rendelkező polgári párt vezetésében, a DNVP-ben és a Centrumpártban 1928 őszén jobbratolódás következett be. A DNVP addigi elnöke, a köztársasággal alapvetően lojális Cuno Westarp helyébe Alfred Hugenberget választották meg, aki a Ruhr-vidéki nehézipari nagytőke egyik legbefolyásosabb képviselője volt. Hugenberg politikai hovatartozása a polgári szélsőjobboldalnak a nácikkal közvetlenül határos irányzatához sorolható, – ugyanúgy gyűlölte a köztársaságot, annak demokratikus intézményeit, mint a nácik, – azzal a lényeges különbséggel, hogy az ő eszménye a Hohenzollern-dinasztia uralmának restaurálása volt. Megválasztásával a köztársaság nyílt ellenfelei kerültek vezető pozícióba a DNVP-ben, s még Wilhelm Marx, volt kancellár is azt nyilatkozta róla, hogy: „Hugenberg megválasztása Németország belső nyugalmának súlyos fenyegetését jelenti.”
A katolikus Centrumpártban is megerősödött a jobbszárny. A lemondott Wilhelm Marx pártelnöki posztját a párt klerikális jobbszárnyát képviselő Ludwig Kaas prelátus, míg a parlamenti frakció vezetését a konzervatív-monarchista Heinrich Brüning vette át, de Franz von Papen politikai befolyásának növekedése is jelezte a jobbratolódást. A Centrumpárt a weimari köztársaság egyik legfőbb támaszaként 1919. február óta minden kormánynak tagja volt, ezért veszélyes tendenciát jelentett az esetleges lehetőség, hogy a párt összefog az antidemokratikus politikai erőkkel.

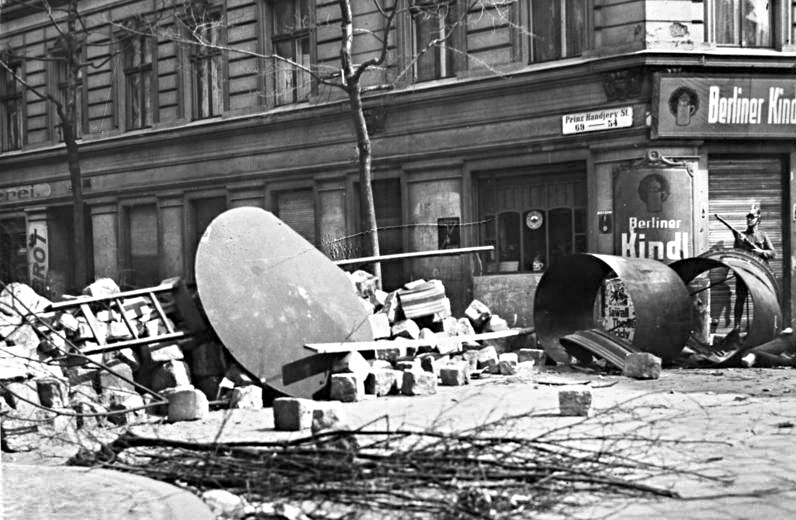
Utcai barikád Berlin Neukölln kerületében 1929. május elején, az összecsapások után

A baloldalon a szociáldemokraták és a kommunisták között kibékíthetetlen harc folyt, a jobboldali veszélyt mindkét pártban lekicsinyelték. A több mint egymillió párttaggal, s ötmillió szakszervezeti tagot számláló hátországgal rendelkező SPD olyan feltételhez kötötte a munkásegység gondolatát, hogy a KPD adja fel önállóságát, s fogadja el az SPD vezető szerepét. Az SPD vezetés bizalmatlansága érthető volt, mivel a KPD-t a Komintern irányította Moszkvából, de egymás elutasítása kölcsönös volt. A Komintern baloldali egységfront programját ellentmondásosság jellemezte, mert miközben kinyilvánította a baloldali összefogás szükségességét – közvetlenül a tömegek körében végzett propaganda és agitáció útján –, az 1928 nyarán megrendezett VI. kongresszusa éles harcot hirdetett a baloldali szociáldemokraták ellen is. Az akcióegység helyett a gyakorlatban a baloldali erők egymás elleni harca realizálódott. Ez összezavarta és elidegenítette a baloldali értelmiségieket és a tömegbázis jelentős részét, mely előkészítette a talajt a szélsőjobboldali térnyerés számára. Beszédes példa erre, hogy a berlini szociáldemokrata rendőrelnök, Karl Zörgiebel betiltotta a szabadtéri rendezvényeket, felvonulásokat 1929. május elsején, ennek következtében véres összecsapások történtek Berlinben a kommunista munkások és a rohamrendőrség között. A tüntetők 33 halottat veszítettek, több mint száz sebesült, 1200 fő letartóztatása, a Vörös Frontharcos Szövetség, a Rote Jungfront és a Rote Marine szervezetek betiltása is a súlyos következmények között volt, miközben a jobboldali Stahlhelm, a Wehrwolf és a nemzetiszocialisták félkatonai szervezetei érintetlenek maradtak.

#### A Young-terv

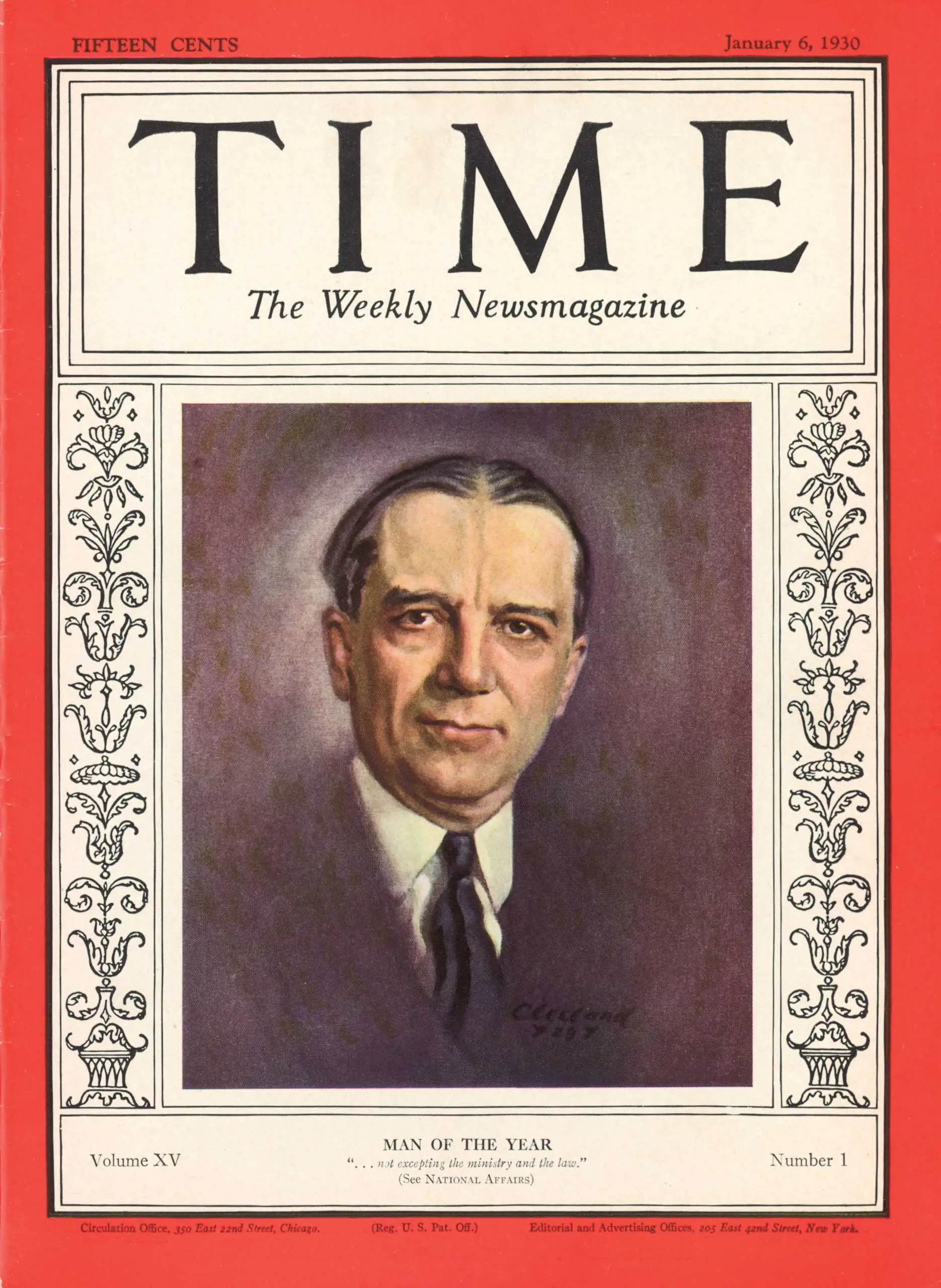
Owen D. Young „Az év embere” [1929] a TIME magazin címlapján

A Dawes-terv legnagyobb hiányosságai közé tartozott, hogy nem határozta meg a jóvátétel pontos összegét és a teljesítés időtartamát. Egy szakértői bizottság Owen D. Young vezetésével kidolgozott egy új tervet, mely a jóvátétel időtartamát 59 évben határozta meg, értékét pedig 37 éven át (1929-től 1966-ig) 1,7–2,4 milliárd aranymárka összegben, míg 1966-tól 1988-ig átlagosan 1,7 milliárd aranymárkában állapította meg, továbbá megszüntette Németország külföldi ellenőrzését, feloszlatta a jóvátételi bizottságot. Mindezeken túl a német ipart mentesítette a jóvátételi terhektől, s dekonjunktúra esetére a fizetések felfüggesztését is kilátásba helyezte. A tárgyalásokon a német delegációt Hjalmar Schacht, a Birodalmi Bank elnöke vezette, aki hatáskörét messze túllépve olyan feltételeket támasztott – azaz Németország kapja vissza gyarmatait és a keleti, elcsatolt agrárterületeket –, melyek gyakorlatilag a versailles-i békeszerződés revízióját jelentették volna, s ez elfogadhatatlan volt a nyugati szövetségesek részére. A helyzet a tárgyalások megszakadásával fenyegetett, a nemzetközi pénzvilág pedig a hírek hallatára azonnal kivont egymilliárd márkát a német piacról. Végül – az akkor már súlyos beteg – Stresemann és a német kormány kötelezte a delegációt az aláírásra, mely június 7-én megtörtént. A terv ratifikálásának megakadályozására Hugenberg, Hitler, Franz Seldte (a Stahlhelm vezetője) és Heinrich Class (az Alldeutscher Verband vezetője) blokkot alakítottak, majd népszavazást kezdeményeztek. A kampány bővelkedett a legdurvább eszközökben, nem riadt vissza a rágalmazástól, „hazaárulózás”-tól, s a nacionalista szenvedélyek felszítására törekedett, ám ekkor még a nagy tömegek körében nem talált visszhangra. Az október 16–23. között lezajlott aláírásgyűjtés eredménye mindössze 4,3 millió támogató kézjegy volt, amely elegendő volt a népszavazás kiírására, ám előrevetítette a kezdeményezés kudarcát. A december 22-én megtartott népszavazáson csupán 5,8 millió fő, a választók 13,3%-a szavazott a Young-terv ellen, melyet így a Reichstag 1930 januárjában ratifikált. Az eseményekből viszont Hitler politikai tőkét kovácsolt, mert rá és pártjára terelődött a figyelem, s ismertsége jelentősen növekedett. Az NSDAP taglétszáma 1929 nyara és 1930 márciusa között 120 ezerről 210 ezerre nőtt, az 1929. október végi tartományi választásokon sikereket ért el Baden, Lübeck, Szászország, Poroszország, Braunschweig és Türingia tartományokban, utóbbiban 11%-os választási eredmény mellett, első náci miniszterként Wilhelm Frick a tartományi kormány tagja lett. A Young-terv 1930. május 17-én lépett életbe, de az 1929-ben kezdődött nagy gazdasági világválság következtében 1931 júniusában Herbert Hoover elnök moratóriuma felfüggesztette a terv megvalósítását.

#### A gazdasági világválság közvetlen hatásai
1929. október 24-én a New York-i tőzsdeösszeomlással kezdődött a nagy gazdasági világválság. Az amerikaihoz ezer szállal kapcsolódó német gazdaságban azonnal jelentkeztek a következmények, melyek közül társadalmi tekintetben a munkanélküliség gyors növekedésnek indulása bizonyult a legpusztítóbbnak. Nagyrészt a munkanélküli ellátás miatt az év végére mintegy 300 millió márkás költségvetési hiány alakult ki, melyet Hilferding pénzügyminiszter a sör-, a dohány-, a forgalmi adó, illetve a munkanélküli-segélyalap hozzájárulás 0,5%-os emelésével szándékozott fedezni. A nagytőke hatékony érdekérvényesítése azonban abban is megmutatkozott, hogy Schacht jegybankelnök megtagadta a kifizetéseket a kormánynak, s ezzel elérte Hilferding lemondatását. Helyét Paul Moldenhauer (DVP), a gazdasági tárca vezetője, az IG-Farben felügyelőbizottságának tagja foglalta el, aki azonban a munkanélküli-segélyalap hozzájárulás emelésére szintén rákényszerült. Az 1930-as költségvetési év tervezése során a hiányt egyrészt a fogyasztási adók emeléséből fedezték, másrészt a munkanélküliség drámai mértékű további növekedése miatt a munkanélküli-segélyalap feltöltésére egy olyan terv született, mely szerint a kormány előre meghatározott összeget fizetett volna a biztosítónak, s ha ez nem lett volna elég, a munkavállalók és munkaadók hozzájárulását 0,25%-kal növelték volna. Ezt azonban a munkaügyi miniszter, továbbá a szociáldemokrata Reichstag-frakció 37%-át kitevő szakszervezeti funkcionáriusok elutasították. Ebben a helyzetben Müller kancellár 1930. március 27-én a lemondást választotta. A második Müller-kabinet távozását a témával foglalkozó történészek jelentős része korszakhatárnak tekinti, mellyel „lezárult az alkotmányos köztársaság története, és kezdetét vette a diktatúra számos elemét magában rejtő látszatdemokrácia időszaka.”

### A weimari köztársaság válsága

#### Az első Brüning-kormány

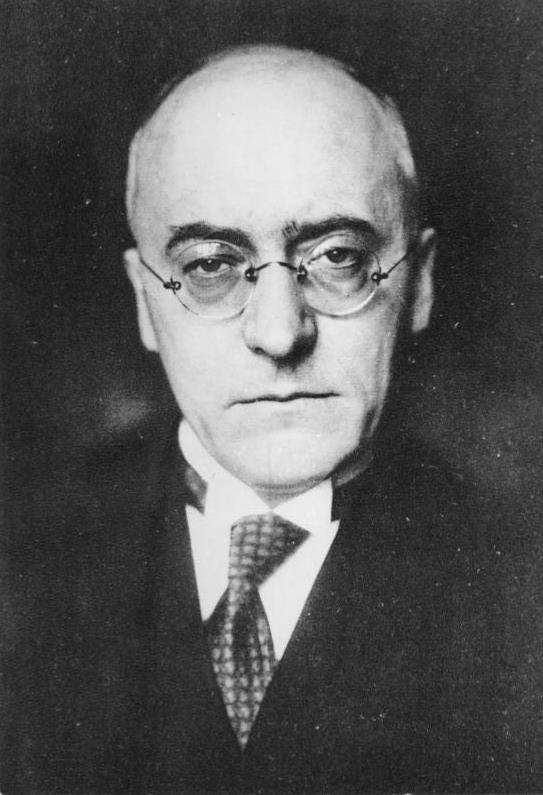
Heinrich Brüning (1930)

1930. március 30-án Hindenburg elnök Heinrich Brüning közgazdászt, a Centrumpárt jobbszárnyának képviselőjét nevezte ki a következő kormány vezetésére. A kancellár kiválasztásában az agg birodalmi elnök bizalmába férkőzött Kurt von Schleicher tábornok befolyása érvényesült, akinek stratégiai célja a szociáldemokráciának a hatalomból történő végleges kiszorítása, s a Reichswehr politikai súlyának további növelése volt. Brüning kormánya – elsőként a weimari köztársaság történetében, – lényegében független volt a pártok parlamenti erőviszonyaitól, a birodalmi elnök személyes bizalmán nyugodott, s már megalakulásakor azt az ígéretet kapta Hindenburgtól, hogy szükség esetén az alkotmány 48. paragrafusára támaszkodva, elnöki szükségrendeletekkel érvényesíti a kormány törvényjavaslatait. Brüning bemutatkozó beszédében fenyegető utalás hangzott el a Reichstag esetleges feloszlatására és új választások kiírására: „Ez az utolsó kísérlet arra, hogy a megoldást ez a parlament vihesse végbe.” Gazdasági programját a fizetőképesség megőrzése, széles körű takarékossági intézkedések, adócsökkentés a tőkés vállalkozók részére, a keleti területek agrárgazdaságainak nyújtott támogatás jellemezte, amely előrevetítette, hogy a válságot a dolgozó osztályok rovására, illetve a nagytőkések és nagybirtokosok érdekeinek védelmében kívánja megoldani.
Áprilisban a Reichstag még 4 szavazat többséggel elfogadta a kormány törvényjavaslatait, új adótörvényeket, agrárprogramot, a forgalmi adó, a sör, az ásványvíz árának és néhány vámtétel emelését, de június 23-án az SPD már egy követeléscsomagot terjesztett elő. Ez tartalmazta a katonai kiadások és külszolgálati szervek költségvetésének csökkentését, a 8 órás munkaidő szigorú betartását, a túlórázás általános beszüntetését, a magas jövedelmek 10%-os adóját, a magas nyugdíjak csökkentését, a lakásépítkezések támogatását, közületi kiadások finanszírozását. Július 16-án Brüning újabb takarékossági csomagot terjesztett elő: előirányozta az általános jövedelemadó 5%-os emelését, különadó kivetését az egyedül élő munkavállalókra, a munkanélküli-segélyalap hozzájárulás felemelését 4,5%-ra, a betegbiztosítás korlátozását és egy sor más intézkedést. Mivel a Reichstag ezt leszavazta, a birodalmi elnök a 48. § alkalmazásával, szükségrendeletként léptette életbe, amely egyértelműen alkotmánysértő volt, s precedenst teremtett a Reichstag kikapcsolására a törvénykezésben. Ellenlépésként a Reichstag az SPD javaslatára kétségbe vonta a szükségrendelet alkalmazásának indokoltságát, s még aznap nagy többséggel leszavazta azt. Hindenburg viszont erre válaszul feloszlatta a Reichstagot és szeptember 14-re új választást írt ki, a szükségrendeleteket pedig újra életbe léptette.

#### Az 1930-as Reichstag választások
A 82%-os részvételi arány mellett tartott választások eredménye megcáfolt szinte minden előrejelzést. Általános meglepetést okozott az NSDAP földcsuszamlásszerű előretörése, melyhez hasonló a weimari köztársaság történetében még nem fordult elő. Két év alatt a nácik 2,6%-ról 18,3%-ra növelték szavazatarányukat, melynek következtében 12-ről 107-re emelkedett képviselőik száma. A választás legnagyobb vesztese a nácikhoz közelálló DNVP volt (41 mandátum), amely 7,3%-os csökkenést könyvelhetett el 1928-hoz képest, ezen elpártoló szavazók legnagyobb része a nácikhoz távozott. A választás második legnagyobb vesztese az 5,3%-os veszteséget szenvedett SPD volt, amely 24,5%-os eredményével (143 mandátum) még mindig megmaradt a legnagyobb támogatottságú pártnak. Szavazóinak tekintélyes hányada a 13,1%-ot elérő KPD-hez távozott, mely képviselőinek 2,5%-os növelésével a második legnagyobb nyertese lett az átrendeződéseknek (77 mandátum). Míg a Centrumpárt lényegében megtartotta pozícióját (68 mandátum), addig a DVP 4,5%-os szavazatarány (30 mandátum) mellett a két évvel korábbi választásokhoz viszonyítva, elveszítette választóinak csaknem felét, s relatíve hasonló választási katasztrófát szenvedett el, mint a DNVP. A választások eredménye egyfajta általános polarizálódási tendenciát mutat, a polgári középpártok gyengülését és a szélsőségek jelentős erősödését, azzal az aszimmetriával, hogy a szélsőjobb felé történő választói áramlás sokkal erősebb volt, mint a szélsőbal felé történő. „Összességében a nemzeti-konzervatív és liberális, valamint a protestáns közép- és felsőréteghez tartozó választók fordultak a nemzetiszocialisták felé. Különösen erős volt a »régi középosztály«, illetve az ifjú választók és a korábban nem-választók náciknak nyújtott támogatása.”

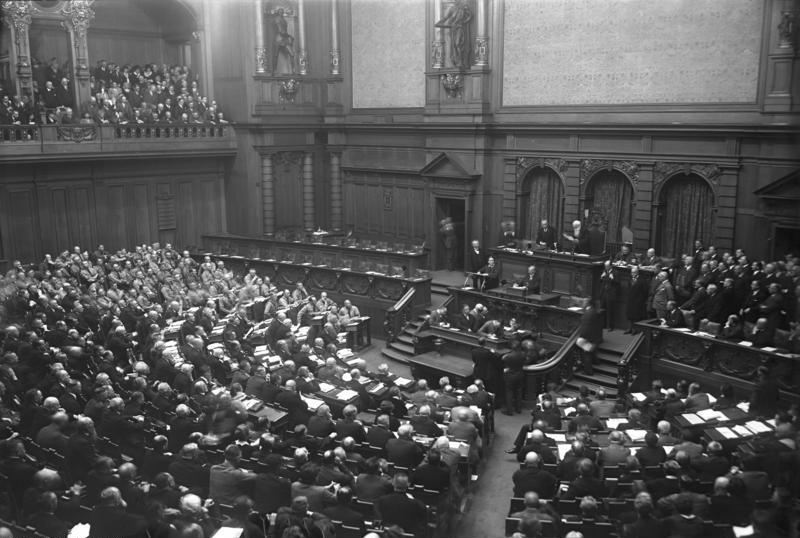
A Reichstag alakuló ülése 1930. október 13-án. A parlamenti patkó bal szélén elkülöníthető a barna egyenruhás (világosabb szürke) NSDAP frakció

| párt    | eredmény | +/– (1928) | képviselő |
| ------- | -------- | ---------- | --------- |
| SPD     | 24,5%    | –5,3%      | 143       |
| NSDAP   | 18,3%    | +15,7%     | 107       |
| KPD     | 13,1%    | +2,5%      | 77        |
| Centrum | 11,8%    | –0,3%      | 68        |
| DNVP    | 7,0%     | –7,3%      | 41        |
| DVP     | 4,5%     | –4,2%      | 30        |
| WP      | 3,9%     | –0,6%      | 23        |
| DStP    | 3,8%     | –1,0%      | 20        |

#### Az új helyzet
A választások eredménye aggodalommal töltötte el a brit és francia politikusokat, nagytőkéseket, mivel tartottak Hitler kormányra kerülésétől és a diktatúra bevezetésétől. Hindenburg ennek az elvárásnak megfelelően megerősítette Brüning kancellári pozícióját, s felszólította, hogy a szükségrendeletek elkerülése érdekében szélesítse ki támogatottságát a jobboldal körében. Brüning először Hugenberggel tárgyalt, aki azonban határozottan elutasította a weimari alkotmány alapján álló kormány bármiféle támogatását.

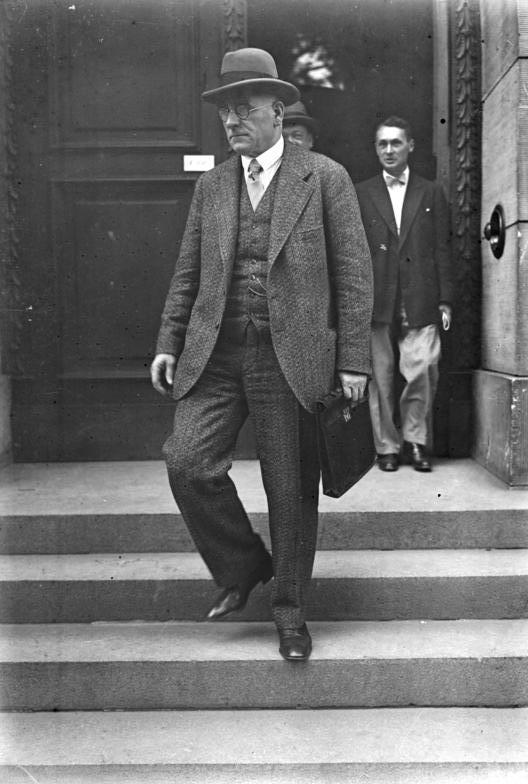
Otto Braun, Poroszország szociáldemokrata tartományi miniszterelnöke (1930. július)

A választások után örömmámorban tobzódó berlini SA egységek zsidó üzleteket forgattak fel, járókelőket bántalmaztak, melynek a porosz rendőrség vetett véget. Továbbá a hadsereg vezetése egyre kevésbé tolerálta a fiatal tisztek körében folytatott náci agitációt, aminek következtében az ulmi helyőrség három tisztjét tiltott politikai aktivitás miatt bíróság elé állították. Hitler belátta, hogy újonnan megszerzett népszerűsége forog kockán, ezért mérsékletre intette híveit, s Hans Frank védőügyvéd javaslatára tanúként megjelent a tárgyaláson, hogy megnyugtassa a Reichswehr vezetőit. Előadta, hogy „az NSDAP nem kíván letérni a legalitás útjáról, s mi sem áll tőle távolabb, mint a hadsereg felbomlasztásának és a hatalom erőszakos megszerzésének szándéka.” Hozzátette azonban azt is, hogy amennyiben többséget érnek el a Reichstagban, át fogják formálni az államot. Ezt a nyilatkozatot megragadva Brüning 1930. október 6-án puhatolózó tárgyalást folytatott Hitlerrel a leendő kormányba való belépésük feltételeiről. Hitler három miniszteri tárcát kért, anélkül azonban, hogy elkötelezte volna magát a kormány programja mellett. Konkrét kívánságlistáján a birodalmi hadügyi, belügyi tárcáit, illetve a porosz kormányban a belügyminiszteri tisztséget és a berlini rendőrség vezetését sorolta fel. A hadsereg vezetése hallani sem akart erről az eshetőségről, s inkább az SPD politikai hozzájárulásának megszerzése felé orientálta Brüninget. Az SPD vezetésével folytatott tárgyalások eredményeként informális megállapodás született a kormány hallgatólagos támogatásáról, amiért cserébe ígéretet kaptak Brüningtől a szociáldemokrata Otto Braun vezette porosz kormány sértetlenségére, a weimari alkotmány demokratikus szabadságjogainak betartására, továbbá a munkásság szervezeteinek legalitására. A kormány politikai bázisának kiszélesítése így jóformán eredménytelennek bizonyult, és a status quo törékenységét vetítette előre.

#### A nemzetiszocializmus előretörése
| Év   | Taglétszám |
| ---- | ---------- |
| 1928 | 109 000    |
| 1929 | 176 000    |
| 1930 | 389 000    |
| 1931 | 806 000    |
| 1932 | 1 200 000  |

Az NSDAP pártjelvénye

„Miután a náci vezetők bizalmas közlések formájában megnyugtatták a nagytőkét, hogy a párt antikapitalista frazeológiáját nem kell komolyan venni, egyre több vállalkozó nyitotta ki erszényét a párt és fegyveres szervezetei javára. A bányatulajdonosok érdekképviseleti szervezete úgy döntött, hogy minden tonna kitermelt szén után 7 pfenniget a jobboldal fegyveres szervezeteinek juttatnak, s az NSDAP-nak 20%-ot kell kapnia belőle. Néhány nehézipari, vegyi-és villamosipari nagyvállalkozó is támogatta Hitlert, de 1930 őszén még korántsem lehetett arról beszélni, hogy a német nehézipar többsége – vagy egyáltalán a tőke többsége – Hitler mögött állt volna.” Az NSDAP ennek megfelelően a válság ellenére stabil bevételi forrásokkal rendelkezett, melynek nagy részét a szervezet fenntartására és fejlesztésére fordította. A náci párt szervezetei a társadalom szinte minden szféráját behálózták, jó infrastruktúrával, fizetett alkalmazottakkal, jó minőségű egyenruhával, felszereléssel rendelkeztek. A válság és a kormány elhibázott gazdaságpolitikája tömegesen termelte a munkanélkülieket, akiknek egyre nagyobb hányada egyáltalán nem kapott munkanélküli segélyt, a náci párt pedig szállást, háromszori meleg étkezést, egyenruhát és zsoldot adott az SA-ba belépőknek.
Hitler a hatalom teljes és végleges megszerzésére törekedett, ehhez a stratégiai célhoz igazította taktikai eszközeit. Nem vállalt névleges kormányzati szerepet, hogy elkerülje az idő előtti lejáratódást, a válság körülményei közt az ellenzéki pozíciót előnyösnek tartotta. Ez lehetővé tette számára, hogy fenntartson egy olyan hamis látszatot, mely szerint az NSDAP minden társadalmi osztály érdekét képes képviselni: a nagytőkének védelmet ígért a munkásmozgalom ellen; a középosztálynak a nagytőke kamatrabszolgasága ellen; a parasztságnak a föld védelmét; a kispolgárságnak biztonságot és karriert a jövőbeli náci államban; a junkereknek az ősi nagybirtok megmentését; a munkásságnak munkalehetőséget és szociális törvényeket. „Hitler mindezt mérlegelve 1930 őszén úgy döntött, hogy az NSDAP csak akkor adja fel ellenzéki szerepét, ha cserébe a politikai élet további alakítása szempontjából döntő kormánypozíciók birtokába juthat, s ezáltal nem fenyegetheti többé a hatalomból való későbbi kirekesztés veszélye. A következő két évben ez a helyzetértékelés szolgáltatta a párt taktikájának alapját.”

#### A Brüning-kormány politikája
A kormány deflációs gazdaságpolitikája kudarcot vallott, a gazdasági válság soha nem látott mértékben súlyosbodott, termelés-visszaesés, tömeges csőd- és elbocsátási hullám, gyorsan növekvő munkanélküliség alakult ki. Brüning a belpolitikai kudarcot külpolitikai sikerekkel próbálta ellensúlyozni. A Rajna-vidék 1930. július 1-én történt francia kiürítését Hindenburg és a kormány a német nacionalizmus győzelmének igyekezett feltüntetni, Stresemann érdemeit, nevét mély hallgatás övezte. Az offenzív külpolitika felé való elmozdulást jelezte az is, hogy 1931. március 21-én Julius Curtius német és Johann Schober osztrák külügyminiszter, a nagyhatalmak tájékoztatása nélkül bejelentette az osztrák–német vámunió tervét, mely a félrevezető indoklás ellenére nyilvánvalóan a versailles-i és a saint-germaini békerendszer Anschluss-tilalmának kerülő úton történő megszegését indította volna el. A status quo fenntartásában érdekelt nagyhatalmak diplomáciai és pénzügyi ellenlépései gyorsan bekövetkeztek. Franciaország a hágai Nemzetközi Bírósághoz fordult, – melynek eljárását Brüning elfogadta, – pénzügyi téren pedig a párizsi kormány bizonyos égetően fontos hitelek folyósítását a vámuniós terv feladásától tette függővé.
Az 1931-es évben a gazdasági válság hatásai katasztrofálisakká váltak. A teljes munkanélküliek száma elérte az 5 milliót (az összes munkavállaló 34%-a), a részleges munkanélküliek száma is több milliót számlált (az összes munkavállaló 20%-a). Munkanélküli segélyt – amely ráadásul csökkent az alapok kimerülése miatt –, 1930 decemberében 50%-uk, míg egy évvel később már a 6 millió munkanélkülinek csak 33%-a kapott, így 4 millió ember sorsa teljesen kilátástalan volt. Brüning 1931 végéig négyszer alkalmazta a 48. §-t a bércsökkentések végrehajtására, melynek következtében a jövedelmek 1932-re, 1929-hez viszonyítva átlagosan 43%-kal csökkentek. Az öngyilkosságok Franciaországhoz és Nagy-Britanniához viszonyított kiemelkedően magas aránya szemlélteti az általános reményvesztettséget:
| Nagy-Britannia | Franciaország | Németország |
| -------------- | ------------- | ----------- |
| 85             | 155           | 260         |

A kormány elhibázott agrárpolitikája szintén hozzájárult a válság hatásainak súlyosbításához. Az ún. Osthilfe-törvény értelmében 1931 végéig 300 milliós támogatásban részesítette a junker nagybirtokokat. Így a 250 ezer főnyi kelet-poroszországi gabonatermelő érdekei miatt védővámokkal a gabonaárakat a világpiacinak 2–3-szorosán tartotta, amely súlyos károkat okozott az ország ipari exportképességének. Ez azért következhetett be, mert a junker nagybirtokosok Hindenburg elnökön és a tábornoki karon keresztül saját gazdasági súlyukat jóval meghaladó befolyást tudtak gyakorolni az államvezetésre.
1931 nyarán Németország pénzügyi helyzete válságosra fordult, a Birodalmi Bank devizakészlete vészesen lecsökkent, ezért Brüning kívánságára Hindenburg táviratilag kérte Herbert Hoover amerikai elnököt, hogy Németország ideiglenesen mentesüljön a jóvátételi fizetések alól. Mivel az amerikai gazdaság érdeke is azt kívánta, hogy Németország megőrizze fizetőképességét, Hoover készséggel eleget tett a kérésnek. A „Hoover-moratórium” értelmében 1931. július 1-től 1932. június 30-ig felfüggesztette a nemzetközi tartozások teljesítését, így Németország mentesült az esedékes 1,5 milliárd márka jóvátétel átutalása alól.
1931. szeptember 5-én a hágai bíróság a nemzetközi szerződésekben vállalt kötelezettségekkel ellentétesnek nyilvánította a német-osztrák vámuniós tervet. A külpolitikai kudarcot kihasználva, a szélsőjobboldal azonnal politikai kampányt indított a kormány megbuktatására, melyet Hindenburg megakadályozott, s megelégedett Joseph Wirth belügyminiszter, Julius Curtis külügyminiszter és Theodor von Guérard közlekedési miniszter kormányból történő elmozdításával. A második Brüning-kormány 1931. október 7-én alakult meg, s a jobbratolódás ellenére alapvetően nem változtatott irányvonalán.

#### A Harzburgi Front és a Vasfront

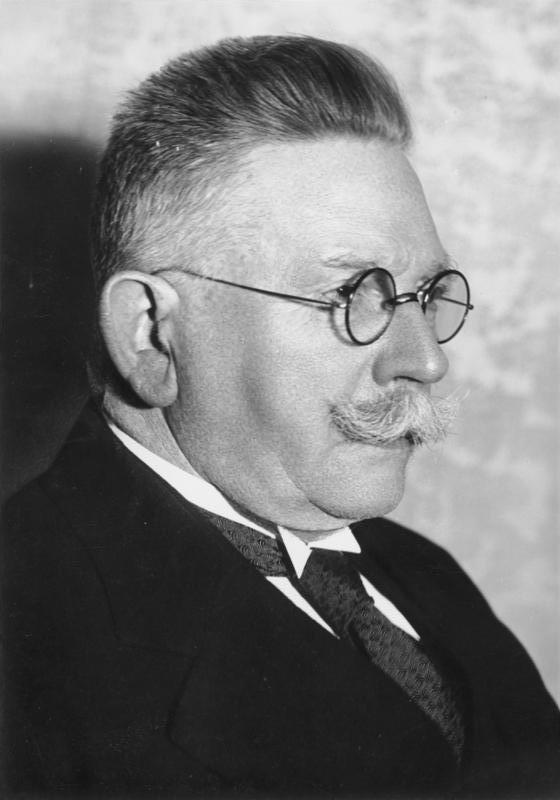
Alfred Hugenberg (1933)

A Brüning-kormány Hindenburg unszolására tárgyalásokat folytatott Alfred Hugenberggel a kabinetben való részvételről. Ő ezt ahhoz a feltételhez kötötte, ha a porosz tartományi kormányból kiszorítják a szociáldemokratákat, illetve ha a nemzetiszocialistákat is bevonják a birodalmi kormányzásba. Hindenburg személyesen is tárgyalt Hugenberggel, mely szintén sikertelenül végződött. Brüning Hitlert is igyekezett megnyerni a kormány támogatására, és 1931. október 10-én megbeszéléseket folytattak, de Hitler nem tett elkötelező nyilatkozatot sem a gazdaságpolitika, sem a külpolitika terén, sikerült viszont rávennie Brüninget annak elérésére, hogy ugyanezen a napon Hindenburg fogadja őt. Megtörtént Hindenburg és Hitler első találkozása, mely Hitler számára bármiféle elköteleződés nélküli propaganda-előnnyel, megnövekedett tekintéllyel járt. Erre azért is égetően szüksége volt, mert október 11-én a jobboldal prominens képviselői Hugenberg szervezésében találkozót tartottak, mely később Harzburgi Front néven vált közismertté. Minden jelentősebb jobboldali politikai irányzat képviselői jelen voltak a demonstratív tanácskozáson: Hugenberg (DNVP); Hitler (NSDAP); Theodor Duesterberg (Stahlhelm); a Reichslandbund a junker nagybirtokosok képviselőjeként; Helmuth Poensgen, Ernst Brandi, a német nehézipar prominensei; Hjalmar Schacht a Reichsbank lemondott elnöke; Heinrich Class (Alldeutschen Verband); Hans von Seeckt tábornok, Walther von Lüttwitz tábornok, Rüdiger von der Goltz tábornok; továbbá több leszármazott a Hohenzollern-házból. Hitler a legnagyobb számú küldöttséget vonultatta fel. Erőt demonstrált, de el akarta kerülni, hogy a front akár szervezetileg, akár a célok tekintetében megkösse a kezét, ezért a kormány megbuktatásának minimális programján kívül sem árnyékkormány létrehozását, sem a hamarosan esedékes birodalmi elnökválasztásra állítandó közös jelölt ügyét nem támogatta. Két alapvető politikai irányvonal különült el egymástól, a DNVP vezette konzervatív-monarchista- és az NSDAP vezette nemzetiszocialista diktatúra híveinek tábora.
1931 decemberében, válaszul a Harzburgi Front megalakulására, az SPD, a szakszervezetek (ADGB), a Reichsbanner és a Munkás Torna- és Sportszövetség (ATSB) részvételével létrehozta a Vasfront (Eiserne Front) nevű védelmi szervezetet. A szervezet megalapítása nem bővítette érdemben a köztársaságpárti összefogás tényleges támogatói bázisát, a kommunistákat és más radikális baloldali szervezeteket, csoportokat továbbra is kizárták belőle.

#### Az 1932. évi birodalmi elnökválasztás, Brüning menesztése
1932. március 17-én Carl Severing porosz belügyminiszter házkutatásokat rendelt el az NSDAP és SA poroszországi irodáiban. Az ennek során lefoglalt dokumentumok bizonyították, hogy az SA-t a március 13-i választások napján riadókészültségbe helyezték. Április 5-én a tartományi belügyminiszterek konferenciáján, a tartományok, különösen Poroszország és Bajorország kérték Groener birodalmi belügyminisztert, hogy tegyen valamit a náci paramilitáris szervezetek ügyében.
Hindenburg hétéves elnöki megbízatása 1932 tavaszán lejárt. A 85 éves elnök újra jelöltette magát, azonban eltérően az 1925-ös választásoktól, ezúttal a megerősödött NSDAP vezetője, Hitler is a kihívói között volt. Hindenburg, bár megszerezte az április 10-én tartott választás második fordulóján a szavazatok 53%-át, – Hitler 36,8%-ot, míg Ernst Thälmann 10,2%-ot kapott, – szembesülnie kellett azzal, hogy korábbi támogatottsága befolyásos konzervatív politikai szereplők részéről jelentősen csökkent. Például Krupp és Duisberg, a nehézipar két prominens képviselője elpártolt Hindenburgtól és Hitler választási kampányára több millió márkát adományozott. Hindenburg nem rejtette véka alá csalódottságát, – megbánta, hogy másodszor is jelöltette magát, – különösen irritálta, hogy szociáldemokrata szavazatokkal választották újra.

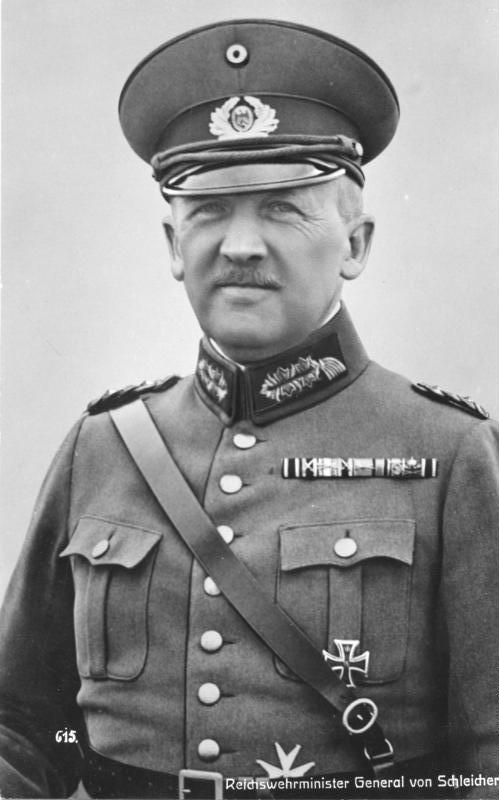
Kurt von Schleicher (1932)

Hindenburg újraválasztásával Groener cselekvésre szánta magát, s előterjesztette Brüning részére a náci paramilitáris szervezetek betiltására vonatkozó rendelkezés tervezetét. Brüning egyetértett vele, s megszerezte Hindenburg (vonakodó) beleegyezését a 48. törvénycikk alkalmazására, mely április 13-án lépett életbe. Hindenburg ekkor már erőteljesen neheztelt az SPD toleranciájára támaszkodó politikai irányvonalára, s rossz szemmel nézte, hogy a Birodalmi Zászló szervezet (Reichsbanner) ellen nem lépett fel. Mindezek mellett Brüning szembe került eddigi pártfogójával, Schleicherrel, Hindenburg legbefolyásosabb tanácsadójával. Schleicher úgy gondolta, hogy Hitler „megszelídül”, ha kormányzati felelősséget kap, ezért a kormányba való bevonására, vagy legalább passzív támogatásának megszerzésére törekedett. Április 28-án titokban találkozott Hitlerrel, s megbeszélést folytattak a kormányban való részvételének feltételeiről. A május 7-én tartott második találkozón, – melyen Hitler és Schleicher mellett részt vett Hindenburg államtitkára, Otto Meissner, illetve az elnök fia, Oskar von Hindenburg is, – végleg megpecsételődött a Brüning-kabinet sorsa. Hitler visszautasította a kormányban való részvételt, de felajánlotta, hogy pártja tolerálni fog egy jobboldalibb, elnöki kormányt, ha új választásokat tűznek ki és feloldják az SA-ra és az SS-re vonatkozó tiltást. Rendkívül elégedett volt a tárgyalások után, minden feltétele teljesült, anélkül, hogy elkötelezte volna magát. Ilyen politikai körülmények között ült össze a parlament május 9-én. Göring, mint az NSDAP frakció szónoka kemény támadást intézett Groener ellen, s követelte az SA-t tiltó rendelkezés feloldását. Groener másnap válaszolt, de már csak árnyéka volt korábbi önmagának. Beszédét betegen rögtönözte, ráadásul a náci képviselők minduntalan közbekiabáltak, mondatait alig tudta befejezni. Mindez azonban csak a parlamenti felszín volt csupán, Schleicher és Kurt von Hammerstein tábornok a háttéralkuk során már eldöntötte politikai sorsát, Groener május 12-én lemondott. Ezzel nem pusztán a Brüning-kormány egyik kulcsminisztere távozott, hanem személyében a weimari demokrácia egyik fontos oszlopa dőlt le. „A válság a forgatókönyv szerint halad...” – írta naplójába Goebbels május 14-én. Ezekben az időkben a nácik minden fontosabb politikai háttéreseményről rendkívül jó értesülésekkel rendelkeztek. Ennek egyik legfontosabb letéteményese Werner von Alvensleben üzletember volt, aki Schleicher összekötőjeként napi kapcsolatban állt a nemzetiszocialistákkal.
A kamarilla, Schleicherrel az élén, hamarosan ürügyet is talált Brüning menesztésére. A kancellár a kelet-elbai birtokosoknak szándékozott pénzügyi támogatást nyújtani a szanálásra alkalmatlan birtokok állami felvásárlásának vagy elárverezésének, illetve ezen földek városi munkanélküliek számára való juttatásának tervével. Ez kiváltotta a Reichslandbund, a nagybirtokosok érdekvédelmi szervezetének viharos tiltakozását, Brüninget „agrárbolsevizmussal” vádolták, s Hindenburg május 25-én megvonta tőle az átmeneti kivételes állapotra vonatkozó 48. cikk alkalmazásának eszközét, így kormánya május 30-án lemondott.

#### A Papen-kormány

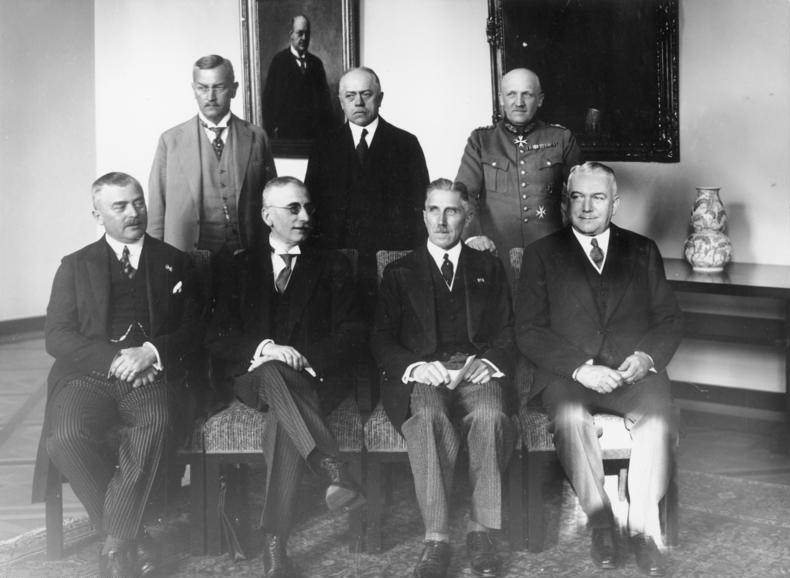
A Papen-kormány 1932. június 1-jén. Állnak [balról jobbra]: Franz Gürtner (igazságügy), Hermann Warmbold (gazdaság), Kurt von Schleicher (hadügy), ülnek: Magnus Freiherr von Braun (élelmezés és mezőgazdaság), Wilhelm Freiherr von Gayl (belügy), Franz von Papen (birodalmi kancellár), Konstantin von Neurath (külügy)

A Hindenburg tanácsadói köréhez tartozó Franz von Papen báró kormánya tovább mélyítette a weimari köztársaság válságát. A monarchista nagybirtokos, diktátori hajlamú vezérkari tiszt megszemélyesítette azokat a reakciós politikai erőket, akik szívből gyűlölték a köztársaságot, s egy oligarchikus diktatúra megteremtéséért tevékenykedtek. A népszerűtlen Papen még saját pártja, a Centrumpárt vezetésében sem tudott híveket szerezni a kormányzáshoz, ezért kilépett a pártból. Jó kapcsolatokkal rendelkezett viszont az iparmágnások, a földbirtokosok, a bankárok körében. Az SPD azonnal véget vetett az előző kormánnyal szemben tanúsított toleráns politikájának, így a kancellár a Reichstagban csupán a DVP és a DNVP támogatását élvezte. Mivel számítani lehetett az SPD bizalmatlansági indítványára, illetve a kormány leszavazására, ezért elérte Hindenburgnál a Reichstag június 4-i feloszlatását, s rendkívüli választások kiírását. Egyik első belpolitikai intézkedése az SA betiltására vonatkozó rendelkezés érvénytelenítése volt. Ennek következtében 1932 nyarán a német történelem legvéresebb választási harca bontakozott ki. A jobboldali SA, SS, Stahlhelm és a baloldali Vörös Frontharcos Szövetség, és Birodalmi Zászló szervezet között sorozatos erőszakos összecsapásokra került sor, melyek június és július folyamán 300 halottat és 1100 sebesültet követeltek.
Papen gazdaságpolitikai intézkedései (adójóváírás, állami megbízások, hitelbővítés, 2,5 milliárd márkás beruházási program) a tőkés vállalkozókat segítették. Némi gazdaságélénkülés bekövetkezett ugyan, de gyökeres változást képtelen volt elérni. Kudarcot vallott a munkanélküliség csökkentésére irányuló törekvése is. A június 16. és július 9. között folyó lausanne-i konferencián lezárták Németország jóvátételi kötelezettségét, ami bár jelentős gazdasági és diplomáciai siker volt, a közelgő parlamenti választások eredményét már nem befolyásolhatta érdemben.

#### Poroszországi államcsíny (Preußenschlag)
Papen arra törekedett, hogy a birodalmi kancellár és a porosz tartományi miniszterelnöki pozíciót egyesítse, a kancellárt függetlenítse a Reichstagtól, és létrehozzon egy a parlament felett álló arisztokratikus és hivatásrendi összetételű felsőházat, amelyek a monarchiához való visszatérés lépcsőfokai lettek volna. A porosz tartományi kormányt hosszú évek óta a szociáldemokrata Otto Braun vezette, s fontos demokratikus bástyája volt a weimari köztársaságnak. A porosz tartományi rendőrség feletti rendelkezés számottevő fegyveres erőt jelentett, s komoly akadályt a weimari demokrácia ellenségei számára.
Az 1932. április 24-i porosz tartományi választásokon az SPD jelentősen visszaesett, s elveszítette többségét. A nácik és a kommunisták ezúttal minden koalíciós próbálkozást meghiúsítottak, a kormányzás felelősségét viszont elutasították, aminek következtében a Braun-kormány kisebbségi, ügyvezető kormányként folytatta működését. Hatalmi vákuum és puccslégkör keletkezett. Az SA betiltásának június 16-án történt visszavonása után kiújultak az utcai harcok a nácik és a kommunisták között. Július 17-én, a Hamburg környéki Altonában, a nácik, a kommunisták és a rendőrség között kitört utcai lövöldözés –, altonai véres vasárnap (Altonaer Blutsonntag) – 18 halálos áldozatot követelt, s megfelelő alkalmat nyújtott Papennek, hogy Hindenburgnál kieszközölje a weimari alkotmány 48. törvénycikkének újbóli alkalmazását. Két szükségrendelet született, az egyik felhatalmazta a birodalmi kormányt, hogy a poroszországi kormány helyébe birodalmi megbízottat állítson, így Papen átvette a porosz miniszterelnök hatásköreit, a tartományi belügyminiszteri posztot pedig a konzervatív, párton kívüli Franz Bracht, essen főpolgármestere kapta. A másik a végrehajtó hatalmat Berlinben és Brandenburgban a Reichswehr hatáskörébe utalta. A Braun-kormány menesztése után tisztogatás kezdődött a közigazgatásban, a szociáldemokrata köztisztviselőket leváltották, s helyükbe konzervatívok és németnemzetiek kerültek. Mindez „a közrend és biztonság helyreállítása” címén történt.
Az államcsínyt politikai jelentősége ellenére alig követte ellenállás, az SPD és a szakszervezetek passzívak maradtak, nem indítottak tömeges demonstrációkat. Az okok között fontos szerepet töltött be a munkásság kommunista, szociáldemokrata megosztottsága, illetve a példátlanul magas (30%-os), demoralizáló munkanélküliség, mely a mindennapi túlélésért való egyéni küzdelem formájában széles munkásrétegek energiáját emésztette fel. Poroszország az államcsíny miatt az állami törvényszékhez fordult, de az 1932 októberében született felemás ítélet már nem változtatott a Braun-kormány elmozdításának tényén.

#### Az 1932-es Reichstag választások

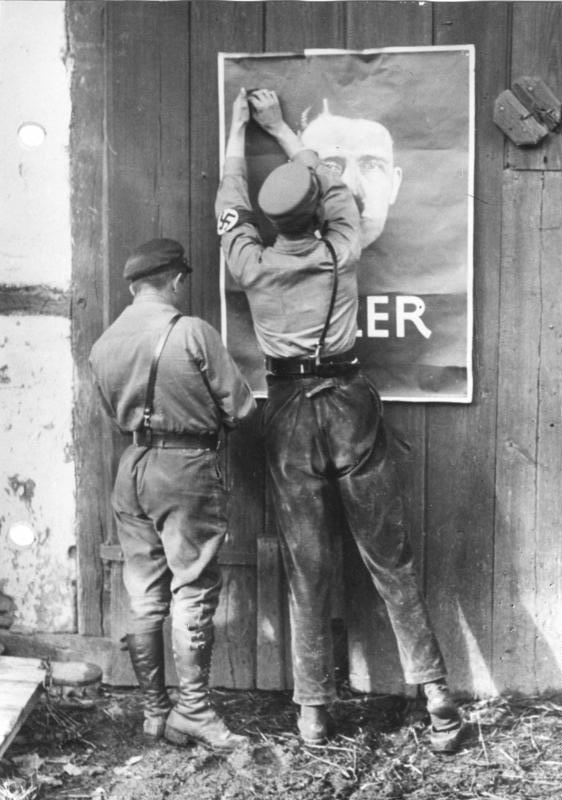
SA tagok választási plakátot helyeznek ki egy parasztudvar kapujára. (Mecklenburg, 1932. június 21.)

Az 1932. július 31-i Reichstag választásokon kimagasló győzelmet ért el az NSDAP, s tovább folytatva lendületes előretörését, megduplázta szavazói és parlamenti képviselői számát, amivel a legerősebb párttá vált. Ez azt jelentette, hogy a parlament elnöke Hitler egyik legközelebbi bizalmasa, Hermann Göring lett. Az SPD erőteljes visszaesése tovább folytatódott, s a pártok rangsorában a második helyre szorult vissza. A KPD tovább javított pozícióján, s megközelítőleg annyi képviselői helyet szerzett, amennyit az SPD elveszített. A Centrumpárt kivételével a jobbközép pártjai további szavazókat veszítettek, s a felmorzsolódás útjára léptek. Az NSDAP választási sikerét azonban nem az ezektől a pártoktól elvitt szavazatoknak köszönhette, hanem új választók megszerzésének, akik 60%-a a középrétegekből, 40%-a pedig a munkásrétegekből származott.
| párt    | eredmény | +/– (1930) | képviselő |
| ------- | -------- | ---------- | --------- |
| NSDAP   | 37,3%    | +19%       | 230       |
| SPD     | 21,6%    | –2,9%      | 133       |
| KPD     | 14,3%    | +1,2%      | 89        |
| Centrum | 12,4%    | +0,6%      | 75        |
| DNVP    | 5,9%     | –1,1%      | 37        |
| BVP     | 3,2%     | +0,2%      | 22        |
| DVP     | 1,2%     | –3,3%      | 7         |
| DStP    | 1%       | –2,8%      | 4         |

Augusztus 13-án Hindenburg fogadta Hitlert, aki visszautasította a találkozón számára felkínált miniszteri pozíciót, s a kormány vezetését követelte. Ezt a birodalmi elnök elhárította, így politikai patthelyzet alakult ki. Előre látható volt, hogy az újonnan megalakult parlament Papen kormányát le fogja szavazni, s mivel Papen továbbra is folytatni akarta a kisebbségi kormányzást, augusztus 30-án Hindenburg felhatalmazta a parlament újabb feloszlatására. Szeptember 12-én a Reichstag alakuló ülése nagy többséggel (512 : 42 arányban) bizalmatlanságot szavazott a kormánnyal szemben, de ellenkormány állítása nélkül, ezért Papen újra feloszlatta a parlamentet.
Az 1932. évi második Reichstag választást november 6-án tartották, melynek eredményei figyelemre méltó trendfordulót jeleztek a jobboldali pártok körében. Az NSDAP szavazatainak aránya számottevően visszaesett (37,8%-ról 33,5%-ra), mely 34 mandátum elveszítésével járt, miközben a Papent támogató pártok (DVP, DNVP) némileg növelték szavazóik körét. A szociáldemokratákra leadott voksok csökkenése folytatódott, míg a kommunisták tovább növelték támogatóik számát. Mindazonáltal a döntő arányok változatlanok maradtak. Papen ezekben a napokban egy új, totalitárius politikai rendszer (Új Állam) tervét szövögette, mely már a weimari köztársaság bukását vetítette előre: a Reichstag feloszlatását új választások kiírása nélkül, a pártok kiiktatását a rendőrségre és a hadseregre támaszkodva, az alkotmány autoritatív megváltoztatását, melyet népszavazás vagy egy nemzetgyűlés hagyott volna jóvá. Kormányában azonban nem tudott elegendő támogatást szerezni, mindenekelőtt a Reichswehr-miniszter, Schleicher részéről, aki polgárháborús helyzet kialakulásától tartott.
| párt    | eredmény | +/– (1932. július 31.) | képviselő |
| ------- | -------- | ---------------------- | --------- |
| NSDAP   | 33,1%    | –4,2%                  | 196       |
| SPD     | 20,4%    | –1,2%                  | 121       |
| KPD     | 16,9%    | +2,6%                  | 100       |
| Centrum | 11,9%    | –0,5%                  | 70        |
| DNVP    | 8,3%     | +2,4%                  | 52        |
| BVP     | 3,1%     | –0,1%                  | 20        |
| DVP     | 1,9%     | +0,7%                  | 11        |

A Hindenburgra nehezedő nyomás, hogy Hitlert ruházza fel kancellári hatalommal, – befolyásos tőkés csoportok, a hadsereg tisztikara, sőt egyes családtagjai részéről, – egyre fokozódott. November 19-én a gazdasági élet 20 közismert szereplője, többek között Eberhard Graf von Kalckreuth nagybirtokos, a Reichslandbund elnöke, Fritz Thyssen, Albert Vögler, Gustav Krupp, Carl Bosch, Karl Haniel nagyiparosok, Fritz Beindorff nagykereskedő, Hjalmar Schacht, Kurt Freiherr von Schröder, Friedrich Reinhart bankárok, memorandumot (Industrielleneingabe) nyújtottak be Hindenburgnak, melyben kifejezték azt a kívánságukat, hogy a kormány vezetését át kell adni Hitlernek.
November 21-én a birodalmi elnök újra miniszteri tárcát ajánlott fel Hitlernek, amit ő ismételten elutasított. Kivételes törvényeken nyugvó kancellári megbízást követelt, ezt Hindenburg másodszor is megtagadta.

#### Hitler hatalomra jutása
1932. december 3-án Hindenburg legfőbb bizalmasa, Kurt von Schleicher kapott kancellári megbízást. Schleicher kormánynyilatkozata általános meglepetést okozott, mert egyaránt elhatárolódott a kapitalizmustól és a szocializmustól. Megtartotta hadügyi tárcáját, s a hadsereg és a munkásság sajátos szövetségében látta a politikai megoldást, s a pártok felett álló „keresztfront” létrehozására törekedett. Meggyőződése volt, hogy a tömegbázist nélkülöző, elnöki kormányzás nem fenntartható, ezért politikai stratégiájában tömegbázis megteremtésére törekedett. Már Papen kormányzása alatt jó kapcsolatokat igyekezett kiépíteni az SPD, a Német Állampárt (a DDP utódpártja), a Centrumpárt, a DNVP és az NSDAP munkásszárnyaival.
Gregor Strasser, az NSDAP „balszárny” vezetője részére alkancellári posztot ajánlott, aki hajlandó lett volna azt elfogadni. Strasser a pártfórumokon is önálló, kompromisszumokra törekvő irányvonalat képviselt, amit Hitler kemény bírálatban részesített, s így Strasser a pártvezetésben teljesen elszigetelődött. December 8-án Strasser lemondott minden pártfunkciójáról és Reichstag mandátumáról, ami komoly nyugtalanságot okozott a párt szervezeteiben.
A kancellár kudarcot vallott az SPD befolyása alatt álló szakszervezetekkel folytatott tárgyalásain is. Schleicher katonai diktatúra kialakítására törekedett, titokban szükségrendeleteket készített elő, melyek választások kiírása nélkül feloszlatták volna a Reichstagot, és kivételes állapotot készült bevezetni. Mivel tervei a hadsereg, a gazdaság, az állami bürokrácia nemzeti-konzervatív erőinek ellenállásába ütköztek, illetve Hindenburg bizalmát is elvesztette, ezért 1933. január 28-án lemondásra kényszerült.

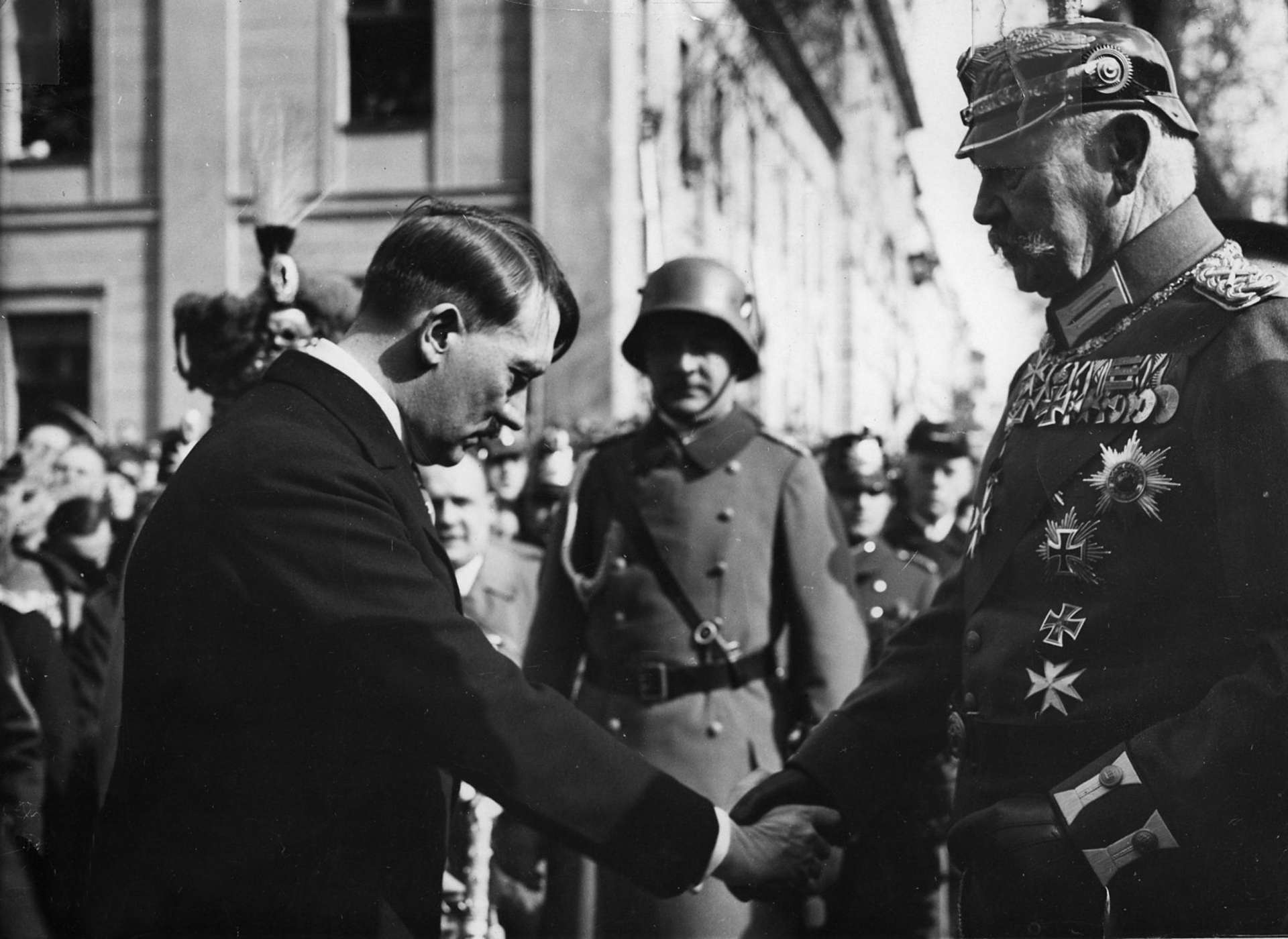
Hitler és Hindenburg (1933. március 21.)

1933. január 4-én Kurt von Schröder bankár kölni házában Papen és Hitler találkozójára került sor, melyen megállapodtak a Hitler kancellárságával, illetve Papen alkancellárságával felálló új kabinet személyi összetételéről. Hitlernek Göring és Frick, Papennek Hugenberg és Duestreberg volt a jelöltje. Január 9-én Hindenburg hozzájárult, hogy Papen tárgyaljon Hitlerrel az NSDAP részvételével, de Papen vezetésével felálló kormányról. Január 22-én a Joachim von Ribbentrop házában tartott megbeszélésen, melyen Hitler, Göring, Frick, Papen, Meissner és Oskar von Hindenburg vett részt, megnyerték Hitler kancellárságának Meissner államtitkárt, s a birodalmi elnök fiát, Oskar von Hindenburgot is. Az elnök mindaddig rendíthetetlen volt Hitlert illetően, semmiképpen nem szeretett volna kormányfői megbízást adni részére, ám ezekben a napokban megtört a jég, s elkerülhetetlen kényszerűségként végül beleegyezett Hitler kinevezésébe.

#### A weimari köztársaság felszámolása

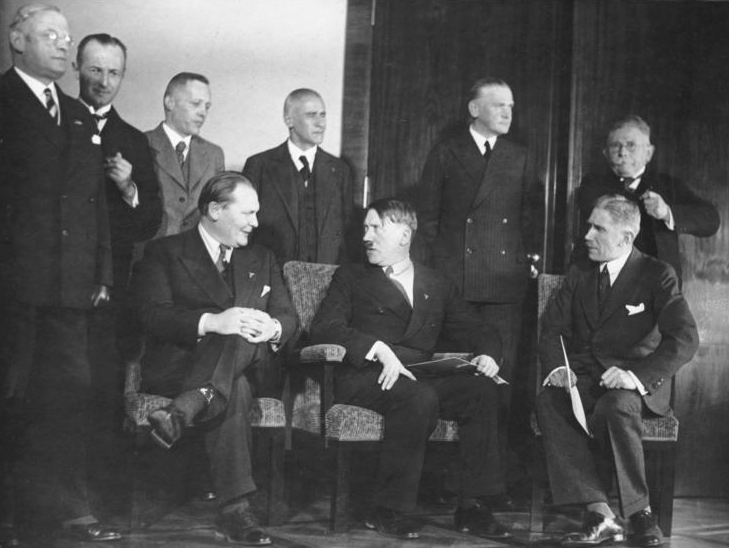
Hitler kormánya (1933. január 30.) Ülnek: Hermann Göring (porosz belügyminiszter és légiközlekedési megbízott), Adolf Hitler (kancellár), Franz von Papen (alkancellár). Állnak: Franz Seldte (munkaügy), Günther Gereke, Lutz Graf Schwerin von Krosigk (pénzügy), Wilhelm Frick (belügy), Werner von Blomberg (hadügy), Alfred Hugenberg (kereskedelem és élelmezésügy).

A Hitler-kormány 1933. január 30-án tette le hivatali esküjét, az első kabinet ülésre azonban csak március 15-én került sor. A kancellár kérésére másnap Hindenburg feloszlatta a Reichstagot és március 5-re új választásokat írt ki. Az elkövetkező hetekben elkezdődött a totális náci diktatúra kiépítése. Február 4-én és 6-án az alkotmány 48. cikkelyének alkalmazásával kiadott elnöki rendelkezések korlátozták a gyülekezési és a sajtószabadságot. Az első csapást a KPD-re mérték, megkezdődött a kommunisták üldözése, de a szociáldemokratákat sem kímélték. Február 4-én 16 kommunista napilap megjelenését tették lehetetlenné, majd 12-én a Die Rote Fahne-t tiltották be két hétre, február 27-én pedig végleg.
Február 20-án Göring találkozót szervezett Hitler és a nehézipar mágnásai között, melyen többek között Gustav Krupp, Albert Fögler, Carl Bosch vett részt. A megbeszélés után egy 3 millió márkás választási alapot hoztak létre az NSDAP javára.
Marinus van der Lubbe holland kommunista február 27-én felgyújtotta a Reichstagot, ami alkalmat nyújtott Hitlernek, hogy másnap, ismét a 48. cikkely segítségével, a nép és az állam védelmére hivatkozva, hatályon kívül helyezze az alkotmány 114., 115., 118., 123., 124., 153. cikkelyét, és ezzel legálissá tegye a személyi szabadság, a szólásszabadság, a sajtószabadság, a gyülekezési és egyesülési szabadság korlátozását, illetve a levéltitok és a tulajdonjog megsértését. A rendelet halállal büntette a hazaárulást, gyújtogatást, szabotázst, a kormány tagjai ellen elkövetett merényletet, lázadást. A tartományok szuverenitását is felfüggesztette. Ily módon a weimari alkotmány gyakorlatilag érvényét vesztette.

### Kultúra a weimari köztársaságban
A weimari köztársaság kulturális életét rendkívüli sokrétűség és gazdagság jellemezte. „A »golden twenties« kifejezés és a többi régebbi túlzás azt sugallja, hogy Berlin az 1933-as éjszakáig a világ szellemi fővárosa volt.” – írta Ernst Bloch a korszakról írott gyűjteményes kötete előszavában 1962-ben, máshol pedig Periklész Athénjához hasonlította a weimari demokrácia időszakát. Thomas Mann hasonlóan vélekedett, állítása szerint Németország felváltotta Franciaországot Európa kulturális centrumának szerepében.

#### Tudomány

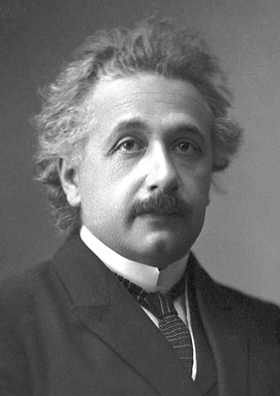
Albert Einstein (1921)

Jelzésszerű, hogy e rövid időszak alatt számos Nobel-díj született: Albert Einstein, fizika (1921); Otto Meyerhof, fiziológia és orvostudomány (1922); James Franck és Gustav Hertz, fizika (1925); Ludwig Quidde, béke (1927); Thomas Mann, irodalom (1929); Hans Fischer, kémia (1930); Carl Bosch és Friedrich Bergius, kémia (1931); Otto Warburg, fiziológia és orvostudomány (1931), Werner Heisenberg, fizika (1932). A fentieken túl jó néhány kiemelkedő fizikus dolgozott még a weimari Németországban, mint Max Planck (Nobel díj, 1918), Max von Laue (Nobel díj, 1914), Max Born (Nobel díj, 1954), Walther Bothe (Nobel díj, 1954) és Pascual Jordan. Nem képzelhető el a 20. század szexológiai és melegjogi története Magnus Hirschfeld úttörő munkássága nélkül. A társadalomtudományok területén a Frankfurti iskola jelentősége kiemelkedő, mely magában foglalja Max Horkheimer, Theodor Adorno, Erich Fromm, Herbert Marcuse, Walter Benjamin és mások munkásságát. 1933-ban az intézet az Egyesült Államokba költözött, s ekkortól kezdett egyre növekvő hatást kifejteni. Lukács György Történelem és osztálytudat (Geschichte und Klassenbewusstsein) című, nevezetes, sok vitát kiváltó műve 1923-ban, Berlinben jelent meg. Lukács 1932–1933 márciusáig élt Berlinben, tagja volt több marxista csoportnak, s rendszeresen írt a Die Linkskurve, és az Internationale Literatur című lapokba. Mannheim Károly Ideológia és utópia (Ideologie und Utopie) című műve (1929) a legszélesebb körben elterjedt kortárs szociológiai könyv volt a weimari köztársaságban, míg filozófiai téren Martin Heidegger Lét és idő (Sein und Zeit) című munkája (1927) hívta fel magára a figyelmet. Ez utóbbi mű a korszak másik jelentős filozófusa, Edmund Husserl gondolataira épült és reflektált. Oswald Spengler, az antidemokratikus konzervatív forradalom teoretikusa, a fasizmus előfutára a weimari köztársaság kialakulásának éveiben publikálta A Nyugat alkonya (Der Untergang des Abendlandes) című, nagy hatású fő művét (I. kötet: 1918, II. kötet: 1922).

#### Művészet

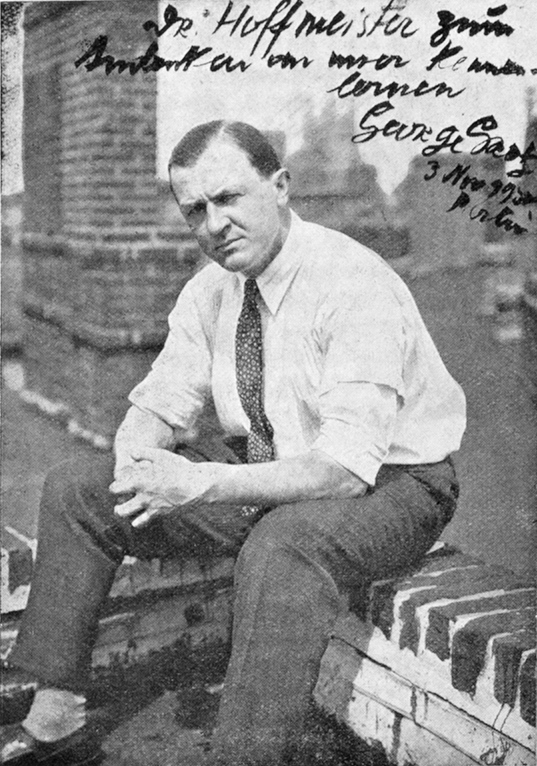
George Grosz (1930)

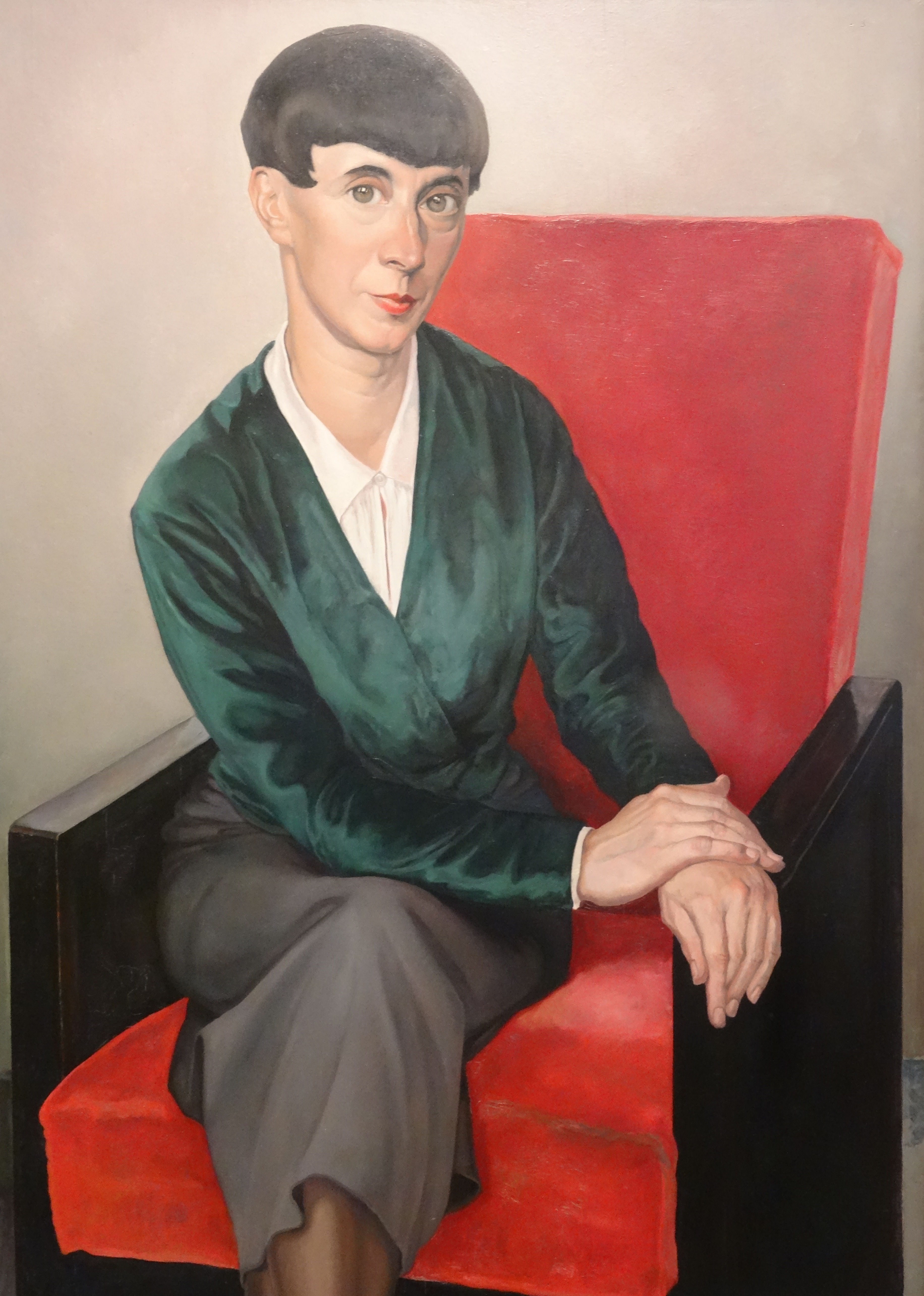
Hannah Höch portréja (1933) Chris Lebeau festménye

A háborúellenes képzőművészet egyik legismertebb alakja a szocialista Käthe Kollwitz, festő, grafikus, szobrász volt, Háború című, 1922–23-ban készített fametszet sorozata különösen drámai erővel jeleníti meg a világháború borzalmait. Ő volt az első nő, akit a Porosz Művészeti Akadémia a tagjai közé választott. A háború alatt a művészetekben az expresszionizmus és futurizmus irányzata uralkodott, s ezek kritikájaként született meg az új tárgyilagosság (Neue Sachlichkeit) művészeti törekvése. Bár a mozgalom a képzőművészet területéről indult 1925-ben – első képviselői többek közt Max Beckmann, Otto Dix és George Grosz voltak –, ez a fajta világlátás gyorsan elterjedt a fotó, a film, az építészet, az irodalom, a zene, a színház művelői körében. Az irányzat jellemzője az objektivitás, a szilárd tények, a funkcionalizmus, a használhatóság iránti elkötelezettség, a szakmai lelkiismeretesség iránti alázat. Az új tárgyilagosság egyik klasszikus reprezentánsa a filmművészetben Walter Ruttmann, Berlin, egy nagyváros szimfóniája (Berlin, Symphonie einer Großstadt, 1927) című dokumentumfilmje.
A „Neue Bauen” építészeti mozgalom híveiként a modern, funkcionális építészet megteremtésében többek mellett igen fontos szerepet töltött be Bruno Taut, Erich Mendelsohn, Hans Poelzig és Ernst May. Walter Gropius nevéhez fűződik a Bauhaus megalapítása, mely az egyik legfőbb képviselője volt az új tárgyilagosság esztétikájának a dizájn minden műfajában. Tanárai között szerepelt például Ludwig Mies van der Rohe, akit a modern építészet egyik előfutárának tartanak, Paul Klee, akinek művészetelméleti írásait Leonardo da Vinci-éhez hasonlítják, vagy Vaszilij Kandinszkij és Moholy-Nagy László. A fotóművészetben Moholy-Nagy mellett August Sander, portré- és dokumentumfotográfus, illetve Albert Renger-Patzsch töltött be kiemelkedő szerepet. Renger-Patzsch legismertebb munkája A világ szép (Die Welt ist schön) című albuma 1928-ban jelent meg, s a tárgyi világ szépségét szándékozott bemutatni – úgy, ahogy a dolgok vannak, minden külső beavatkozás nélkül, – a művészi dokumentativitás eszközével. Sander Az idő arca (Antlitz der Zeit) című kötetét, – egy 60 portréből álló gyűjteményt –, 1929-ben publikálta, mely azonnal ismertté tette. A könyvet a nácik 1936-ban betiltották, elkobozták, nyomdai nyomóformáit megsemmisítették. A fotó egyre szélesebb körű elterjedése révén egy új vizuális műfaj is született: a fotómontázs, melynek első művelői a berlini dadaisták közül kerültek ki John Heartfield, George Grosz, Hannah Höch, Raoul Hausmann, Johannes Baader és a saját utat járó Kurt Schwitters személyében.

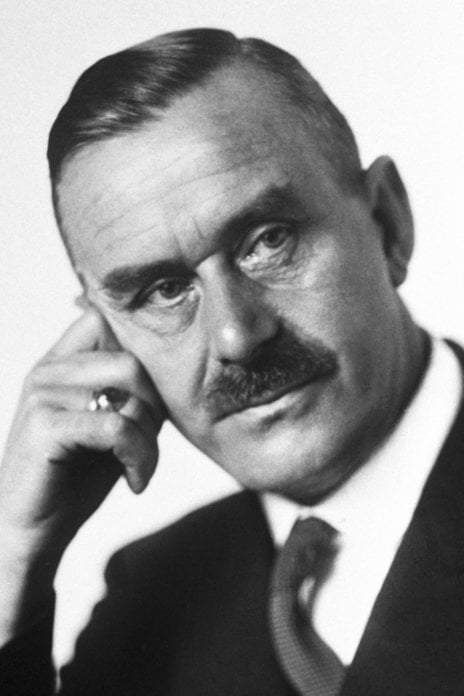
Thomas Mann (1929)

A weimari köztársaság alatt számos irodalmi remekművet alkottak. Ezek közül feltétlen említést érdemel Thomas Mann A varázshegy (1924), Erich Maria Remarque Nyugaton a helyzet változatlan (1929), Ludwig Renn Háború (1928) és Alfred Döblin Berlin Alexanderplatz (1929) című regénye, illetve a Bertolt Brecht és Kurt Weill közös munkájával született Koldusopera (1928) című zenés dráma, melynek Georg Wilhelm Pabst rendezésében filmváltozata is készült. Az új tárgyilagosság stílusirányzatát Erich Kästner, Fabian. Egy moralista regénye (Fabian. Die Geschichte eines Moralisten) (1931), Hans Fallada, Mi lesz veled, emberke? (Kleiner Mann – was nun?) (1932) és Irmgard Keun, A műselyemlány (Das kunstseidene Mädchen) (1932) című regényeik képviselik. A korszak színházi életének legfontosabb alakjai közé tartozott Ernst Toller drámaíró, Gerhart Hauptmann drámaíró, Carl Zuckmayer drámaíró, Max Reinhardt színházi- és filmrendező, producer, illetve Erwin Piscator színházi rendező, producer. Ezekben az években Németország talán legnagyobb hatású lírikusa, műfordítója, irodalomkritikusa Stefan George volt, aki követői részvételével egy kört szervezett, melynek komoly kisugárzása volt a kortárs szellemi életre.
A film műfajában dolgozó művészek is jó néhány maradandó alkotást hoztak létre. Robert Wiene rendezésében került közönség elé 1920-ban Dr. Caligari (Das Cabinet des Dr. Caligari) címmel egy nagy hatású, expresszionista stílusú némafilm. Friedrich Wilhelm Murnau rendező Nosferatu (Nosferatu, eine Symphonie des Grauens) című, 1922-ben bemutatott filmje a filmtörténet egyik legnagyobb hatású némafilmje. 1926-ban került vetítésre Faust (Faust – Eine deutsche Volkssage) című némafilmje, mely Goethe Faust című klasszikus művének feldolgozása volt. Fritz Lang Metropolis című expresszionista alkotása, – korának legnagyobb költségvetésű német filmje –, a disztópikus science fiction műfajának egyik legelső darabja volt, mely komoly nemzetközi sikert aratott. Az első jelentős német hangosfilm 1930-ban került a filmszínházakba A kék angyal (Der blaue Engel) címmel, Josef von Sternberg rendezésében, Heinrich Mann regénye alapján, Marlene Dietrich főszereplésével.

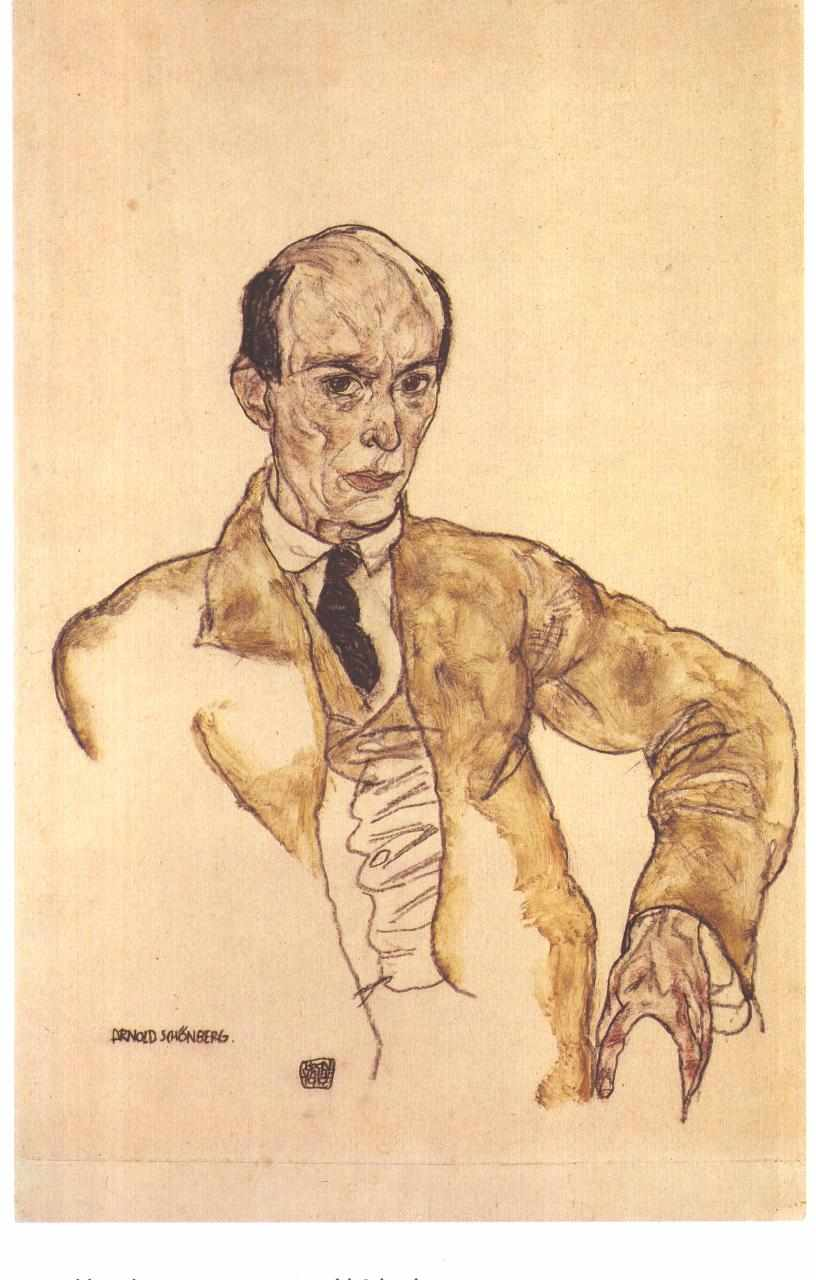
Egon Schiele: Arnold Schönberg (1917)

A weimari éra különösen gazdag zenei életet produkált, a kamarazenétől az operán és a zenés színházon át, a szimfonikus koncertekig és a zenei fesztiválokig, a dzsesszkoncertekkel, zenés kabarékkal bezárólag a választék nagyon sokszínű volt. Walter Laqueur kultúrtörténész szerint: „Németország a vezető karmesterek, a legjobb zenekarok és szólisták országa volt, iskolái nyújtották a legprogresszívebb zenei oktatást, és a zene műélvezetének általános szintje is a legmagasabb volt.” Bár Berlint tekintették a korabeli zenei világ mekkájának, három operaházzal, elbűvölő vendégművészekkel, mint például Arturo Toscanini vagy Pablo Casals – Baden-Baden, Bayreuth, Breslau, Köln, Drezda, Düsseldorf, Frankfurt, Hamburg, Hanover, Königsberg, Lipcse, München és Stuttgart szimfonikus és opera kínálata azonos szinten volt a fővároséval. A korszak és a 20. század egyik legnagyobb hatású zeneszerzője, zeneteoretikusa és zenepedagógusa az osztrák származású Arnold Schönberg volt, aki 1925-től 1933-ig vezette a Porosz Művészeti Akadémia zeneszerzői mesteriskoláját. Az általa kifejlesztett dodekafónia a zeneszerzés radikális megújítását jelentette. A weimari Németország egyik vezető karnagya Otto Klemperer, a 20. század egyik legnagyobb karmestere volt, aki a modern kortárs zene elkötelezett híveként Schönberg, Igor Stravinsky és Paul Hindemith műveit is színpadra vitte. Hindemith a modern német zenei élet „fenegyereke”, zeneszerző – művei disszonánsak és provokatívak –, zeneteoretikus, karmester és zenei előadó volt egyszemélyben, s mint a Berlini Zenei Főiskola zeneszerzés professzora is népszerűségnek örvendett. A korszak másik legelismertebb karmestere Erich Kleiber volt, aki a Berlini Állami Operaház főzeneigazgatói tisztét is betöltötte 1923–1934-ig. Ott mutatták be Alban Berg Wozzeck című operáját 1925-ben, mely az első modern operabemutató volt Berlinben.

#### Mindennapi kultúra

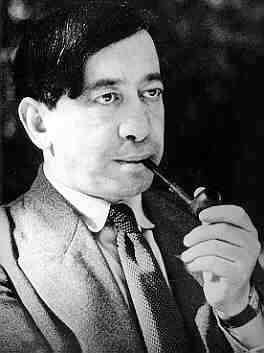
Siegfried Kracauer (1925 előtt)

A weimari köztársaság sajátos, a császári időszaknál sok tekintetben demokratikusabb politikai légköre, majd 1924-től a gazdasági felvirágzás, a mindennapi kultúrában is kedvezett számos új jelenség létrejöttének, vagy elterjedésének. A középosztály szórakozásának elmaradhatatlan színhelye volt, – különösen Berlinben –, a táncos, zenés-, illetve a szatirikus politikai kabaré, mely utóbbi bátor szókimondása egyetlen politikai irányzatot sem kímélt. Legismertebb szövegírói többek mellett Kurt Tucholsky, Walter Mehring és Erich Kästner voltak. Társadalomkritikai éle miatt a weimari korszak kabaréjának jelentősége túlnőtt a puszta szórakoztatáson. Siegfried Kracauer, a 20-as évek weimari tömegkultúrájának egyik első számú kortárs kritikusa A tömeg ornamentikája (Das Ornament der Masse) című, 1927-es, nagy hatású esszéjében elemezte, s negatívan értékelte a táncos kabaré ürességét, jelentésnélküliségét.
A weimari alkotmány 118. cikkelye biztosította a vélemények szabad kifejezését „szóban, írásban, nyomtatásban, képileg vagy bármilyen egyéb módon”, ennek következtében a sajtó és könyvkiadás rendkívüli gazdagságot, sokszínűséget ért el. Az 1919–1920-ban kiadott 3689 újság száma 1932-re 4703-ra növekedett. A sajtó szerkezete alapvetően decentralizált volt, de ezzel párhuzamosan sajtóbirodalmak alakultak ki. A három legnagyobb kiadó mind közül a két köztársaságpárti, az Ullstein és a Mosse, illetve a szélsőjobboldali Alfred Hugenberg tulajdonában lévő Scherl volt, mely a legfontosabb köztársaság-ellenes hangot képviselte. Hugenberg 1916-ban vette meg a kiadót, s agresszív piaci terjeszkedése következtében 1932-re a németországi sajtónak csaknem a fele legalább részleges befolyása alá került. Ehhez járult még, hogy Hugenbergnek saját hírügynöksége is volt, a Telegraphen-Union (TU), mely a manipulatív hírszolgáltatást végezte Hugenberg sajtóbirodalmának 1600 újságja számára. Médiabefolyását még tovább növelte, amikor 1927-ben megvette Németország legnagyobb filmstúdióját, az UFA-t.
A fotózás területén forradalmi változást idézett elő a Leitz cég Leica márkájú, 35 mm-es, kisfilmes kamerája 1925-ben. Ez volt az első teljesen kompakt fényképezőgép, összecsukható objektívje révén elég kis méretű ahhoz, hogy állvány nélkül, kézből használva, szinte bárhol és bármikor lehetővé tegye a kép exponálását. Ez nemcsak a fotóriporterek munkáját könnyítette meg, hanem elindította az amatőr fotózás egyre szélesebb körű elterjedését, és a vizuális kultúra radikális átalakítását.

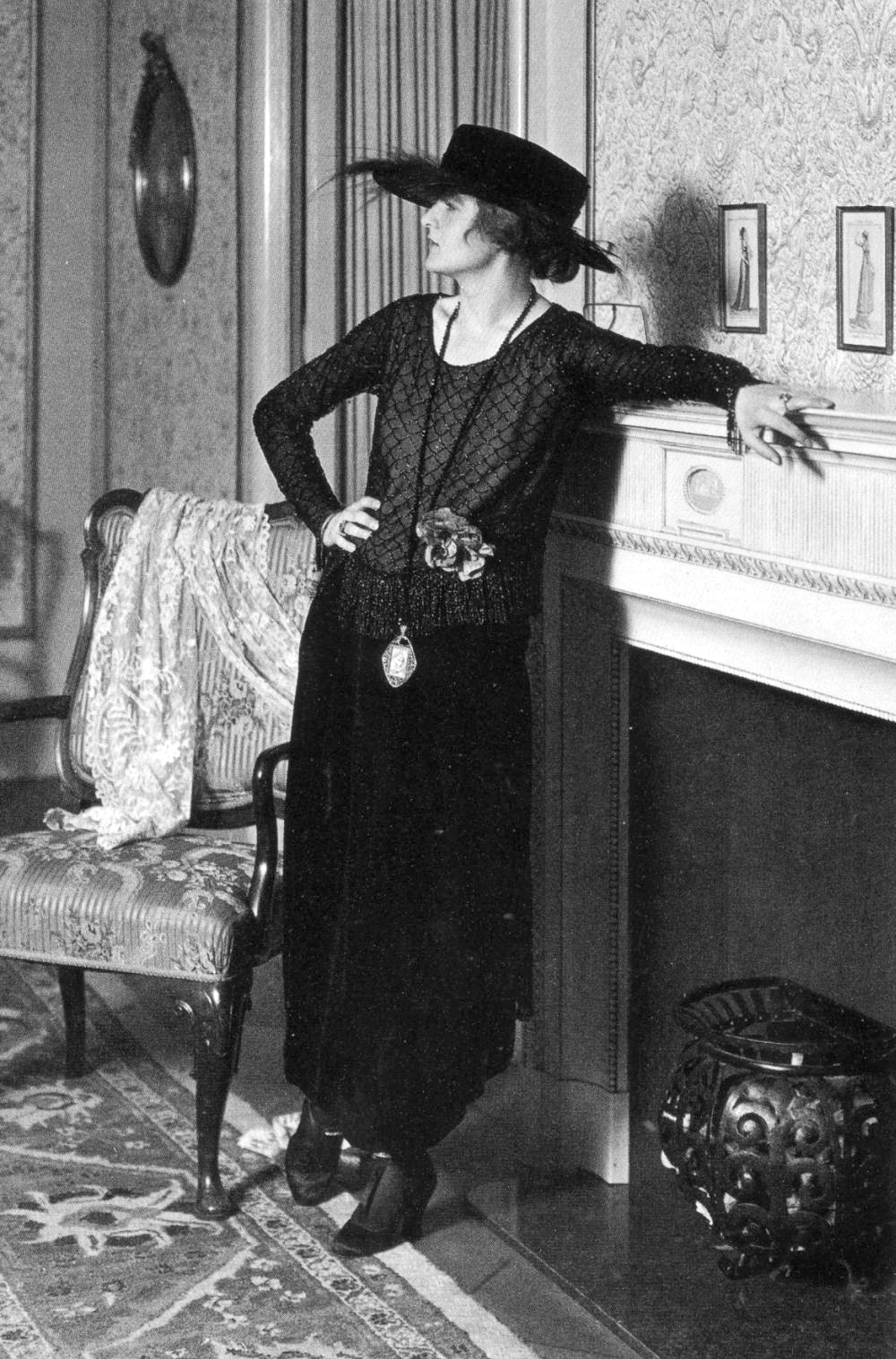
Anita Berber, táncos, színész, író (1918)

A világháború és a novemberi forradalom „tektonikus elmozdulást” okozott a szexuális morál területén is. A császárkor álszent, prűd, örömtelen, tilalmakkal teli szexuális erkölcse összeomlott, s egy demokratikusabb, szabadabb testkultúra jött létre, melynek jelszavai a „szexuális reform”, és az „új nő” voltak. A szex reform liga 150 ezer tagot számlált, de hatása publikációinak, előadásainak, klinikáinak, kondom- és fogamzásgátló eszköz eladásainak köszönhetően jóval szélesebb körre terjedt ki. A mozgalom 1931-ben, az abortusz kriminalizálása elleni kampányban érte el csúcspontját, s azon kevés mozgalmak közé tartozott, mely átlépte az osztály-, a nemi-, és a politikai választóvonalakat. A szex reform mozgalom következtében hatalmas változások zajlottak le a német társadalomban: az átlagos családméret lecsökkent 3,9-re, 1933-ra Németország a legalacsonyabb születési rátát érte el Európában, a válások száma az egekbe szökött, s évente kb. egymillió illegális abortuszt hajtottak végre, annak rengeteg halálos és maradandó egészségügyi következményével. „Az »új nő« volt a 20-as évek szexuális forradalmának híres szimbóluma. Rövid haja, – a nevezetes bubifej –, vékony, sportos, erotikus és gyermektelen volt. Dohányzott és néha férfiruhát viselt. Egyedül járt, a szexben örömét lelte. Dolgozott, tipikusan egy irodában vagy a művészetben, a mának és önmagának élt, – amint Elsa Herrmann írt róla Ez az új nő (So ist die neue Frau) című weimari könyvében.”

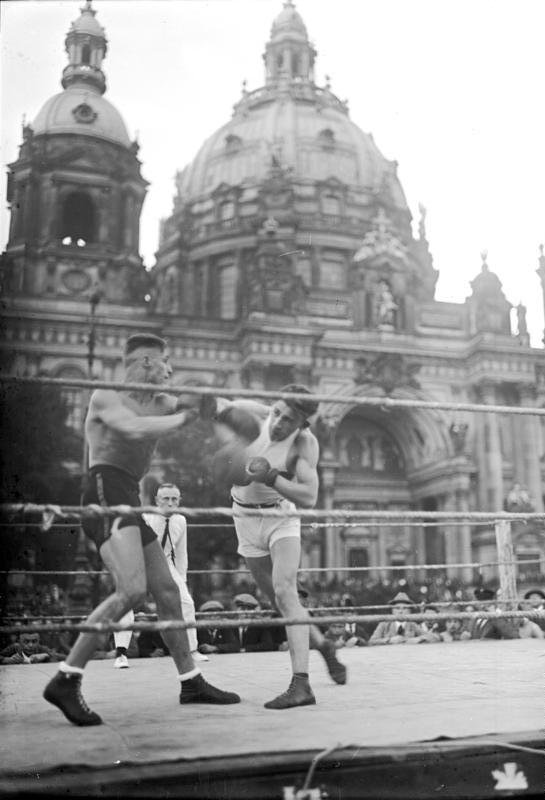
Ökölvívás a Berlini Torna- és Sporthéten (1924)

Hódított az egészséges test és a meztelenség kultusza. Szimbolikus, hogy az ökölvívás hallatlan népszerűségre tett szert, egy-egy mérkőzést több ezer ember is megnézett. Max Schmeling, a korszak sztárbokszolója a férfiasság ikonikus megtestesítőjévé, az erő bálványozását hirdető szépségideállá vált, Bertolt Brecht, John Heartfield, George Grosz és számos kulturális vezéregyéniség is a csodálói közé tartozott. A természet és az ember, a test és a lélek újraegyesítésének jegyében a naturizmus tömegmozgalommá vált. Hans Surén Az ember és a Nap (Der Mensch und die Sonne) című, 1924-ben megjelent, a nudizmust és a természetet dicsőítő, látványos fotókkal illusztrált könyve egy év alatt 250 ezer példányban kelt el. Az egészségkultusz minden politikai irányzatban jelen volt, a kommunisták, a szociáldemokraták vagy a nácik ugyanúgy működtettek naturista, kerékpáros és gyalogtúra egyleteket, s az egészség magasztalása, a testkultúra propagandájukba is beépült. Ezzel összefüggésben a politikai ellenfelet véznának, betegesnek vagy éppen elhízottnak ábrázolták. A jobboldali propaganda a negatív testi, egészségügyi jellemzőket leginkább a zsidókra vonatkoztatta, de nem kizárólagosan, a kommunisták vagy a francia megszálló csapatok szintén ilyen megjelenést kaptak. Mindazonáltal a weimari Németország testedző mozgalma erős militarisztikus árnyalattal bírt, például a gyakorlatok rendszeres kísérőjelensége volt a katonai alakzatban való masírozás, a jobboldali irányzatoknak pedig a rasszizmus ideológiája adott sajátos jelleget.

## Öröksége
A weimari köztársaság története és bukása sok tanulsággal szolgálhat az utókor számára. Nem lankad az érdeklődés iránta a történészek, a művészek és a művelődni szándékozó közvélemény részéről, aminek az ad baljós aktualitást, hogy a manapság egyre jobban megerősödő szélsőjobboldali mozgalmak, szervezetek ideológiái, illetve bizonyos politikai folyamatok megdöbbentő hasonlatosságot mutatnak az 1920-as évek nemzetiszocializmusával és társadalmi kontextusával. Számos tekintélyes politológus, megfigyelő szerint egyfajta weimarizálódás szemtanúi és elszenvedői vagyunk.

### Magyarul
- ↑ Collotti 1965: Enzo Collotti: A náci Németország. A weimari köztársaságtól a hitleri birodalom bukásáig. Ford. Terényi István. Budapest: Gondolat Kiadó. 1965.
- ↑ Szentpéteri 1965: Szentpéteri István: A közvetlen demokrácia fejlődési irányai. Budapest: Akadémiai. 1965.
- ↑ Ciepelewski–Kostrowicka–Landau–Tomaszewski 1974: Jerzy Ciepelewski – Irena Kostrowicka – Zbigniew Landau – Jerzy Tomaszewski: A világ gazdaságtörténete a XIX. és a XX. században. Budapest: Kossuth Könyvkiadó. 1974.  ISBN 9630901609
- ↑ Csonka–Harsányi–Székely 1975: Csonka Rózsa – Harsányi Iván – Székely Gábor: A Kommunista Internacionálé válogatott dokumentumai. Budapest: Kossuth Könyvkiadó. 1975.  ISBN 9630901994
- Kerekes Lajos: Hitler-puccs a sörházban. Budapest: Kossuth Könyvkiadó. 1976.  ISBN 9630904462
- ↑ Szobolev 1977: A Kommunista Internacionálé története. (magyarul) A. I. Szobolev (szerk. biz. vez). Budapest: Kossuth. 1977.  ISBN 9630907003
- Tokodi Gyula: Németország 1918–1919. Budapest: Akadémiai Kiadó, Zrínyi Kiadó. 1980.  ISBN 9630520060
- ↑ Tokodi–Niederhauser 1983: Tokodi Gyula – Niederhauser Emil: Németország története. Budapest: Akadémiai Kiadó. 1983.  ISBN 9630533774
- ↑ Luxemburg 1983: Rosa Luxemburg: Marxizmus, szocializmus, demokrácia. Budapest: Gondolat Kiadó. 1983.  ISBN 9632812468
- ↑ Kerekes 1985: Kerekes Lajos: A weimari köztársaság. Budapest: Kossuth Könyvkiadó. 1985.  ISBN 9630925265
- Tokodi Gyula: A budapesti német főkonzulátus jelenti… Az 1918-1919-es forradalmak és az ellenforradalom német diplomáciai iratok tükrében. Budapest: Kossuth Könyvkiadó. 1989.  ISBN 9630933853
- ↑ Bloch 1989: Ernst Bloch: Korunk öröksége. Budapest: Gondolat. 1989.  ISBN 9632822595
- Ian Kershaw: Hitler 1889–1936. Hybris. Budapest: Szukits Könyvkiadó. 2003.  ISBN 9639441945
- ↑ Németh 2004: Németh István: Németország története. Az egységtől az egységig. (1871–1990). Budapest: Aula Kiadó. 2004.  ISBN 9639585181
- Heinrich August Winkler: Németország története a modern korban I–II. Budapest: Osiris. 2005.  ISBN 9633896894
- ↑ Konok 2006: Konok Péter: „…a kommunizmus gyermekbetegsége?” Baloldali radikalizmusok a 20. században. Budapest: Napvilág. 2006.  ISBN 9639350826
- ↑ Németh 2007: Az 1918. novemberi forradalom és a Weimari Köztársaság (elsődleges forrásközlésekkel) I. kötet. In  Németh István: Demokrácia és diktatúra Németországban 1918–1945, I–II. Budapest: L’Harmattan Kiadó. 2007.  ISBN 9789632360355
- Sebastian Haffner: Az elárult forradalom. Budapest: Európa Kiadó. 2007.  ISBN 9630782197
- Ormos Mária: Németország története a 20. században. A német egységtől a német egységig. Budapest: Rubicon-kv. 2008.  ISBN 9789639839052
- ↑ Németh 2011: Németh István. „Weimar arcai I.”. Rubicon, Budapest (2011/5).

### Németül
- Arthur Rosenberg: Entstehung und Geschichte der Weimarer Republik. (németül) Hamburg: Europäische Verlagsanstalt. 1962.
- ↑ Salomon 1991: Ernst von Salomon: Der Fragebogen. Reinbek/Hamburg: Rowohlt Taschenbuch Verlag. 1991.  ISBN 3499104199
- Heinrich August Winkler: Weimar 1918–1933. Die Geschichte der ersten deutschen Demokratie. München: Beck. 1998.
- Ralf Hoffrogge: Richard Müller. Der Mann hinter der Novemberrevolution. (németül) Berlin: Karl-Dietz-Verlag. 2008.  ISBN 9783320021481
- Richard Müller: Eine Geschichte der Novemberrevolution. (németül) Berlin: Die Buchmacherei. 2011.  ISBN 9783000354007
- Gerhard Gräber – Matthias Spindler: Die Pfalzbefreier: Volkes Zorn und Staatsgewalt im bewaffneten Kampf gegen den pfälzischen Separatismus 1923/24. (németül) Ludwigshafen/Rhein: Pro Message. 2005.  ISBN 393484524X
- Hagen Schulze: Weimar: Deutschland 1917–1933 (Die Deutschen und ihre Nation). (németül) (hely nélkül): Severin und Siedler. 1982.  ISBN 3886800504
- Die Weimarer Republik. In  Karl Dietrich Erdmann: Gebhardt: Handbuch der deutschen Geschichte. (németül) 9. kiadás. München: Dt. Taschenbuch-Verlag. 1999.  = Band 19,

### Angolul
- ↑ Rosenberg 1936: Arthur Rosenberg: A History of the German Republic 1918–1930. (angolul) London: Methuen & Co Ltd. 1936.
- ↑ Laqueur 1974: Walter Laqueur: Weimar. A Cultural History, 1918–1933. (angolul) London: Weidenfeld & Nicolson. 1974.  ISBN 0297765744
- ↑ Dauvé–Authier 1976: Gilles Dauvé – Denis Authier: The Communist Left in Germany 1918–1921 (angol nyelven). marxists.org, 1976. (Hozzáférés: 2018. január 12.)
- ↑ Dornberg 1982: John Dornberg: The Putsch That Failed. Munich 1923: Hitler’s Rehersal for Power. (angolul) London: Weidenfeld & Nicolson. 1982.  ISBN 029778160X
- ↑ Fowkes 1984: Ben Fowkes: Communism in Germany under the Weimar Republic. (angolul) London: Macmillan Press. 1984.  ISBN 9780333272718
- ↑ Kracauer 1995: Siegfried Kracauer: The Mass Ornament. Weimar Essays. (angolul) Cambridge, Massachusetts–London: Harvard University Press. 1995.  ISBN 0674551621
- ↑ Mommsen 1996: Hans Mommsen: The Rise and Fall of Weimar Democracy. (angolul) Chapel Hill & London: University of North Carolina Press. 1996.  ISBN 0807822493
- ↑ Vincent 1997: C. Paul Vincent: A Historical Dictionary of Germany’s Weimar Republic, 1918–1933. (angolul) Westport–London: Greenwood Press. 1997.  ISBN 0313273766
- ↑ Gay 2001: Peter Gay: Weimar Culture. The Outsider as Insider. (angolul) New York–London: W. W. Norton & Company. 2001.  ISBN 9780393069594
- ↑ Henig 2002: Ruth Henig: The Weimar Republic 1919–1933. (angolul) London–New York: Routledge. 2002.  ISBN 0415132843
- ↑ Wright 2002: Jonathan Wright: Gustav Stresemann. Weimar’s Greatest Statesman. (angolul) Oxford: Oxford University Press. 2002.  ISBN 0198219490
- ↑ Evans 2004: Richard J. Evans: The Coming of the Third Reich. (angolul) New York–Toronto–London–Dublin–Camberwell–New Delhi–Auckland–Johannesburg: Penguin Books. 2004.  ISBN 1594200041
- ↑ Kolb 2005: Eberhard Kolb: The Weimar Republic. (angolul) 2. kiadás. London–New York: Routledge. 2005.  ISBN 0415344425
- ↑ Lee 2005: Stephen J. Lee: The Weimar Republic. (angolul) London – New York: Routledge. 2005.  ISBN 0415171784
- ↑ Broué 2005: Pierre Broué: The German Revolution, 1917–1923. (angolul) Leiden – Boston: Brill. 2005.  Hozzáférés: 2018. január 11.
- ↑ Plumb 2006: Steve Plumb: Neue Sachlichkeit 1918–33. Unity and Diversity of an Art Movement. (angolul) Amsterdam–New York: Rodopi. 2006.  ISBN 9789042020191
- ↑ Weitz 2007: Eric D. Weitz: Weimar Germany. Promise and Tragedy. (angolul) Princeton–Oxford: Princeton University Press. 2007.  ISBN 9780691016955
- Peter Schwarz: The German October: The missed revolution of 1923. Part 1 (angol nyelven). wsws.org, 2008. október 30. (Hozzáférés: 2017. december 28.)
- Peter Schwarz: The German October: The missed revolution of 1923. Part 2 (angol nyelven). wsws.org, 2008. október 10. (Hozzáférés: 2017. december 28.)
- ↑ Biro 2009: Matthew Biro: The Dada Cyborg. Visions of the New Human in Weimar Berlin. (angolul) Minneapolis–London: University of Minnesota Press. 2009.  ISBN 9780816636198
- ↑ Kuhn 2012: All Power to the Councils! A Documentary History of the German Revolution of 1918–1919. (angolul) Szerk. Gabriel Kuhn. Oakland, CA: PM Press. 2012.  ISBN 9781604861112
- ↑ Zervigón 2012: Andrés Mario Zervigón: John Heartfield and the Agitated Image. Photography, Persuasion, and the Rise of Avant-Garde Photomontage. (angolul) Chicago–London: University of Chicago Press. 2012.  ISBN 9780226981772
- ↑ Fowkes 2014: Ben Fowkes: The German Left and the Weimar Republic. A Selection of Documents. (angolul) Leiden–Boston: Brill. 2014.  ISBN 9789004210295
- ↑ Hoffrogge 2015: Ralf Hoffrogge: Working Class Politics in the German Revolution. Richard Müller, the Revolutionary Shop Stewards and the Origins of the Council Movement. (angolul) Leiden: Brill. 2015.  ISBN 9789004219212
- ↑ Winkler 2015: Heinrich August Winkler: The Age of Catastrophe. A History of the West 1914–1945. (angolul) New Haven–London: Yale University Press. 2015.  ISBN 9780300204896
- ↑ Ullrich 2016: Volker Ullrich: Hitler. Ascent, 1889–1939. (angolul) New York: Alfred A. Knopf Publishing. 2016.  ISBN 9780385354394
- ↑ Jones 2016: Larry Eugene Jones: Hitler versus Hindenburg. The 1932 Presidential Elections and the End of the Weimar Republic. (angolul) Cambridge: Cambridge University Press. 2016.  ISBN 9781107022614
- ↑ Mark Jones 2016: Mark Jones: Founding Weimar. Violence and the German Revolution of 1918–1919. (angolul) Cambridge: Cambridge University Press. 2016.  ISBN 9781107115125
- ↑ Vascik–Sadler 2016: George S. Vascik – Mark R. Sadler: The Stab-in-the-Back Myth and the Fall of the Weimar Republic. A History in Documents and Visual Sources. (angolul) London–Oxford–New York–New Delhi–Sydney: Bloomsbury Academic. 2016.  ISBN 9781474227810
- ↑ Hoffrogge–LaPorte 2017: Weimar Communism as Mass Movement 1918–1933. (angolul) Szerk. Ralf Hoffrogge–Norman LaPorte. London: Lawrence & Wishart. 2017.  ISBN 9781910448984

## Filmek
- The Man Who Crossed Hitler(wd), a BBC televíziós játékfilmje, 2011. Rendező Justin Hardy.[1]
- Hitler – út a hatalomba, a National Geographic Channel televíziós dokumentumfilm-sorozata, 2011–2012.[2][3]

Jegyzetek a filmekhez
1. ↑  The Man Who Crossed Hitler az Internet Movie Database oldalon (angolul)
2. ↑  National Geogarphic Channel Hitler: út a hatalomba című kétrészes történelmi minisorozata. Múlt-kor.hu történelmi magazin.hu, 2011. december 8. (Hozzáférés: 2018. január 9.)
3. ↑  National Geographic: Hitler – út a hatalomba. A Führer és országa. Archív felvételek Hitlerről és a háborús náci Németországról.. (Hozzáférés: 2018. január 9.)